# Église Saint-Léger de Delincourt
L'église Saint-Léger est une église catholique paroissiale située à Delincourt, dans l'Oise, en France. Elle remplace un édifice plus ancien, mais sa nef remonte néanmoins aussi loin que la fin du XIe ou le début XIIe siècle. Des remaniements au XVIIIe siècle lui ont enlevé son authenticité, et les arcades de l'exceptionnel porche du début du XIIIe siècle ont alors été bouchées. Les parties orientales conservent tout leur intérêt, et sont d'une architecture recherchée. Elles ont été bâties par le chapitre de la collégiale royale Saint-Mellon de Pontoise, qui fut le collateur de la cure sous l'Ancien Régime. Le transept et le chœur sont de style gothique primitif, mais leurs voûtes d'ogives et leurs chapiteaux particulièrement remarquables évoquent le style roman tardif. Ils datent du troisième quart du XIIe siècle. Le clocher en bâtière central, qui s'élève au-dessus de la croisée du transept, n'a été achevé qu'au début du XIIIe siècle, et est plus résolument gothique. Il séduit surtout par ses dimensions très judicieusement définies. Bientôt après son achèvement, l'église a été agrandie par l'adjonction de deux collatéraux au nord et au sud du chœur. Leurs voûtes n'ont été réalisées qu'après coup, ou ont été refaites, vers le début du XIVe siècle, et deux des fenêtres à remplage datent de la même époque. La substance semble toutefois bien plus ancienne. L'église Saint-Léger connaît un dernier agrandissement sous la Révolution française en 1792, quand le chœur est prolongé vers l'est par une abside à pans coupés, dont la voûte a dû être refaite en bois vers 1860. Les chapiteaux romans sont classés monument historique par arrêté du 5 novembre 1911. Le reste de l'église Saint-Léger est inscrit aux monuments historiques par arrêté du 12 avril 1926, à l'exclusion de la nef. Elle est aujourd'hui affiliée à la paroisse Saint-François-d'Assise du Vexin avec siège à Chaumont-en-Vexin, qui a suspendu la célébration des messes dominicales en 2018.

## Localisation
L'église se situe en France, en région Hauts-de-France et dans le département de l'Oise, dans le Vexin français, dans la vallée du Réveillon, sur la commune de Delincourt, au centre du village, rue de la Vallée. La façade occidentale donne directement sur la rue. Les élévations latérales sont bordées par l'ancien cimetière, désaffecté en 1902 et transformé en espace vert public. Un étroit passage devant le chevet permet de se rendre de la partie nord vers la partie sud. Ce jardin, clos par un mur, a été baptisé clos de l'abbé Seïté en souvenir du père Jacques Seïté, né en 1917, dernier curé de Delincourt de 1953 jusqu'à sa mort le 5 juillet 1991. Au sud, le sentier de l'Église longe le mur de l'ancien cimetière.

## Histoire

### Les origines et le vocable
La paroisse de Delincourt est considérée comme l'une des plus anciennes du Vexin français. Ses origines remontent au moins au XIe siècle, époque présumée de la construction de la nef actuelle. Avant, il y avait probablement une chapelle dédiée à Saint Jacques, nom conservé par une rue au sud du bourg, qui desservait l'ancien cimetière. À l'époque mérovingiens, les chapelles se situent souvent au milieu des cimetières, comme les fouilles le démontrent. L'église de Delincourt est placée sous sa protection de saint Léger d'Autun, patron peu représenté dans le Vexin français, où seulement les églises d'Amenucourt et Menucourt lui sont dédiées. L'évêque d'Autun et martyr vers 673 est davantage vénéré dans le Beauvaisis tout proche (Agnetz, Andeville, Balagny-sur-Thérain, Mouy…). Selon Louis Régnier, le vocable de saint Léger indique généralement des fondations de l'époque carolingienne ; en l'occurrence, il ne semble pas que l'on puisse remonter aussi loin. Sous tout l'Ancien Régime, Delincourt relève, en principe, de l'archidiocèse de Rouen, de l'archidiaconé du Vexin français avec siège à Pontoise, et du doyenné de Chaumont-en-Vexin. Dans les faits, la paroisse de Delincourt est accaparée aux Xe et XIe siècles par les comtes de Vexin, à l'instar de nombreuses autres, puis restituée par Gautier III de Vexin à saint Maurille, archevêque de Rouen. Cette restitution ne devient effective que par la confirmation par Philippe Ier trente ans plus tard.

### La paroisse sous l'Ancien Régime

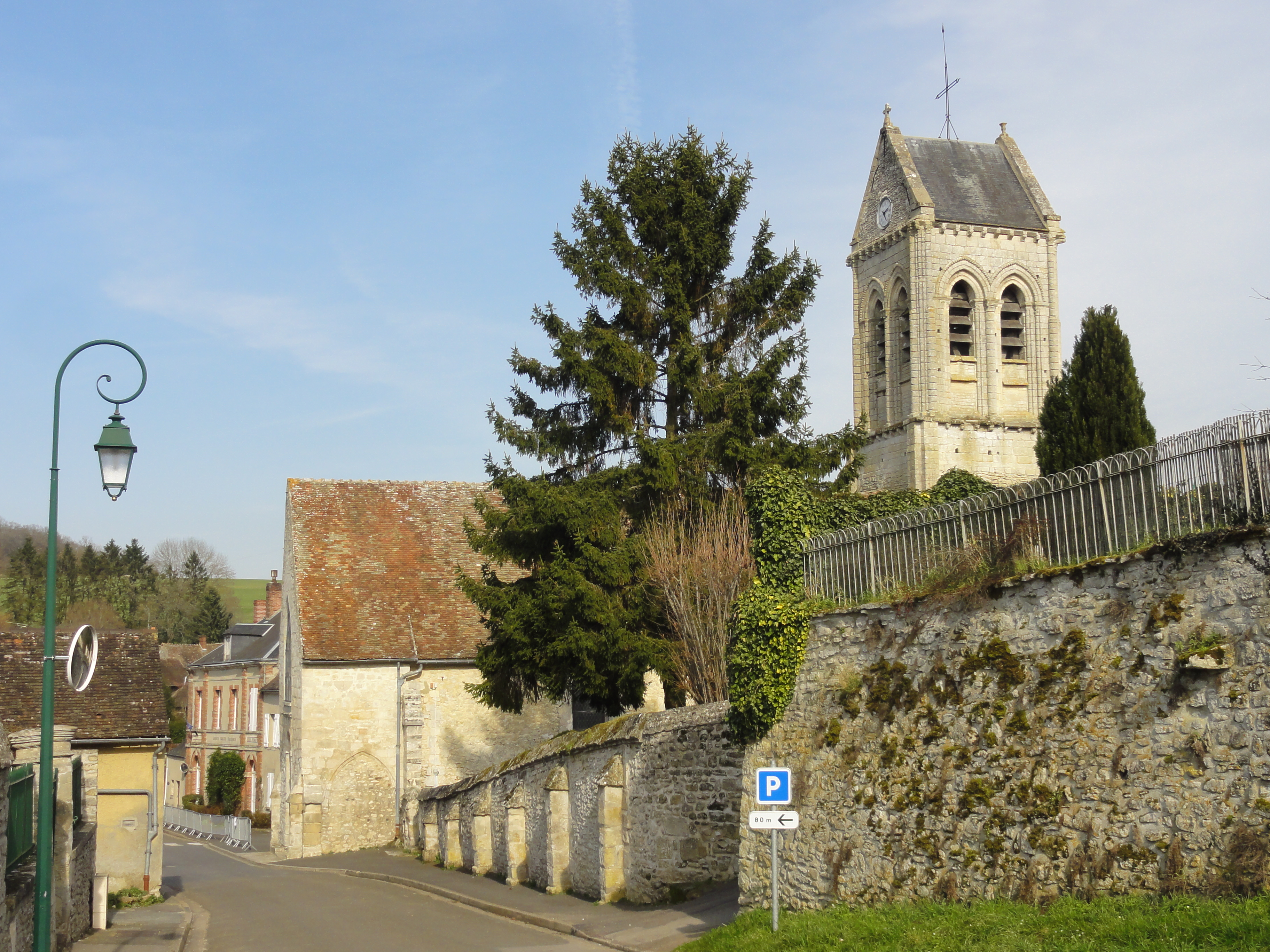
Approche par le sud.

Sous l'Ancien Régime, Delincourt relève de l'archidiocèse de Rouen, de l'archidiaconé du Vexin français avec siège à Pontoise, et du doyenné de Chaumont-en-Vexin, au moins en principe : il semble qu'avant le règne de saint Louis et l'épiscopat d'Eudes Rigaud (1248-1275) installé par lui, l'archidiaconé du Vexin échappe à l'autorité de l'archevêque de Rouen, car il tient tous ses bénéfices du duc de Normandie. Le collateur de la cure est le chapitre de la collégiale royale Saint-Mellon de Pontoise, qui se considère comme curé primitif de la paroisse. Son droit de nomination n'est jamais contesté. Le chapitre est en même temps le principal seigneur et décimateur du village. Les chanoines jouissent du privilège exclusif de se faire inhumer dans le chœur de l'église, mais en tant que gros décimateurs, sont tenus d'assumer tous ses frais de construction et d'entretien. Pendant les périodes que l'un des leurs n'assure pas lui-même le service paroissial, ils doivent aussi rémunérer le curé, qui a le titre de vicaire perpétuel à partir de la fin du XVIe siècle. Les vicaires sont généralement enterrés dans l'avant-chœur, sous le clocher. Selon les lettres de confirmation royales de 1655, les chanoines ignorent eux-mêmes en quelle année, et en quel siècle même, ils furent gratifiés de la terre de Delincourt, tous les titres originaux étant perdus. Des lettres de maintenue accordées aux chanoines par Louis XV en 1757 rappellent toutefois une charte de Louis le Gros datée de 1122, dont le chartrier royal conserve peut-être encore un exemplaire. Mais il ne devrait pas s'agir de la charte primitive, car les chanoines n'auraient sinon pas eu à solliciter son renouvellement sous les règnes de chacun des rois successifs. L'on ne peut exclure que les droits des chanoines à Delincourt remontent presque aussi loin que la fondation du chapitre, vers 881, et en tout cas à l'époque quand l'archevêque de Rouen n'avait pas d'autorité sur l'archidiaconé, et que le chapitre avait constitué sa propre circonscription ecclésiastique autour de Pontoise, à titre officieux. Il paraît également que le chapitre Saint-Mellon détient le fief de Delincourt directement de la Couronne, probablement en échange de l'instruction publique en la ville de Pontoise, dont il détient le monopole au XVIIIe siècle encore. Delincourt est considéré par les chanoines comme bénéfice royal.

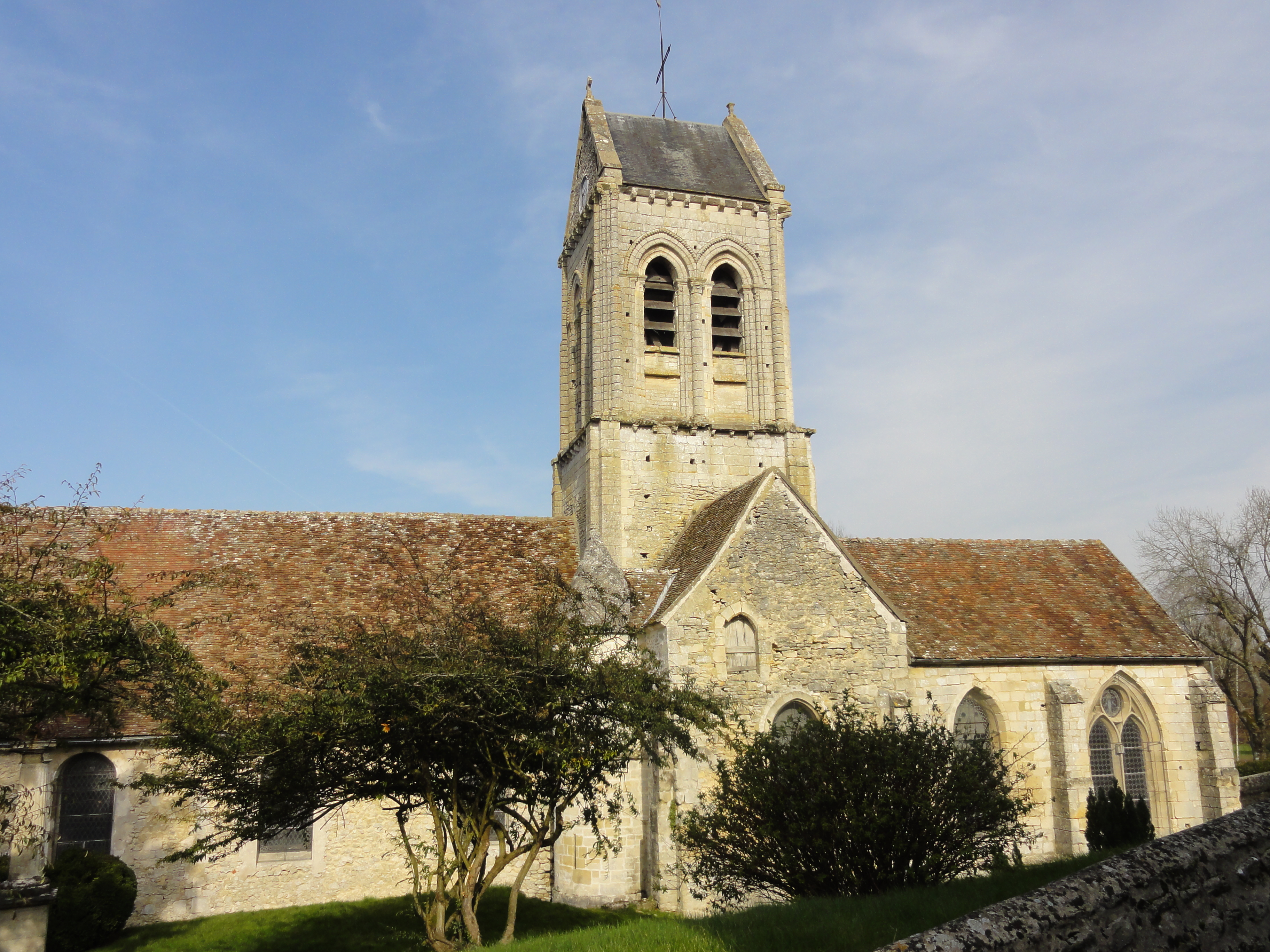
Vue partielle depuis le sud.

Selon l'abbé Baticle, « leur titre de seigneurs, de patrons de l'église, joint à celui de curés primitifs, leur valait, en dehors des droits réservés, tous les privilèges honorifiques rendus autrefois aux seigneurs, dans les églises, par les prêtres et par les fidèles. À l'entrée d'un chanoine dans l'église de Delincourt, tous devaient se lever et s'incliner respectueusement sur son passage ». Le chanoine de Saint-Mellon délégué à la paroisse de Delincourt gère la cure comme il l'entend. Souvent, il afferment la cure à un prêtre ami pour une durée déterminée, dix ans par exemple, à des conditions qu'il définit lui-même, sans se référer au doyen du chapitre ou à l'archidiacre de Pontoise. Le contrat qui lie le chanoine titulaire de la cure au prêtre engagé par lui est signé devant un notaire. Le chanoine se réserve seulement l'exercice public de certaines fonctions curiales aux jours des grandes fêtes, et certaines offrandes. Ceci est avant tout une précaution pour éviter la perte des différents privilèges. Vers le milieu des années 1590, l'autorité royale, entendue avec l'autorité ecclésiastique, met fin aux cessions de la cure ad tempus. Désormais, le chapitre doit élire un  vicaire perpétuel proposé par le chanoine responsable de la paroisse. En tant que seigneurs, les chanoines détiennent le droit de justice seigneuriale. Mais ils n'exercent pas eux-mêmes les privilèges seigneuriaux incompatibles avec leur statut d'ecclésiastiques, dont notamment le droit de chasse. Celui-ci est affermé aux ducs et princes qui résident au château de Bertichères.

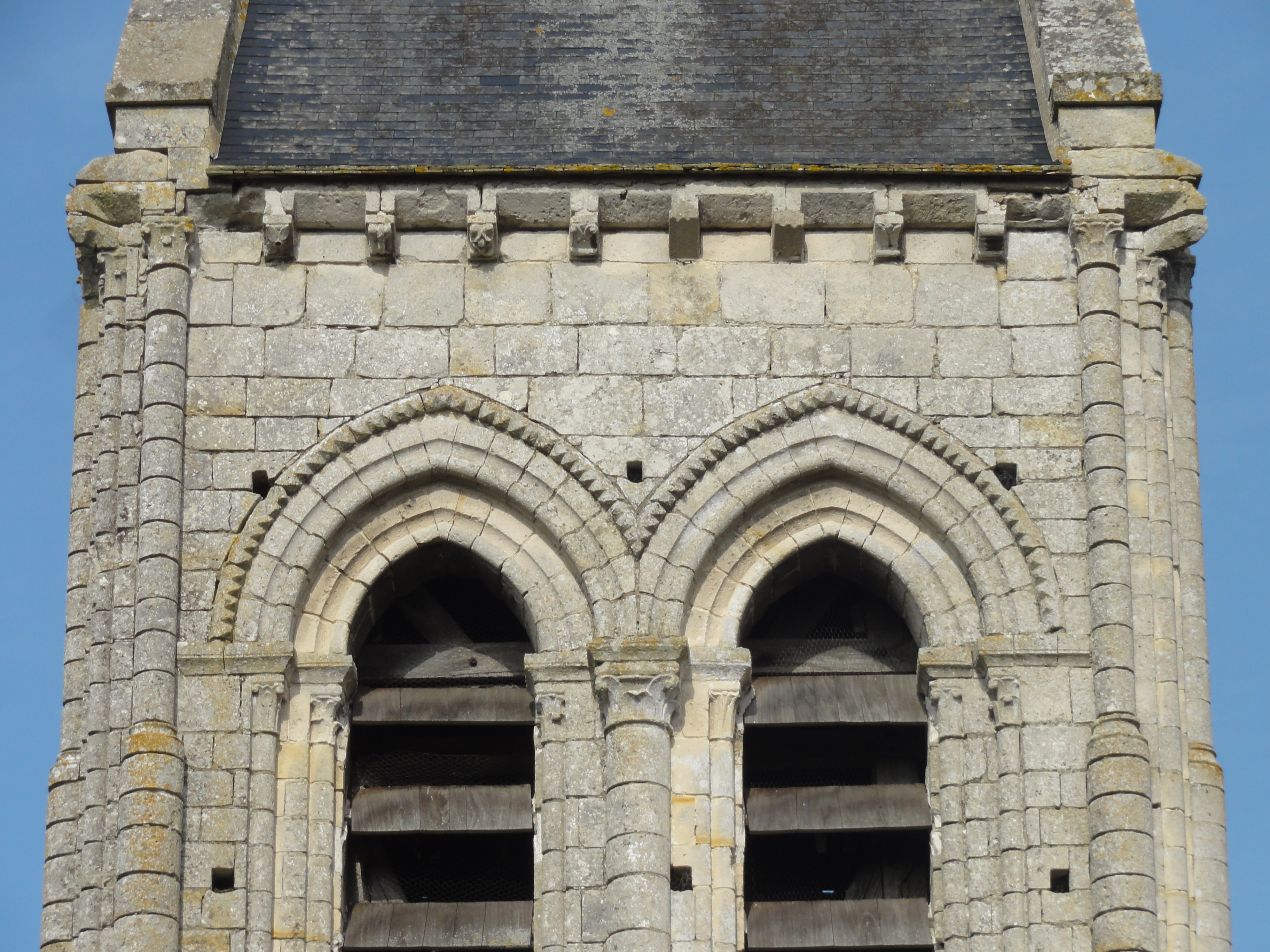
Clocher, étage de beffroi, côté sud.

Les chanoines n'utilisent pas toujours les recettes de la dîme, en principe réservées à l'entretien de l'église et aux besoins du culte, à bon escient. Au XIVe siècle, ils s'octroient des revenus généreux qui permettent à chacun d'entretenir un vicaire qui remplit la plupart de leurs charges au quotidien à leur place. La conséquence est une négligence de l'entretien de l'église, dont les voûtes prennent l'eau, et le mécontentement des habitants, quand les deux tiers de la dîme ne sont plus prélevées directement par un chanoine. Le premier vicaire perpétuel, messire de Flichy, a l'opinion publique derrière lui quand il revendique toute la dîme du chapitre pour lui et sa paroisse. Quelques années plus tôt, le chanoine-curé Lair lui avait effectivement laissé toute la dîme. Mais Flichy ignore les particularités de son statut de vicaire perpétuel, et perd le procès en dernière instance. Il doit se contenter du tiers de la dîme. En 1648, l'un de ses successeurs, messire Duchemin, entre dans une longue bataille judiciaire avec le chapitre pour une question de dîme, sans succès. Ses revenus sont pourtant insuffisants, et le chœur de l'église nécessite d'urgents travaux. En 1658, le vicaire Claude Pellé, issu d'une puissante famille, entre à son tour dans l'offensive. Souvent, il se promène avec un fusil en bandoulière. Il a tous les appuis du chanoine-curé messire de Machy. Dans ce contexte, la grange dîmière est incendiée, et le vicaire quitte le village, sans nommer l'auteur du méfait qu'il semble pourtant connaître. Son commis, Jacques Pelletier, montre une attitude équivoque, et est emprisonné. Puis les soupçons de la maréchaussée tombent sur messire de Machy, mais les habitants défendent sa cause, et il n'est pas inquiété. Trois ans plus tard, l'affaire est étouffée, et Pellé reprend son service. Quand l'état des revenus de l'église est dressé en 1790, le tiers de la dîme et le fermage des quelques arpents de prés de la cure représentent environ 900 livres. Les recettes de la fabrique se composent de 810 livres de rentes, 641 livres de fermages, 130 livres pour le loyer des bancs, et 30 livres de loyer de la maison de la maîtresse d'école.

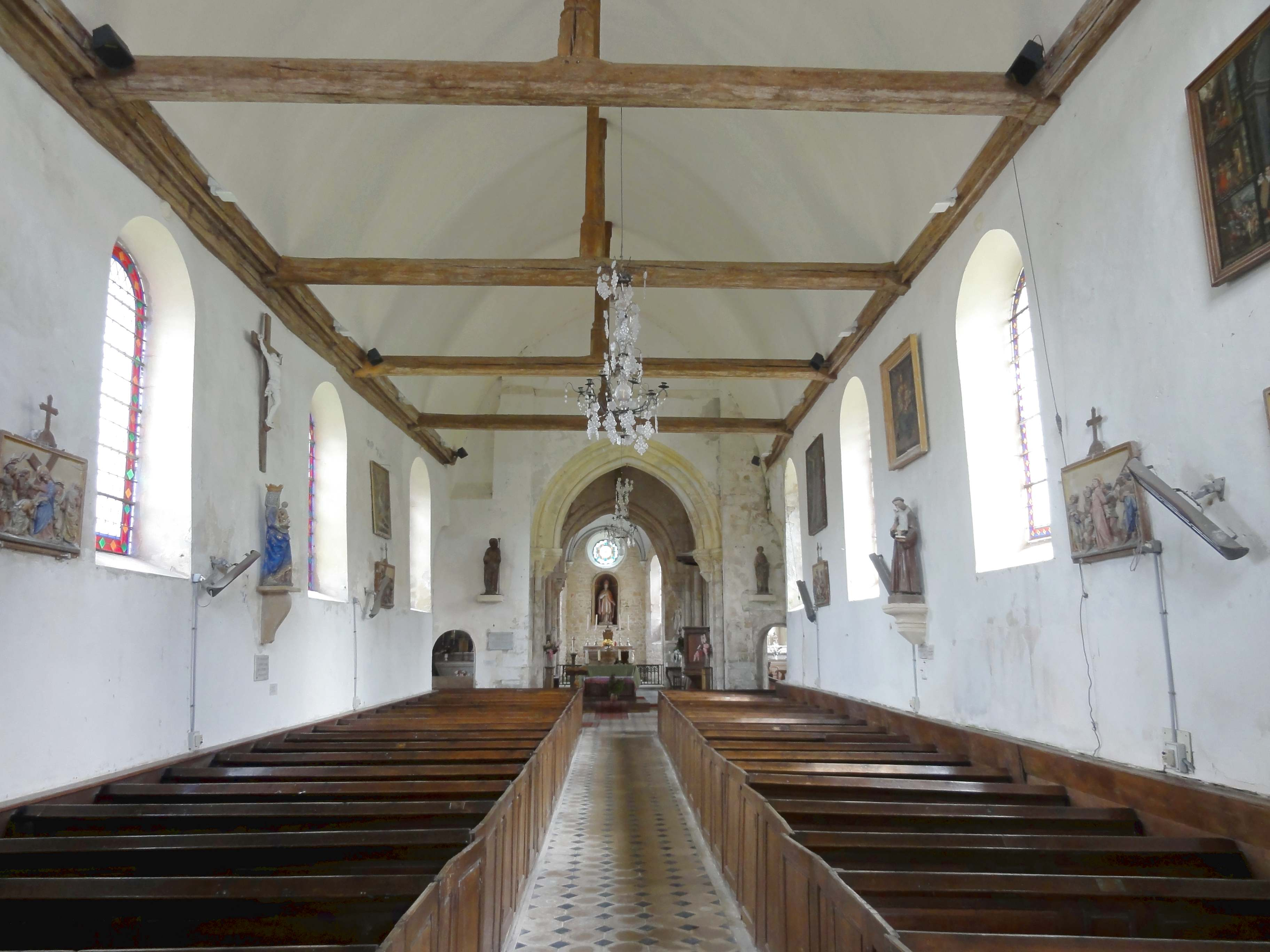
Nef, vue vers l'est.

Les revenus de l'église ne servent pas seulement à rémunérer le vicaire perpétuel, à entretenir l'église et à pourvoir aux besoins du culte, mais aussi à assurer l'éducation des enfants. Les registres paroissiaux ne se sont pas tous conservés, et c'est pour l'année 1604 que l'on trouve la première mention d'une maîtresse d'école. Elle dispense l'enseignement dans l'école des filles, et de l'existence de celle-ci, l'on peut déduire l'existence d'une seconde école, réservée aux garçons. Leur enseignement est assuré par un clerc laïc. Les deux écoles sont administrées librement par le conseil de fabrique. Il semble que les cours ont lieu pendant six mois par an, et que la scolarité s'arrête au moment que les enfants savent lire correctement, vers l'âge de dix ou onze ans. En 1721, le vicaire perpétuel François Thévenet lègue à la fabrique la somme de 20 000 livres pour constituer une rente annuelle de 500 livres, qui permet de couvrir les frais des deux écoles. Qualifiées d'écoles de charité, elles sont entièrement gratuites. Il y a des lettres-patentes de Louis XV qui ratifient cette fondation. L'inflation étant importante au XVIIIe siècle, la rente ne suffit bientôt plus, mais deux autres prêtres y ajoutent des rentes supplémentaires par leurs dispositions testamentaires. En 1786 toutefois, le montant global devient de nouveau insuffisant, et l'école des filles doit fermer. Filles et garçons sont désormais logées dans une même salle de classe, divisée en deux parties par une cloison au milieu. À la Révolution française, la maison d'école et son inventaire sont vendus aux enchères avec les autres bien de l'église.

### Les campagnes de construction de l'église

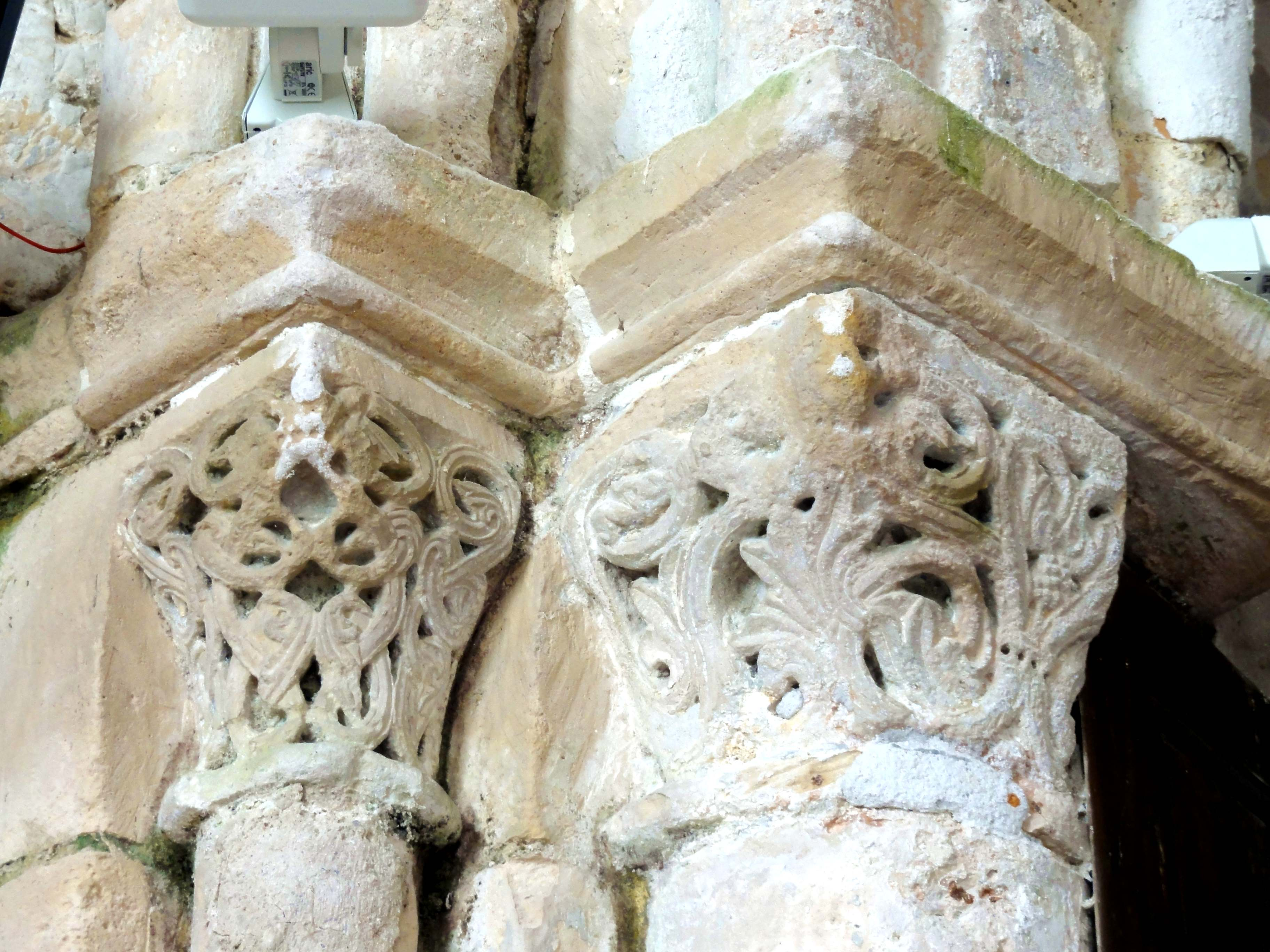
Chapiteaux d'inspiration romane (croisillon sud, angle nord-ouest).

La nef de l'église est considérée comme datant en partie du XIe siècle ou tout au moins de la première moitié du XIIe siècle, comme le semblent indiquer des portions de mur appareillées en opus spicatum. Selon Louis Régnier, le transept et le chœur sont édifiés vers 1175 environ à l'emplacement du sanctuaire roman primitif. En raison des conflits franco-anglais le long de l'Epte, le chantier s'interrompt vraisemblablement pendant quelques années, puis reprend seulement au début du XIIIe siècle. L'on élève alors un élégant clocher gothique, qui est achevé vers 1210. La nef est prolongée vers l'ouest par un porche à cinq arcades ouvertes sur la rue, dont l'étage comporte une tribune ouverte sur l'intérieur. Vers le début du XIVe siècle, l'église est agrandie par l'adjonction de deux collatéraux ou chapelles latérales au vaisseau central du chœur. Une tourelle d'escalier est édifiée dans l'angle entre nef et croisillon sud. Elle remplace la tourelle d'origine dans l'angle entre chœur et croisillon sud, et dont la porte supérieure existe encore à l'intérieur du clocher. Les trois dernières marches de son escalier sont également visibles depuis l'extérieur. Quelques réparations s'avèrent nécessaires à l'issue de la guerre de Cent Ans, à la fin du XVe ou au premier tiers du XVIe siècle. Les deux arc-doubleaux au sud du chœur et celui au nord de la dernière travée sont refaits, de même que les piliers au sud du chœur et le dernier au nord. Ces remaniements se font dans le style flamboyant alors en vigueur, sans aucun égard pour l'architecture d'origine. Toujours au XVIe siècle, selon Louis Régnier, la nef est pourvue d'une nouvelle charpente en carène renversée, dont le lambris forme une voûte en berceau brisé. Des passages berrichons viennent raccorder directement la nef aux croisillons du transept. Le porche est fermé par des murs et annexé à l'espace intérieur afin d'augmenter la capacité d'accueil de l'église, et les fenêtres de la nef sont agrandies. Ces travaux sont peut-être dus à l'abbé Berné, dernier curé de l'Ancien Régime et premier maire après la Révolution française. Sous son mandat, le conseil municipal vote en 1791 le prolongement du chœur par une abside à pans coupés. Vers 1860, sa voûte en pierre est déjà délabrée, et doit être remplacée par une structure en bois,. C'est également à la période révolutionnaire que le sol de l'église est exhaussé par une couche de terre, et repavé en tomettes de terre cuite. De cette manière, les pierres tombales scellées dans le sol sont enfouies. Au cours du XIXe siècle, un paroissien qui veut conserver son anonymat offre la tribune en bois actuelle.

### La sauvegarde et la restauration de l'église auXXesiècle
Les chapiteaux romans tardifs du vaisseau central du chœur et des croisillons du transept sont classés monuments historiques au titre objet par arrêté du 5 novembre 1911. Le reste de l'église est inscrit au titre des monuments historiques par arrêté du 12 avril 1926, à l'exclusion de la nef. Entre la fin de la Seconde Guerre mondiale et la fin du XXe siècle, les toitures sont refaites à trois reprises. En 1988, le conseil municipal décide la restauration de l'église en six tranches de travaux, et effectue les demandes de subventions requises. Les quatre premières tranches et une partie de la cinquième sont exécutées entre 1990 et 1995, puis le chantier s'arrête. En 1999, les verrières du côté nord sont endommagées par une tempête. Leur remise en état est financée par l'État. À partir de l'année suivante, les abat-son du clocher et les planchers intermédiaires sont remplacées, et les baies du clocher sont fermées par des grillages pour éviter l'intrusion des pigeons. Mais la restauration de l'église n'ayant pas été menée à terme, l'édifice se dégrade de nouveau. La célébration des messes dominicales cesse vers 2005. L'église Saint-Léger n'est plus guère utilisée que pour les baptêmes, mariages et obsèques, et les dons des fidèles cessent pratiquement. Seule exception, une souscription publique pour la restauration des fonts baptismaux en 2002. Puis, en 2007, l'association des Amis de Delincourt décide de prendre le destin de l'église en charge. Elle s'occupe d'abord de la restauration du confessionnal, puis entreprend de différentes initiatives pour recueillir les fonds nécessaires à la mise en œuvre des tranches de travaux manquants. Au bout de dix ans de quasi-abandon, l'église Saint-Léger est rouverte par la messe du dimanche 26 avril 2015 à 9 h 30,. En raison du suppression du poste du vicaire de la paroisse de Chaumont, elle n'accueille cependant plus de messes dominicales depuis 2018.

## Description

### Aperçu général

Plan de l'église.

Régulièrement orientée, l'église se compose d'une longue et large nef unique recouverte d'une fausse voûte en berceau brisé et d'une charpente partiellement apparente ; d'un transept nettement débordant par rapport à la nef, et dont la croisée sert de base au clocher en bâtière ; d'un chœur de deux travées supplémentaires se terminant par une abside à cinq pans ajoutée en 1791 en lieu et place du chevet plat ; et de deux chapelles latérales ou collatéraux de deux travées, qui font suite aux croisillons du transept, et accompagnent le vaisseau central. Les parties orientales sont ainsi formées par trois vaisseaux à trois travées, avec, en plus, l'abside. Toutes ces travées sont à un seul niveau d'élévation, et voûtées d'ogives, mais la voûte de l'abside est factice et en bois. Une tourelle d'escalier occupe l'angle entre nef et croisillon sud, et une sacristie entoure la dernière travée de la chapelle latérale nord, au nord et à l'est. L'église est de dimensions considérables. Sa longueur totale est de 39 m dans l'œuvre. La nef mesure 20,80 m de longueur et 6,55 de largeur, toujours dans l'œuvre. La croisée du transept et le chœur mesurent 13,80 m de longueur, auxquels s'ajoutent 4,40 m pour l'abside. La largeur de ce vaisseau central est de 5,45 m dans le carré du transept et de 5,60 m dans le chœur. La longueur du transept, qui se mesure du nord au sud, est de 14,85 m. Avec 4,90 m de profondeur, toujours dans le sens nord-sud, le croisillon sud est de 40 cm plus profond que son pendant au nord. Telle est aussi à peu près la largeur des collatéraux, qui ont à peu près la même longueur que le chœur. Ces mesures sont prises en incluant les arcs-doubleaux pour la moitié de leur épaisseur. La voûte du carré du transept mesure 7,80 m de hauteur. Les autres voûtes sont d'environ un mètre moins élevées. Le clocher cumule à 24,50 m de hauteur depuis le sol de l'église. Le portail occidental constitue l'accès habituel à l'église. Il y en outre une petite porte au sud du croisillon sud. Celui-ci conserve sont toit en bâtière perpendiculaire à l'axe de l'édifice, tandis que le croisillon nord est couvert en appentis. Le chœur et ses deux collatéraux disposent chacun de sa propre toiture, dont celle du collatéral sud se termine par un pignon, et les deux autres, par des croupes.

### Intérieur

#### Nef

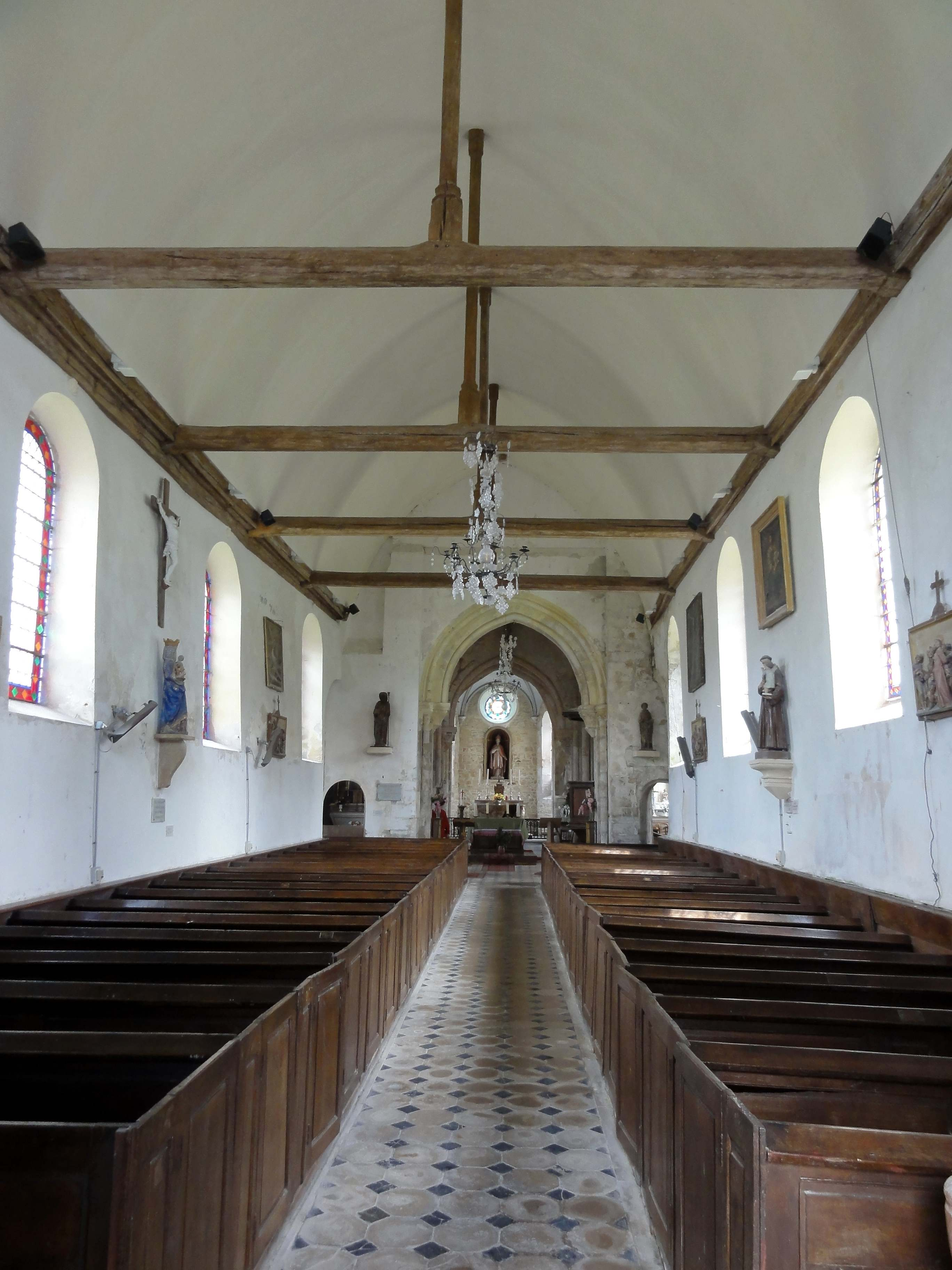
Nef, vue vers l'est.

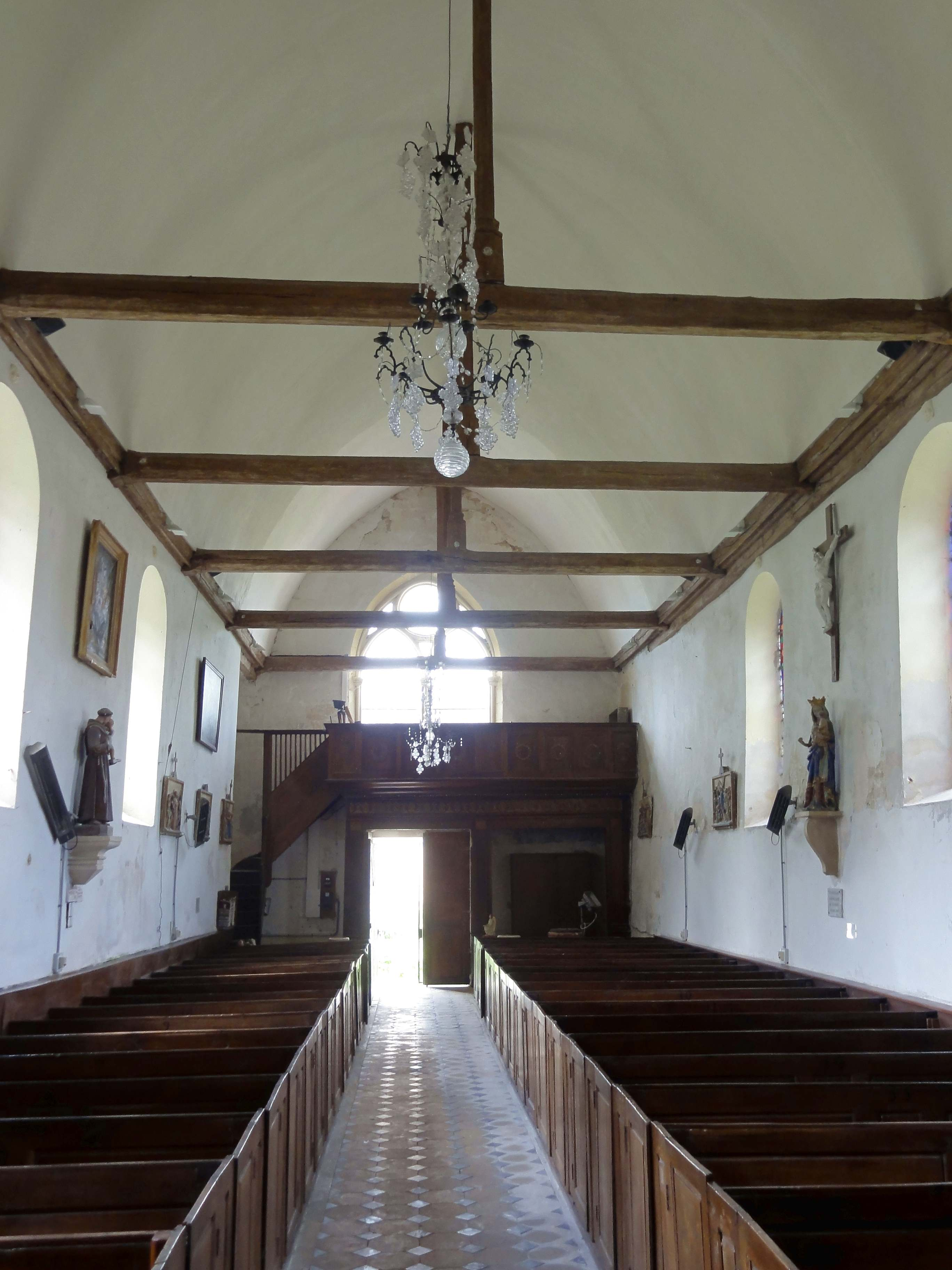
Nef, vue vers l'ouest.

L'espace intérieur de la nef n'est pas articulé, mais l'on peut considérer qu'elle se compose de cinq travées, dont seulement les trois dernières sont éclairées par des fenêtres latérales de chaque côté. Bien que non protégée au titre des monuments historiques, la nef constitue la partie la plus ancienne de l'église. Elle se présente dans son état actuel depuis la fin de l'Ancien Régime, et n'a pas évolué depuis, y compris pour les bancs des fidèles, qui datent eux aussi du XVIIIe siècle. En réalité, la nef est issue de quatre campagnes de construction distinctes. La première remonte au XIe siècle ou tout au moins à la première moitié du XIIe siècle selon Louis Régnier, qui se base surtout sur l'appareil en opus spicatum visible notamment au sud, à gauche de la première fenêtre. Il note également que la nef n'est pas établie dans l'axe parfait du chœur, ce qui indique qu'elle n'a pas été bâtie en même temps, et qu'il a été nécessaire d'agrandir les fenêtres, ce qui n'aurait pas été le cas si la nef datait du XIIIe siècle, car les fenêtres y étaient déjà suffisamment grandes. Primitivement la nef ne commence qu'avec la deuxième travée. Elle est probablement recouverte d'un plafond plat, et chichement éclairée par de petites fenêtres en plein cintre en haut des murs. Au nord, les claveaux de l'une de ces fenêtres sont encore visibles à gauche de la troisième travée. Sous une deuxième campagne de construction, au début du XIIIe siècle, un porche en pierre est bâti devant la façade occidentale. Il se compose de cinq arcades en tiers-point reposant sur des colonnettes à chapiteaux, et est ouvert de trois côtés. Le porche empiète sur la rue, mais les piétons marchant dans la rue peuvent le traverser. Cette disposition absolument exceptionnelle dans la région est plus propre aux maisons de ville. À l'étage, le porche abrite une tribune ouverte sur la nef. Ainsi, la construction du porche entraîne celle d'une nouvelle façade, qui est appareillée en pierre de taille contrairement aux murs gouttereaux.
Sous une troisième campagne de construction au XVIe siècle, le pignon est exhaussé avec un appareil de petits moellons irréguliers, et la nef est pourvue de sa charpente en carène renversée avec son lambris formant une voûte en berceau brisé. Ce lambris a été dissimulé par un enduit de plâtre, probablement au XVIIIe siècle, conformément au goût de l'époque néo-classique. Mais l'on voit toujours ses deux pannes sablières, qui sont agrémentées de moulures ; ses cinq entraits ; et leurs poinçons, qui sont implantés obliquement et ont des bases octogonales décorées de moulures. La quatrième campagne de construction au XVIIIe siècle fait perdre à la nef son intérêt architectural, mais répond à des impératifs assez clairs. Premièrement, la généralisation de l'usage des livres d'heures demande plus de clarté, alors que le verre est devenu plus abordable, et les fenêtres sont donc repercées. Les nouvelles fenêtres sont en plein cintre, vont presque jusqu'au sommet des murs, et sont dépourvues d'ébrasement intérieur, ce qui les distingue des baies romanes. Elles conservent leurs vitrages d'époque, constitués pour l'essentiel de carreaux de verre blanc et de bordures assemblées de verre polychrome, la peinture sur verre ayant alors complètement disparu. Deuxièmement, l'augmentation de la population exige l'agrandissement de la nef : à l'occasion des grandes fêtes, pratiquement chaque habitant va à la messe, et l'absence à la messe pascale à répétition peut par ailleurs entraîner l'excommunication. Ainsi, les arcades du porche sont condamnés, et sa superficie est rattachée à l'espace intérieur. Un nouveau portail est bâti. Pour compenser la différence de niveau entre le sol de l'église et la rue, il comporte un renfoncement abritant un petit escalier. Sous la même campagne, le remplage de la grande baie occidentale de la période gothique est refait avec des chapiteaux et tailloirs sur plan carré. Enfin, les passages berrichons qui relient la nef directement aux croisillons du transept sont refaits, plutôt que nouvellement créés comme le suppose Louis Régnier, car des demi-arcades obliques dans les angles nord-est et sud-est de la nef suggèrent l'existence ancienne de passages plus élevés. D'autres exemples de passages berrichons dans la région sont Ableiges, Arthies, Belle-Église, Brignancourt, Heilles, Lierville, Marquemont, Moussy, Nogent-sur-Oise, Villers-sous-Saint-Leu et Saint-Martin-des-Champs, à Paris.

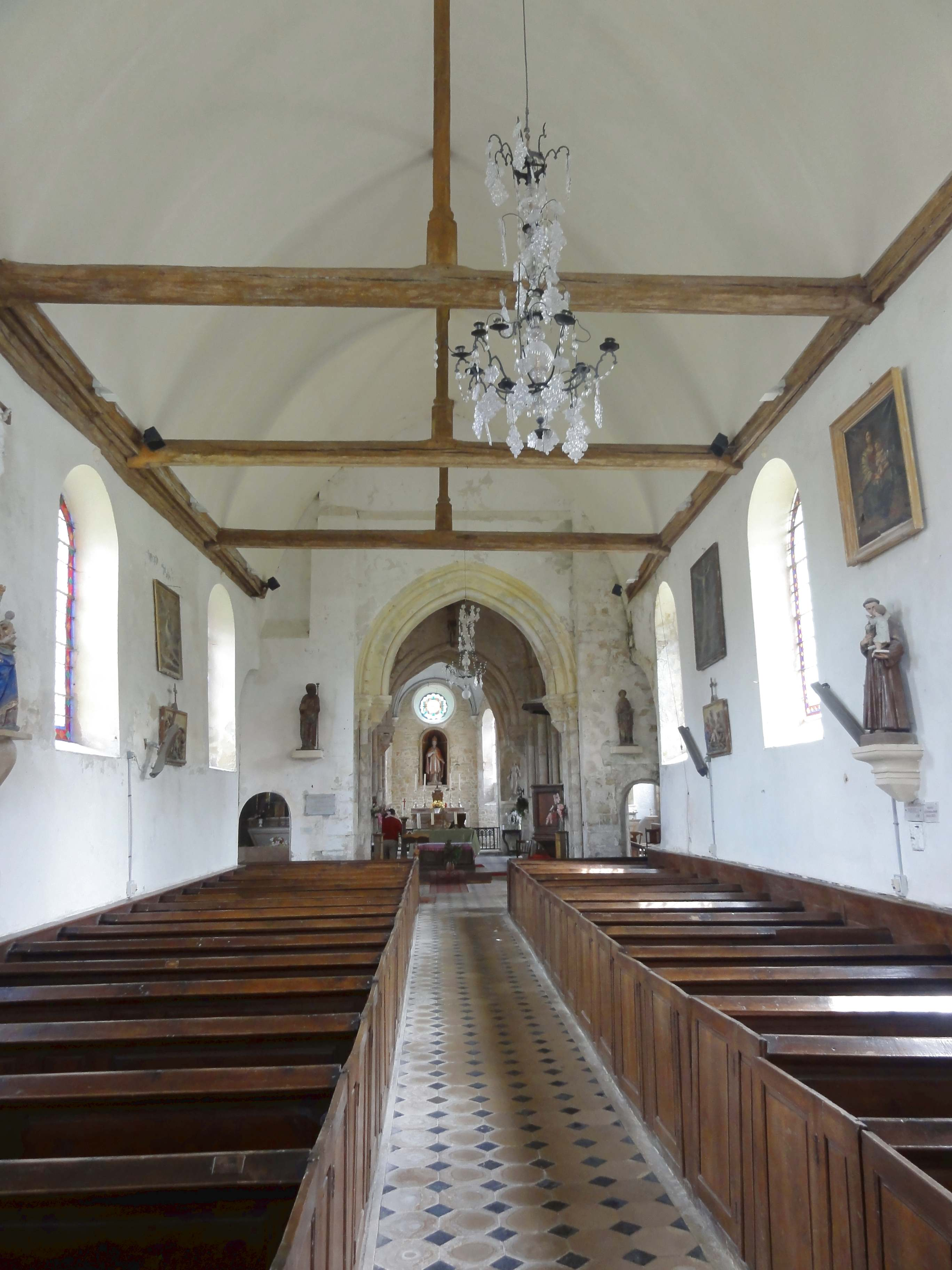
Nef, vue vers l'est.
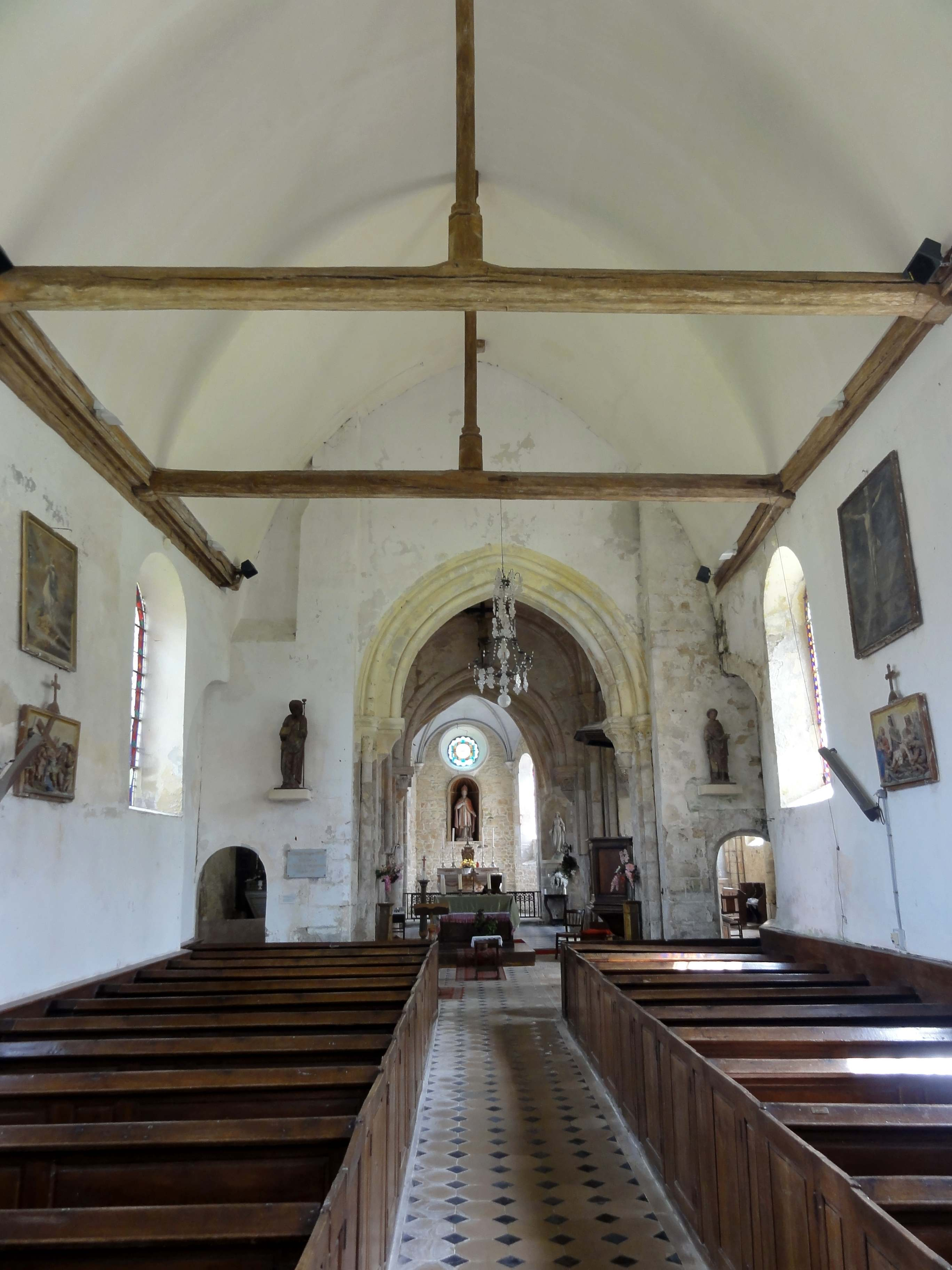
Nef, vue vers l'est.
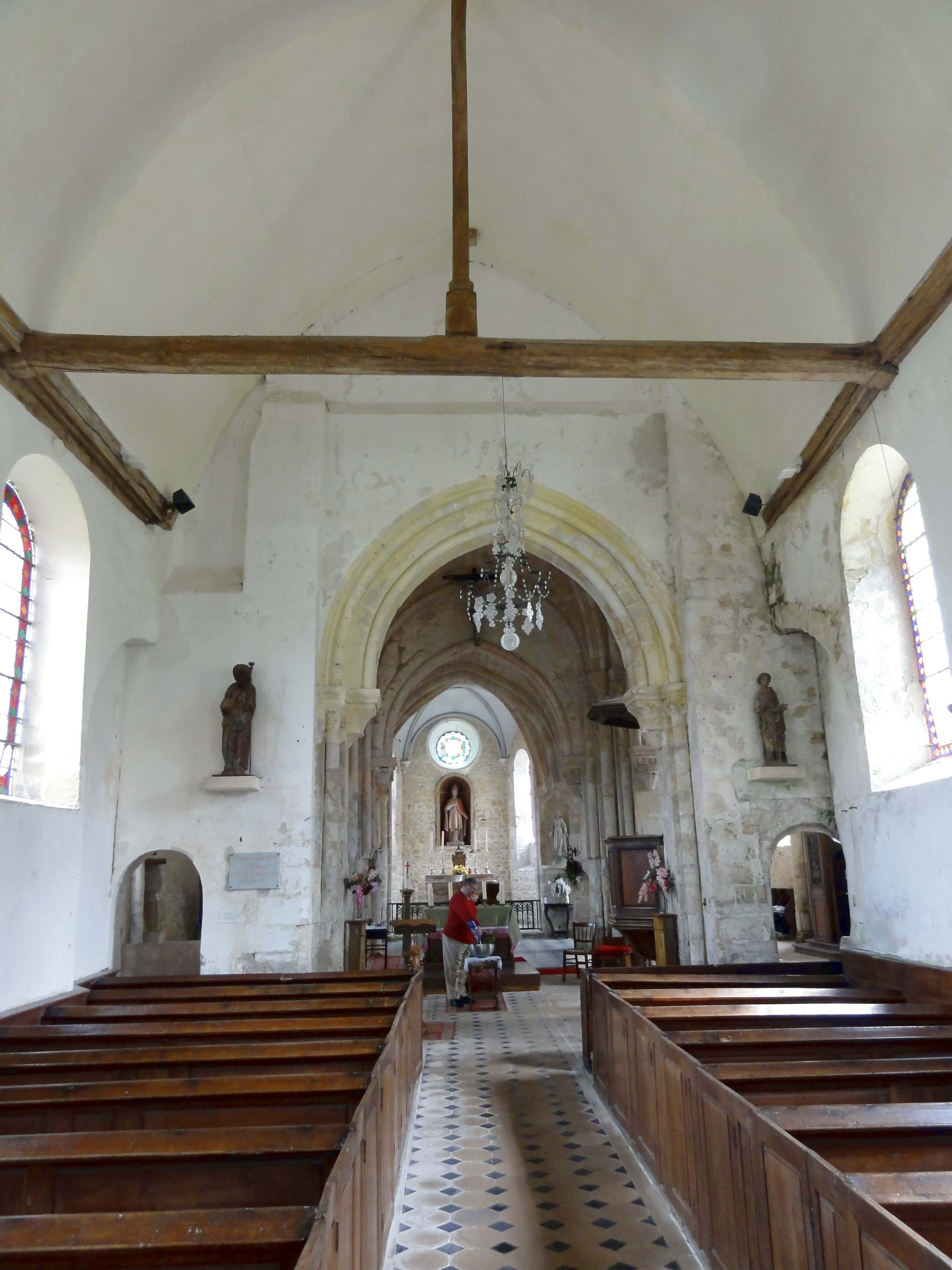
Nef, vue vers l'est.
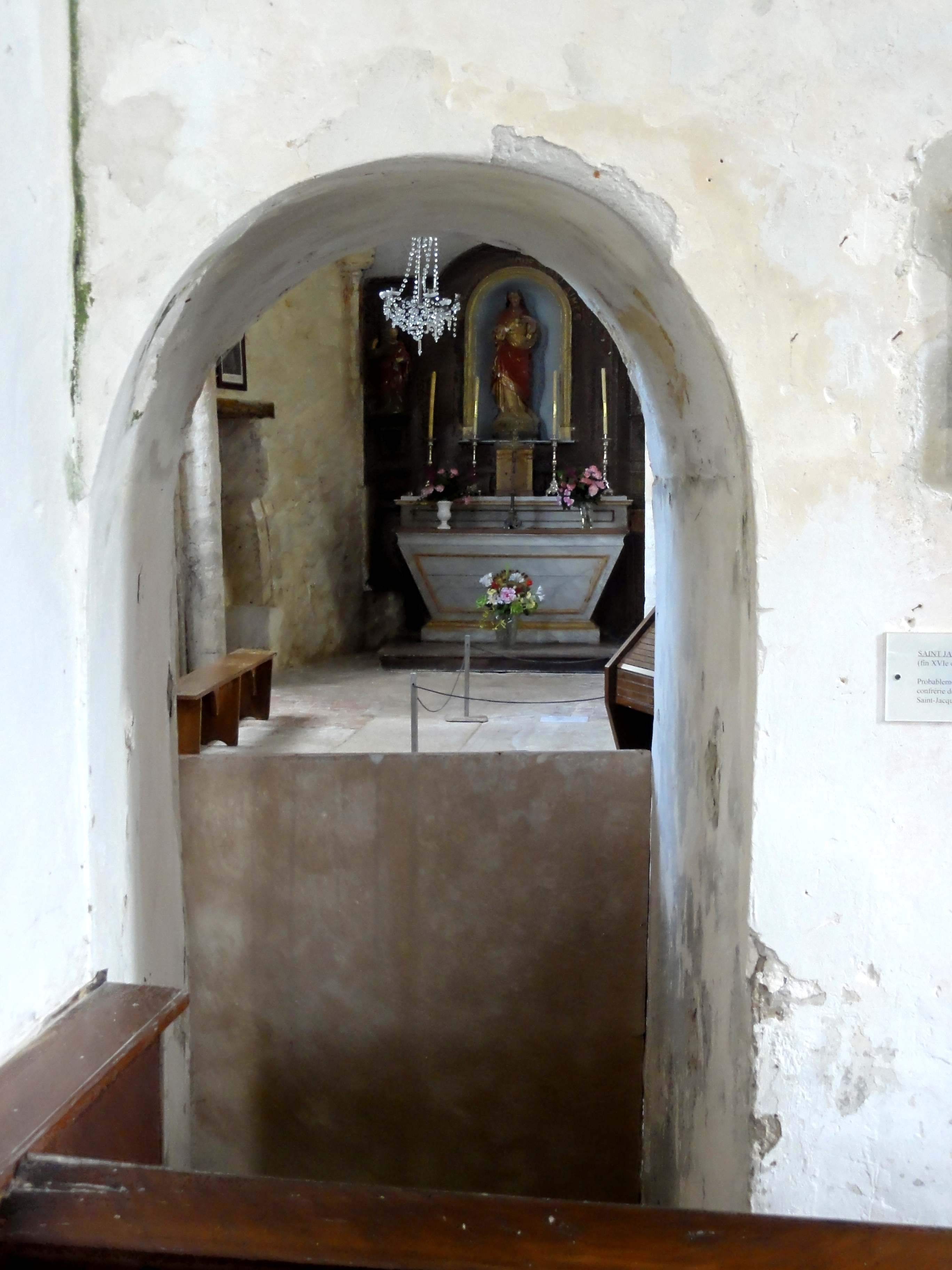
Passage berrichon vers le croisillon nord.
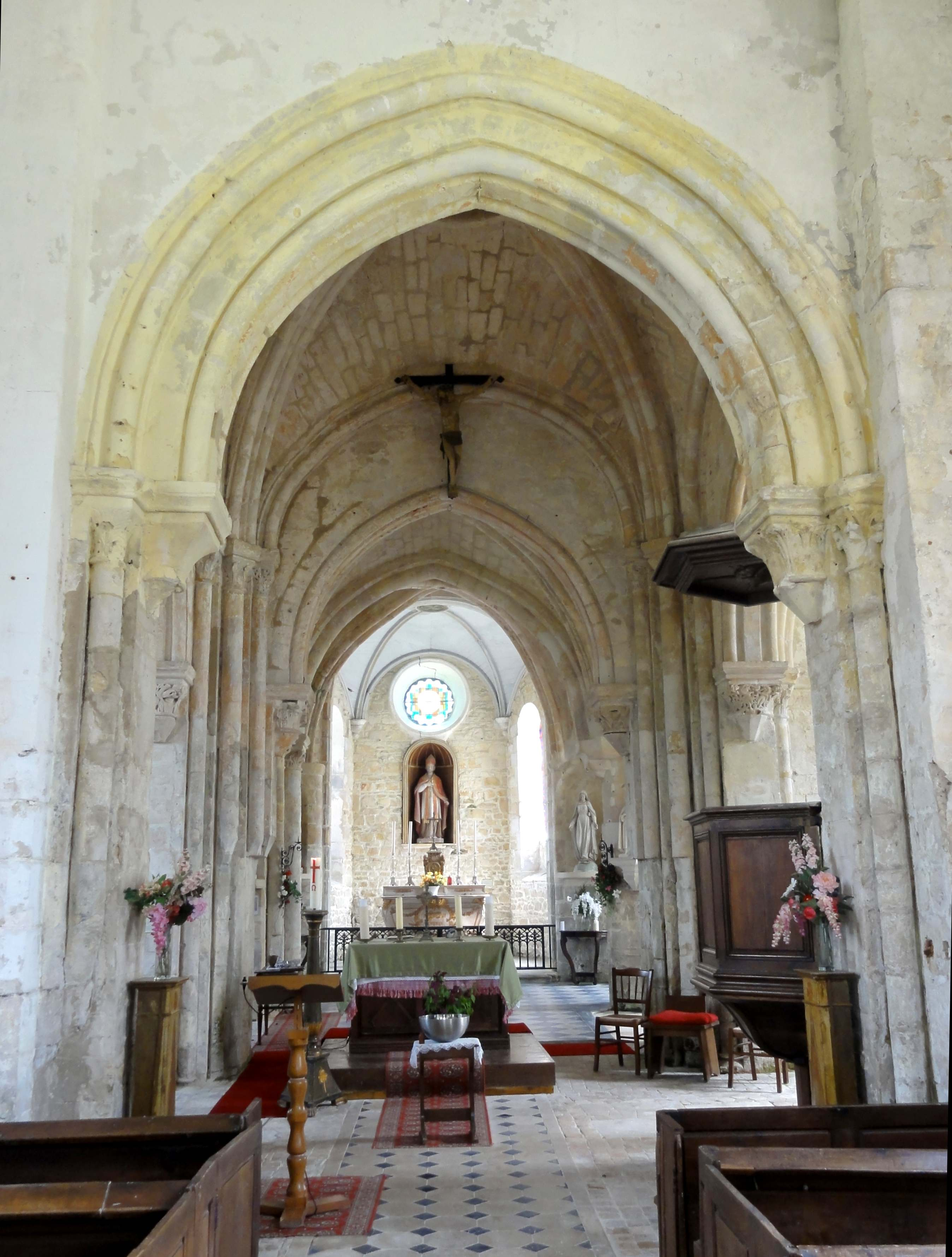
Vue vers l'est dans la croisée du transept.
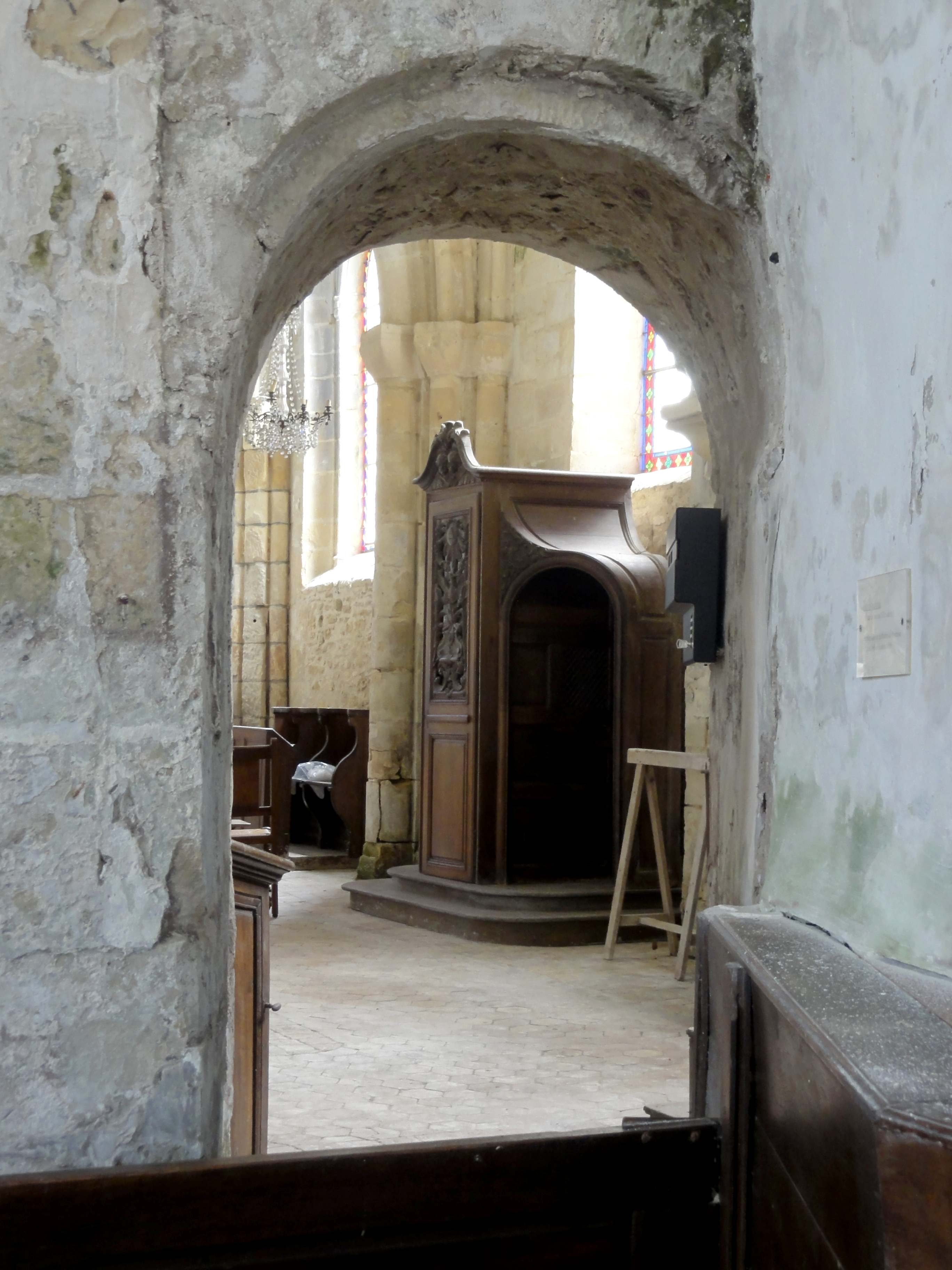
Passage berrichon vers le croisillon sud.

#### Transept

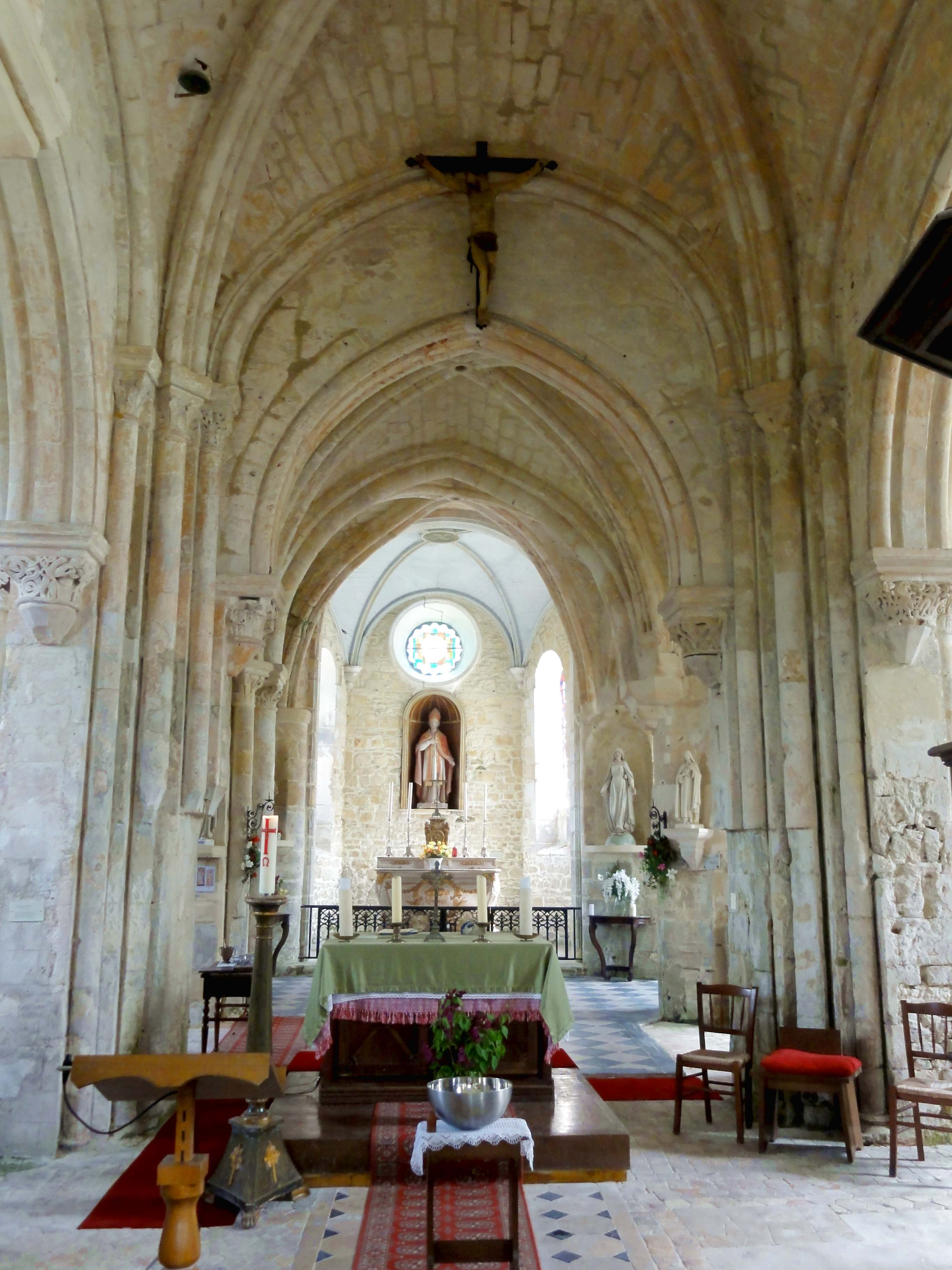
Croisée, vue vers l'est.

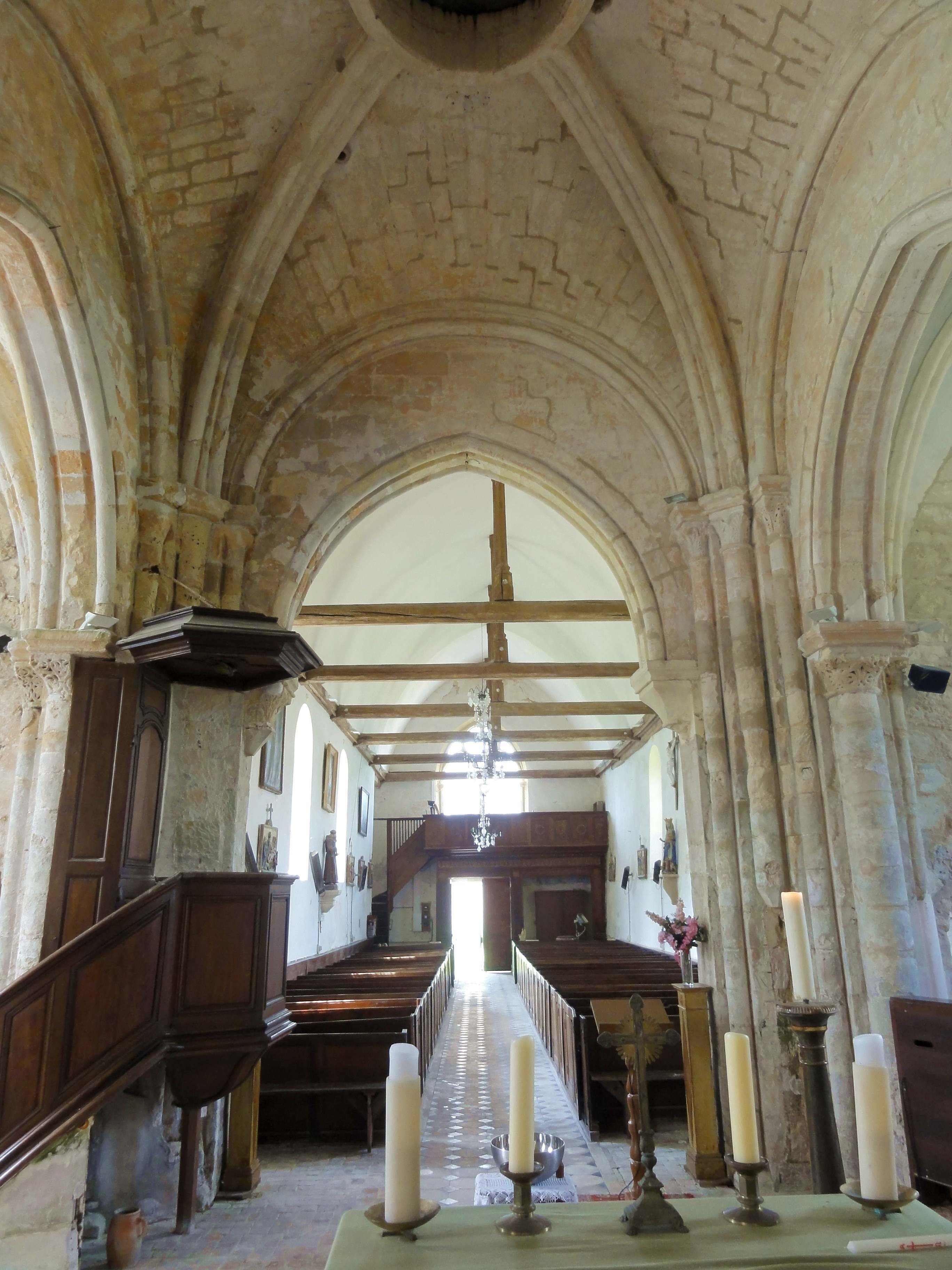
Croisée, vue vers l'ouest.

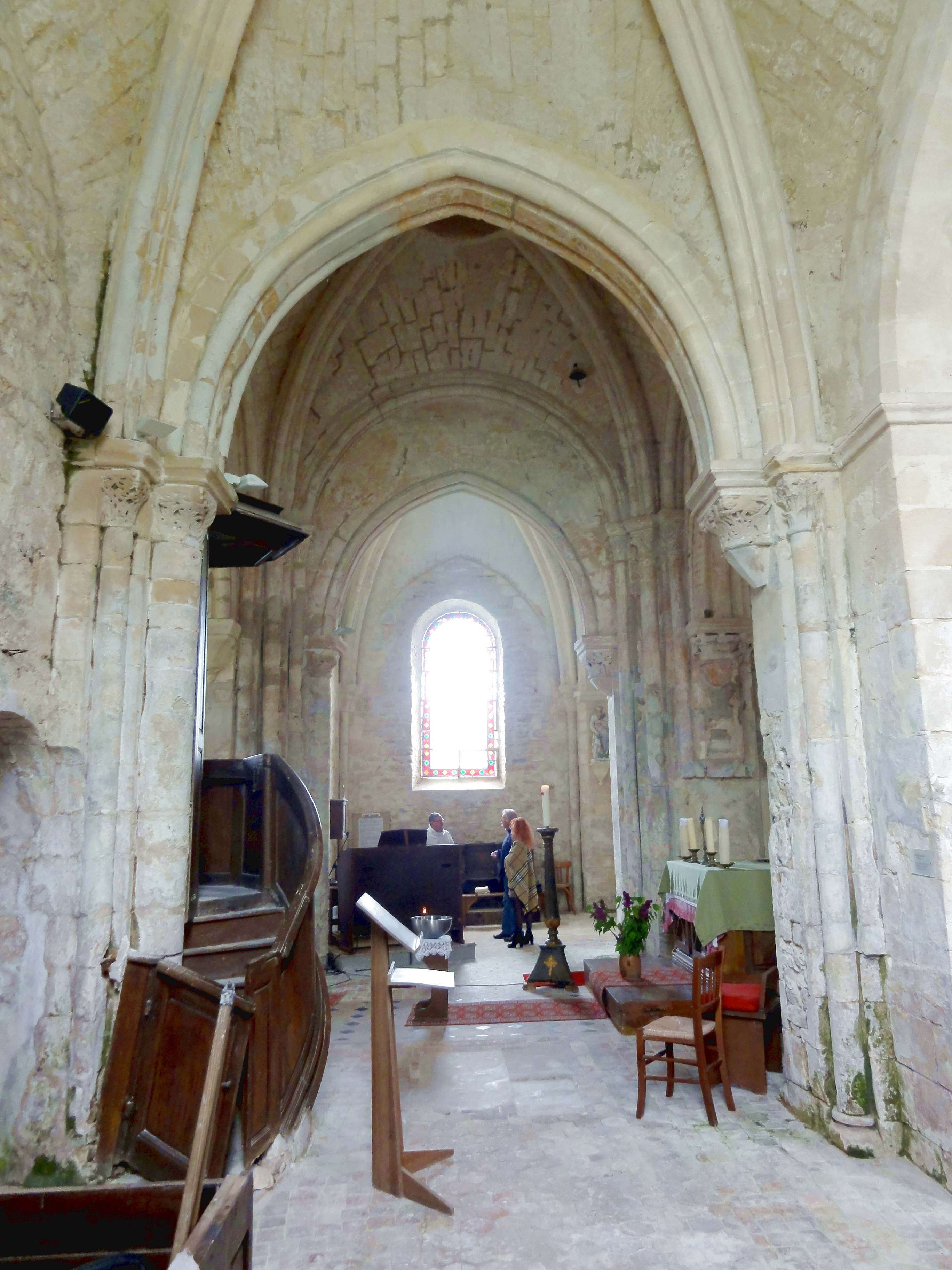
Vue transversale sud-nord.

Depuis la nef, on regarde sur le mur occidental du transept, qui comporte au milieu, désaxé vers la droite, l'arc triomphal, et un contrefort plat de chaque côté. Celui de droite est plus large que l'autre, et on ne voit ni sa limite de droite, ni son sommet. L'autre contrefort se retraite par un fruit peu avant d'atteindre la fausse voûte de la nef. Le mur du transept comporte une retraite au même niveau, soit trois assises au-dessus du sommet de l'arc triomphal. Environ deux mètres plus bas, un glacis à gauche du même contrefort amortit un massif de maçonnerie qui seconde ce contrefort. Avec, en plus, les vestiges des deux anciens passages berrichons déjà signalés, le mur occidental du transept présente donc de nombreuses irrégularités, ce qui est assez caractéristique des églises qui conservent une nef unique antérieure aux parties orientales.
L'arc triomphal se compose d'une double archivolte, dont le rang de claveaux supérieur est mouluré d'un gros tore, et retombe sur deux fines colonnettes à chapiteaux, tandis que le rang de claveaux inférieur est mouluré d'un méplat entre deux tores dégagés, et retombe sur deux grands chapiteaux dont les fûts ont été tronqués. Les tailloirs carrés accusent une plate-bande, un filet relié à un cavet, et une baguette. Les bases des colonnettes sont noyées dans le sol. La croisée du transept étant plus élevée que les autres travées orientales, le rang de claveaux supérieur des doubleaux est dissocié du rouleau inférieur à l'intérieur de la travée, et devient un arc formeret. Tels est aussi l'arc-doubleau reliant le carré du transept au chœur, mais à l'envers. Les doubleaux vers les croisillons n'ont qu'un seul rang de claveaux, même du côté des croisillons. Du côté ouest, ces deux doubleaux conservent encore leurs gros fûts dans leur intégralité. Dans chacun des angles de la croisée, les fûts des formerets forment des faisceaux de trois fines colonnettes avec les colonnettes à chapiteaux des ogives, qui sont implantées à 45° pour faire face à celles-ci. Les ogives sont au profil d'une fine arête entre deux tores, et les formerets sont monotoriques. Ces profils sont, comme ceux des doubleaux, les plus répandus à la première période gothique. Si les doubleaux et ogives sont en tiers-point, comme à l'accoutumée à la période gothique, les formerets sont assez curieusement encore en plein cintre, comme parfois du temps du premier voûtement d'ogives à la fin de la période romane. Assez logiquement, la voûte est donc bombée, c'est-à-dire, son sommet se situe au-dessus du sommet des formerets. Ce trait est également partagé avec la plupart des voûtes d'ogives romanes, du second quart du XIIe siècle. En résumé, le carré du transept est donc « assurément la partie la plus curieuse de l'édifice », comme le dit Louis Régnier. C'est postérieurement à la construction que le centre de la voûte a été percé d'un trou de cloches.
Les deux croisillons sont d'une conception beaucoup plus simple que la croisée. Contrairement aux églises munies de bas-côtés, ils ne communiquaient primitivement qu'avec la croisée du transept, et peut-être déjà avec la nef, mais seulement grâce à des passages berrichons. Les doubleaux vers les collatéraux du chœur auraient donc été ouverts après coup au début du XIVe siècle. Ils sont dépourvus de supports, et ne modifient donc en rien la disposition initiale des croisillons. Assez curieusement, ils retombent sur des impostes du même profil que les tailloirs du chapiteaux, qui n'est, bien entendu, pas analogue au profil des tailloirs du début du XIVe siècle que l'on trouve à l'intérieur des collatéraux. Sans surprise, le doubleau oriental du croisillon nord est en tiers-point, mais son homologue du sud est en plein cintre. Ces deux derniers constats soulèvent la question s'il n'y avait pas déjà des absidioles ou des niches d'autel avant la construction des chapelles, par exemple à Laigneville et Mogneville (où des vestiges prouvent clairement cette disposition). Mais le tracé en plein cintre du doubleau oriental du croisillon sud coïncide ici avec la forme de la voûte, et l'architecte du XIVe siècle n'avait guère d'autre choix. Les trois autres arcs d'inscription de la même voûte sont en tiers-point, et la voûte du croisillon nord l'est entièrement, ce qui ne les empêche pas d'être également bombées. Ces deux voûtes sont dépourvues de formerets, et ont des ogives du même type que dans le carré du transept. Elles retombent sur une colonnette à chapiteau implantée orthogonalement dans chacun des angles. Du côté de la croisée du transept, ces colonnettes occupent l'emplacement réservé au rang de claveaux supérieur près des doubleaux qui en possèdent. Les clés de voûte sont sculptées d'une petite rosace au nord, et d'un disque arborant une étoile à cinq branches au sud. Concernant les élévations extérieures, l'on trouve une lancette en plein cintre à l'ouest du croisillon nord, et une fenêtre moderne analogue à celles de la nef au nord du même croisillon. La grande lancette en arc brisé à l'extrémité sud du transept évoque celle de la première travée des chapelles, et pourrait dater du XIVe siècle. À l'ouest, le croisillon sud n'a jamais possédé de fenêtre, mais l'on y voit l'arc de décharge en plein cintre d'un ancien portail latéral. Il a été bouché lors de la construction de la cage d'escalier hors-œuvre, dont la porte d'accès occupe à peu près le même emplacement.
Restent à évoquer les chapiteaux des années 1170, qui sont au nombre de trente dans le transept (y compris ceux de l'arc triomphal côté nef), mais au nombre de neuf seulement dans le chœur (sans compter les deux partagés avec le carré du transept), ce qui vient de la perte de certains chapiteaux lors de la reprise en sous-œuvre de trois piliers à la période flamboyante. Il y a, au total, neuf grands chapiteaux et trente petits chapiteaux. Deux ont totalement perdu leur sculpture, et ceux au sud de la croisée du transept se sont dégradés. Les gros chapiteaux sont sculptés de main de maître avec le plus grand soin, et travaillés au trépan. Ils évoquent Bury, Chars, Lavilletertre, Saint-Maclou de Pontoise, Saint-Leu-d'Esserent, mais sans faire preuve d'une affinité réelle. Louis Régnier écrit à leur propos : « Ils sont couverts d'élégantes feuilles d'acanthe, de feuillages légèrement recourbés et d'entrelacs d'un excellent style. Sur ceux placés à l'entrée du chœur, l'ornementation végétale est mélangée de personnages, dans lesquels un partisan du symbolisme verrait sans doute la représentation de trois des péchés capitaux : la luxure, sous la forme de quatre personnages nus, deux hommes et deux femmes, dans des postures lascives [doubleau méridional de la croisée, côté est] ; — l'envie, figuré par deux hommes vêtus de tuniques et accroupis, auxquels un oiseau et un lion rongent le visage, aux yeux écarquillés et aux fortes moustaches [doubleau oriental, côté sud] ; — et la gourmandise, par un homme revêtu du même costume et auquel deux loups dévorent les yeux, en lui ouvrant largement la bouche avec leurs pattes » [doubleau septentrional, côté est]. Les petits chapiteaux qui flanquent les grands sont sculptés de motifs dérivés de ceux de leurs voisins. Ceux qui se trouvent dans les quatre angles du carré du transept, à un niveau plus élevé que les autres, sont sculptées de palmettes d'acanthe un peu plus simples. Enfin, les chapiteaux dans les quatre extrémités du transept (dans les croisillons) sont sculptés de feuilles d'acanthe encore plus simple, et ils sont sans intérêt artistique.

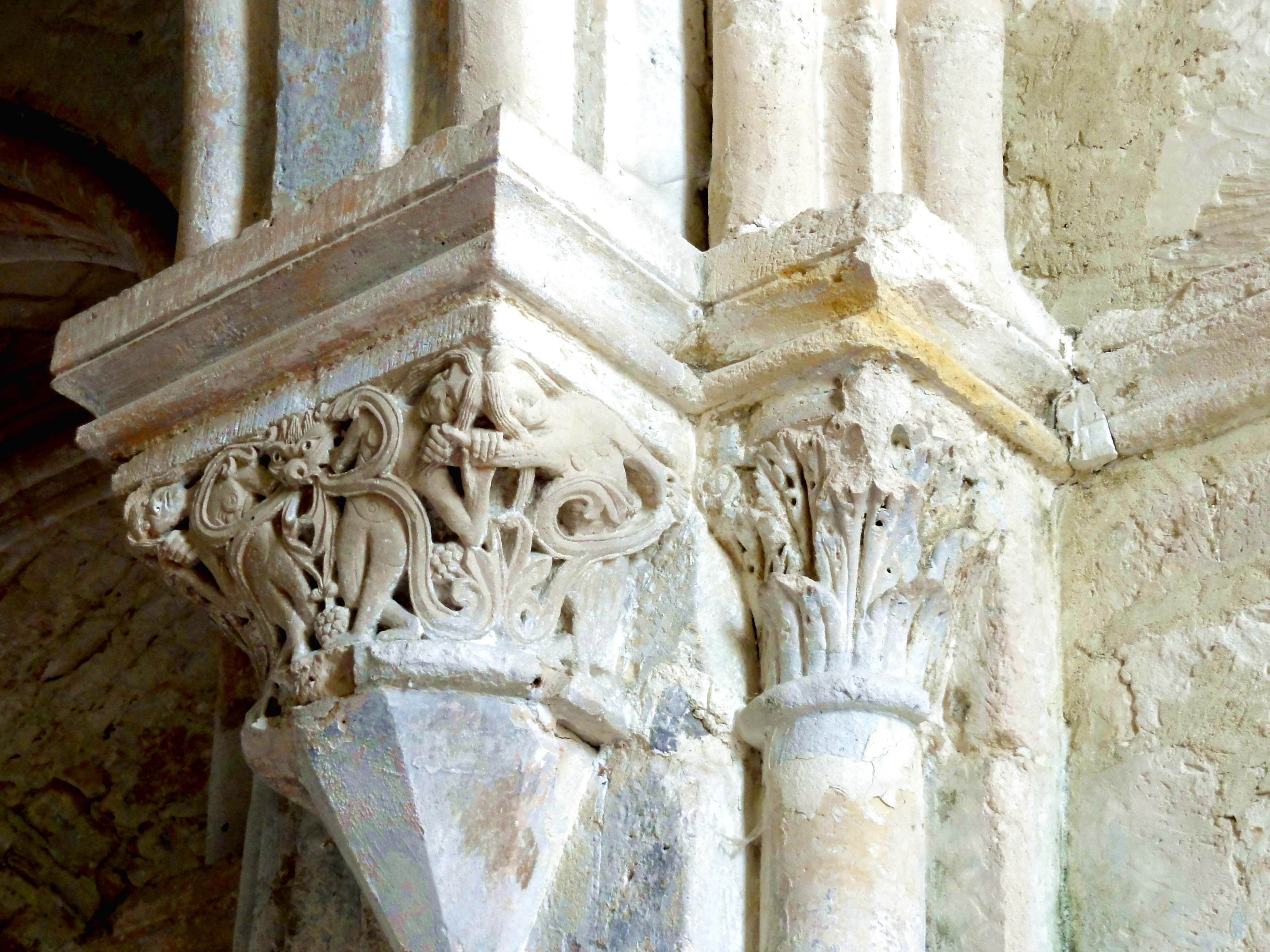
Doubleau méridional, chapiteau côté est.
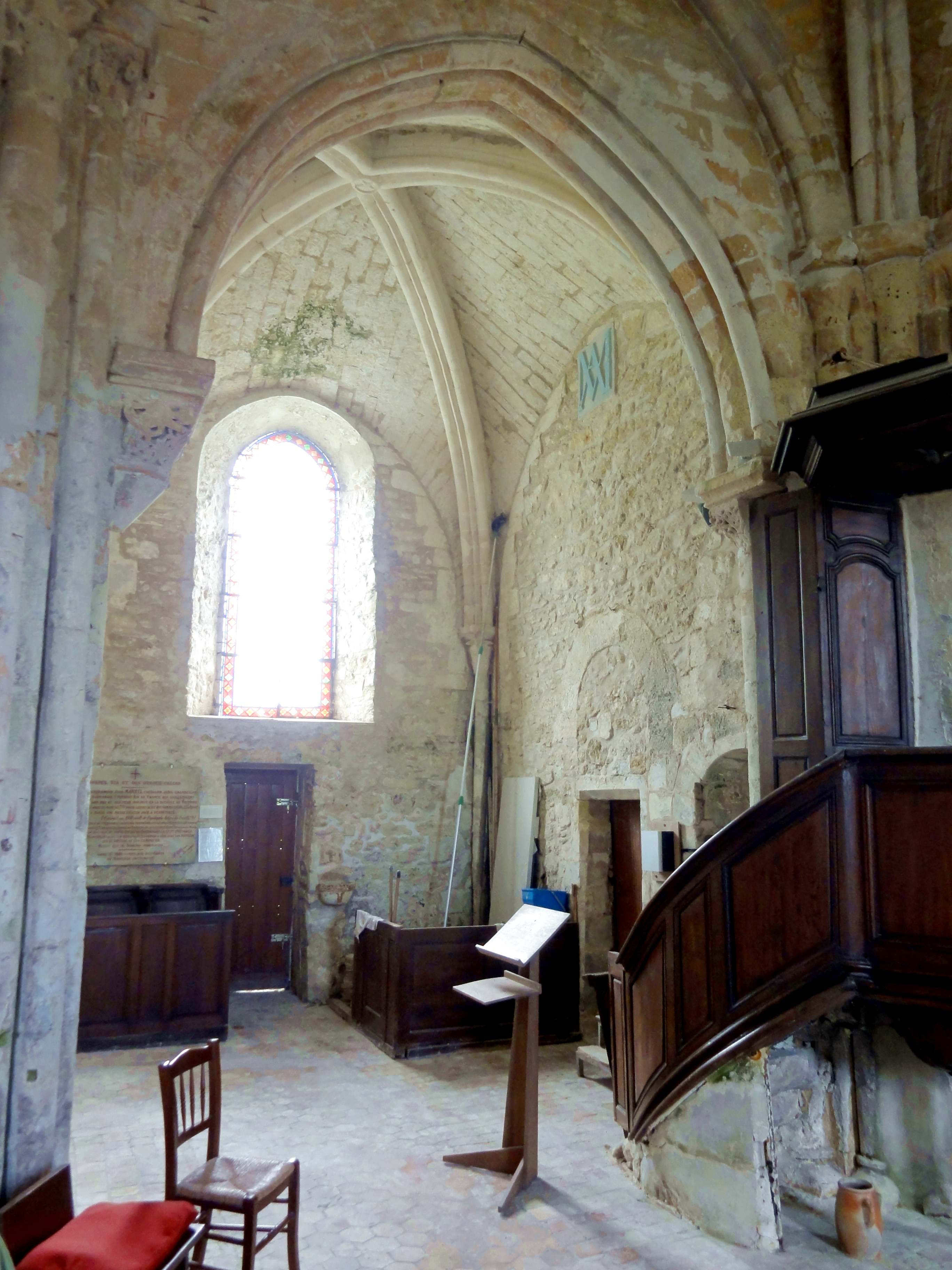
Croisée, vue dans le croisillon sud.
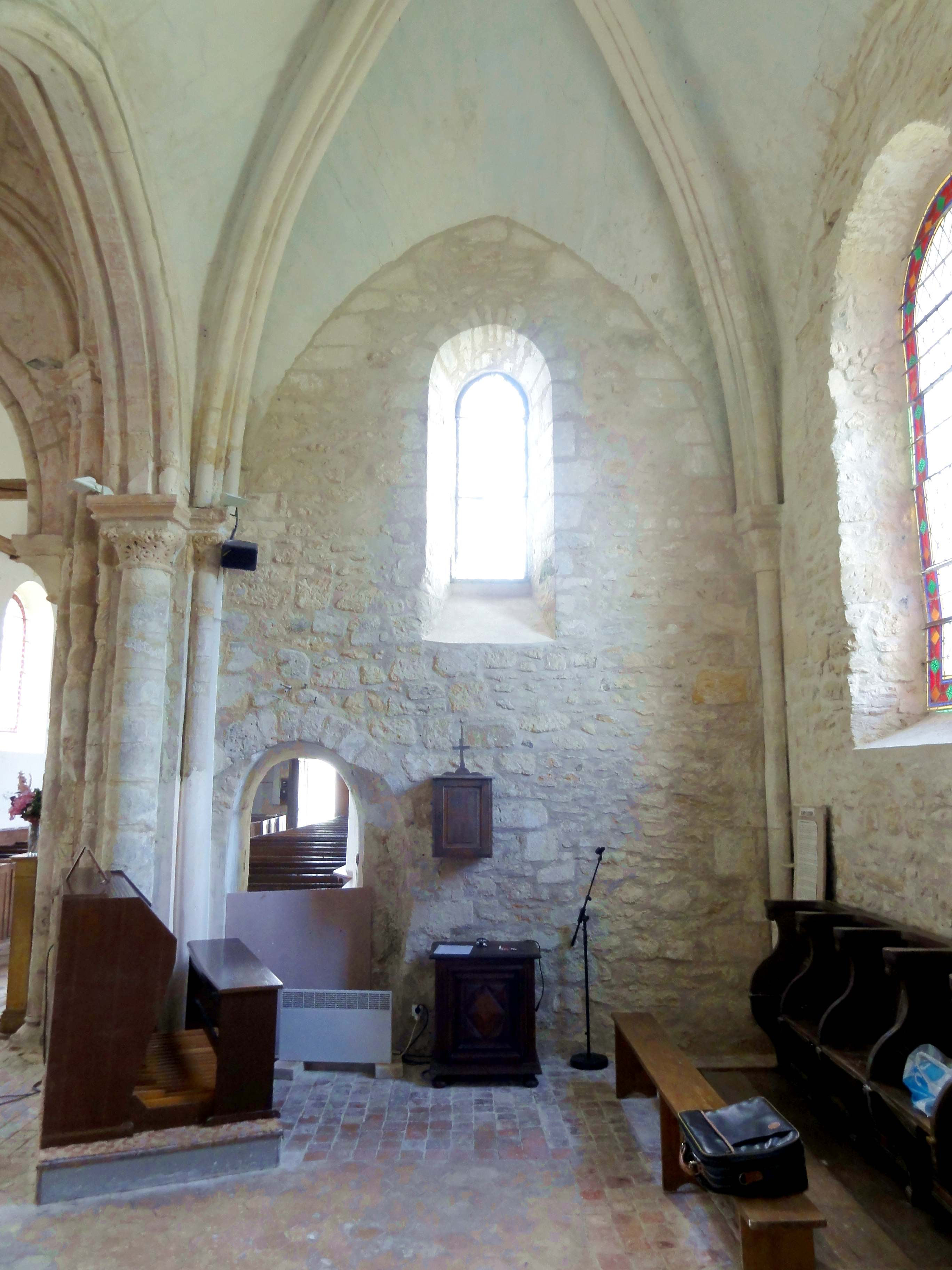
Croisillon nord, vue vers l'ouest.
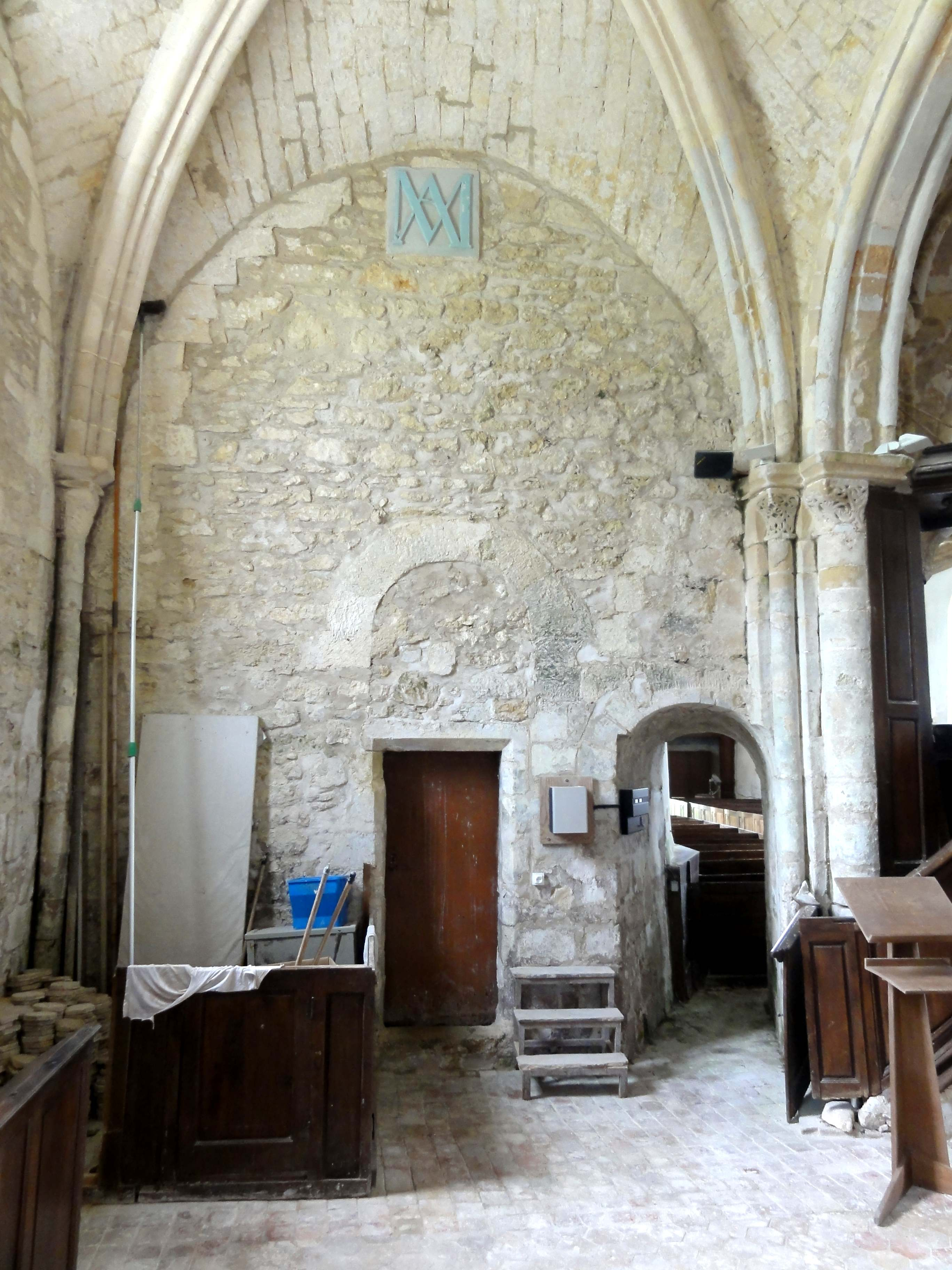
Croisillon sud, vue vers l'ouest.
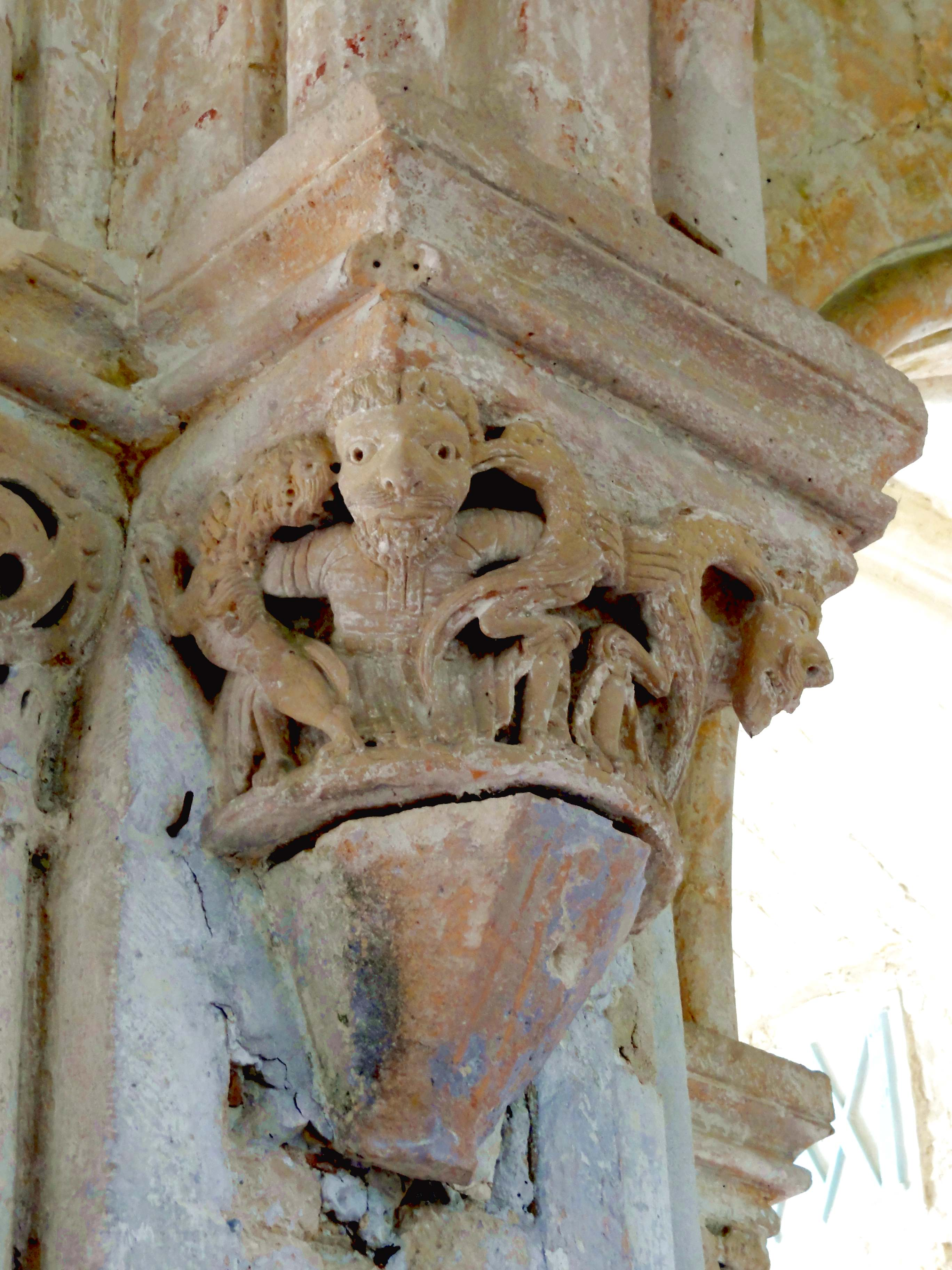
Doubleau oriental, chapiteau côté sud.
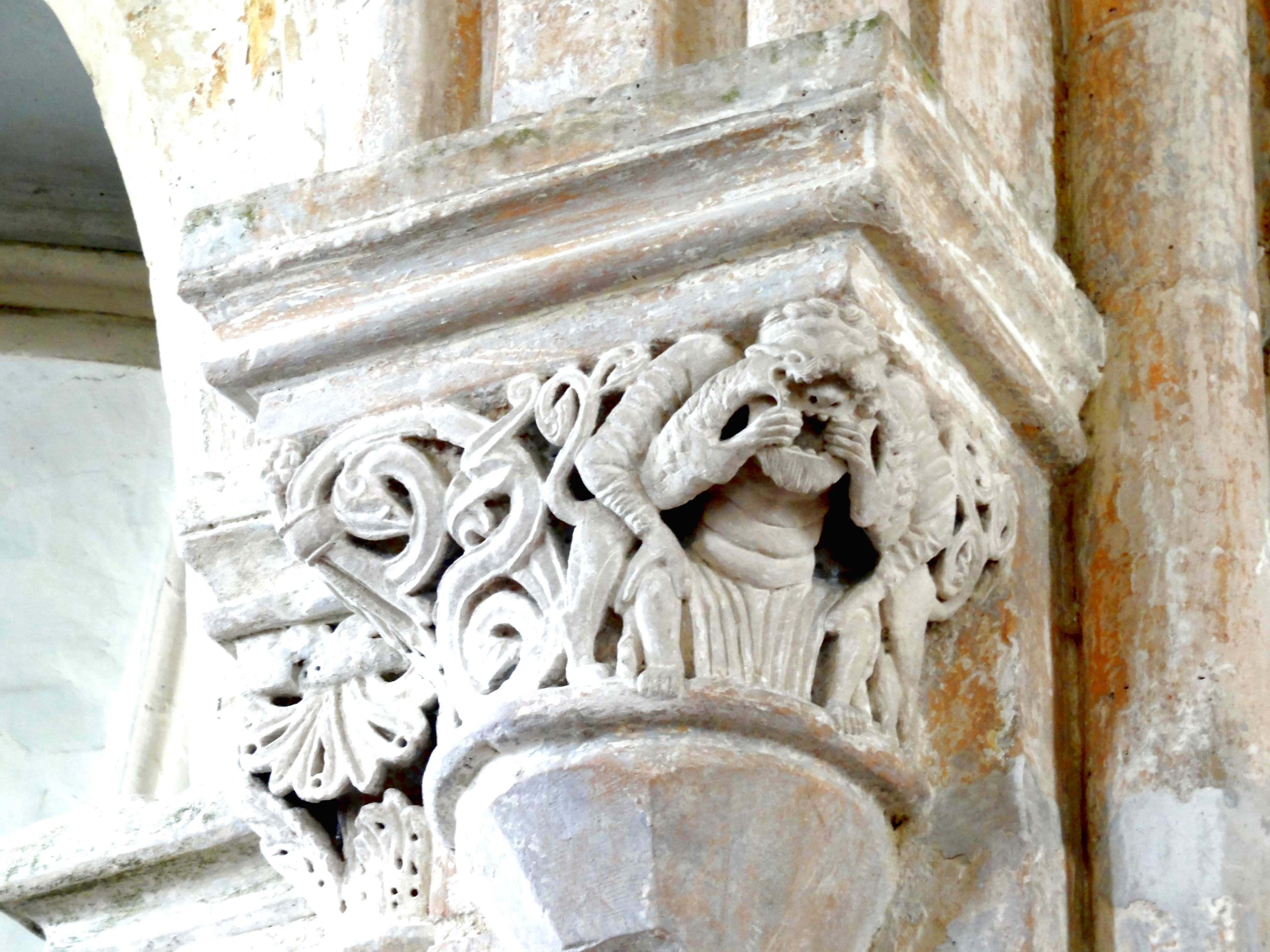
Doubleau septentrional, chapiteau côté est.

#### Chœur

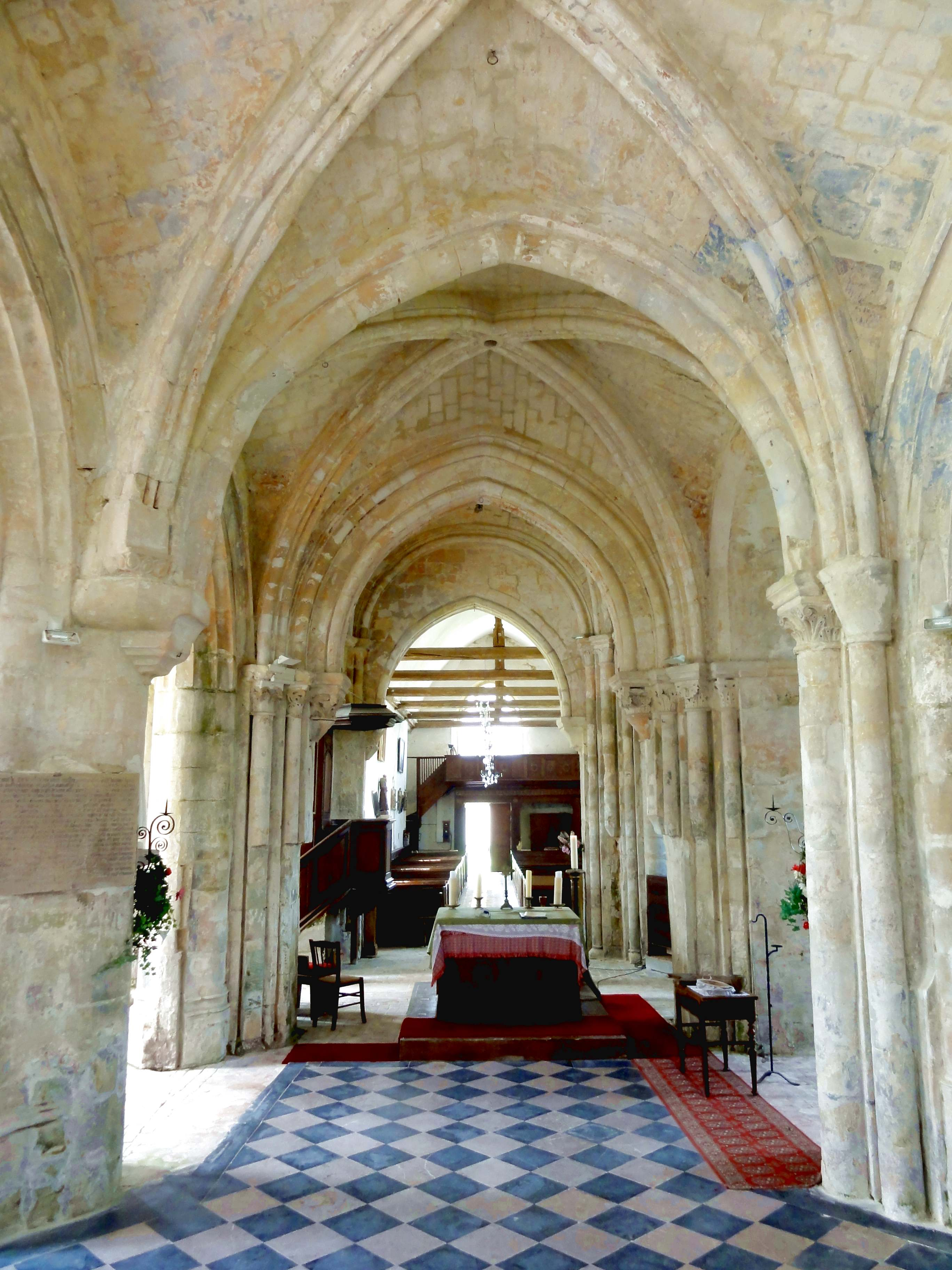
2e travée, vue vers l'ouest.

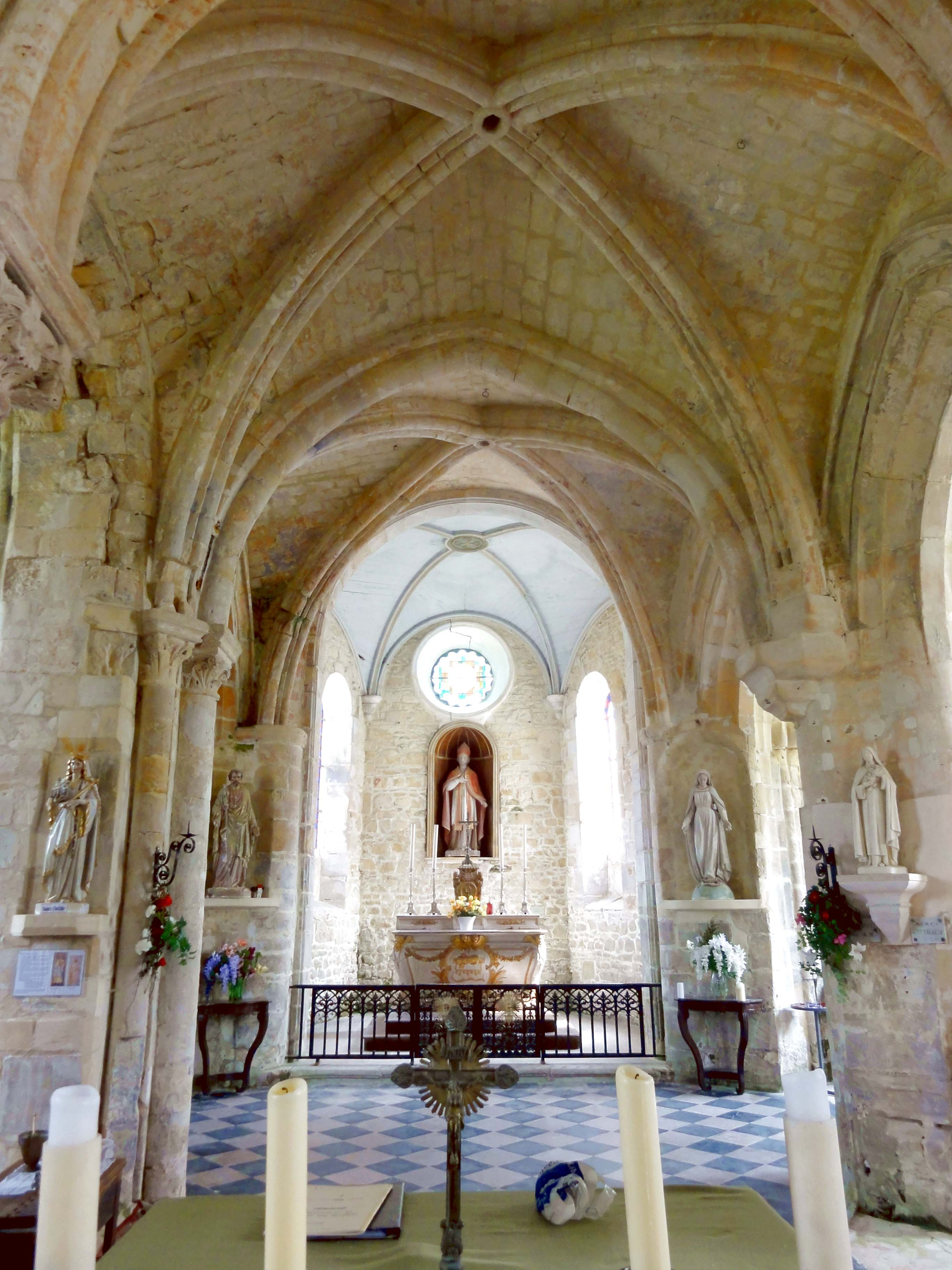
1re travée, vue vers l'est.

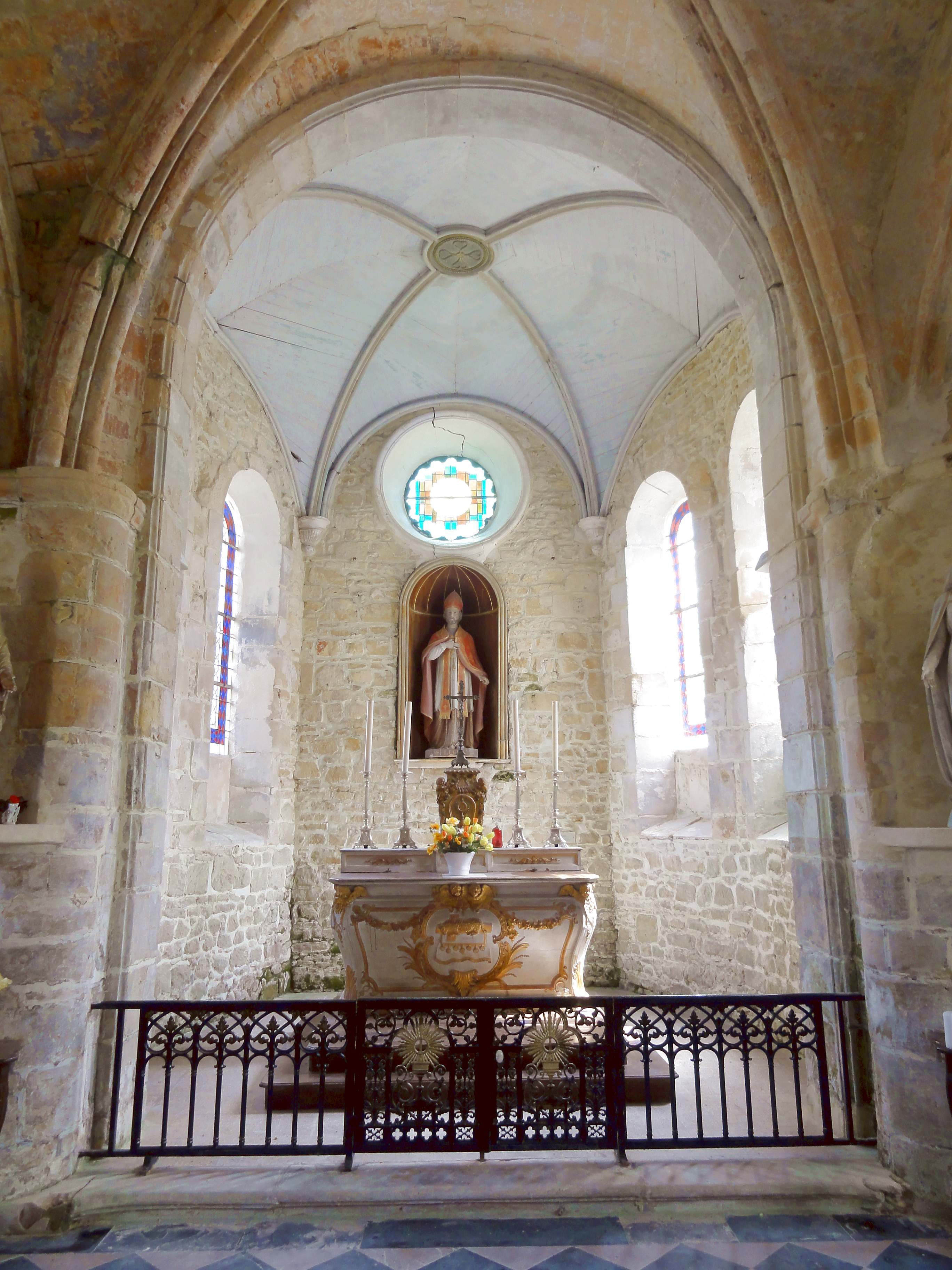
Vue dans l'abside.

Jusqu'en 1791, le chœur comporte deux travées, auxquelles il faut ajouter en principe la croisée du transept, mais lors de l'extension du chœur par l'adjonction de l'abside, la croisée fut apparemment soustraite au sanctuaire, comme le donne à penser l'installation de la chaire à prêcher dans cette travée. Les deux travées du chœur à l'est du transept sont moins élevés que la base du clocher, mais d'une conception plus complexe que les deux croisillons. Ainsi, le doubleau oriental de la croisée du transept est à deux rangs de claveaux côté chœur, et les voûtes du chœur sont primitivement munis de formerets. Aucun n'en subsiste, mais on peut déduire leur existence ancienne de la présence d'un faisceau de trois colonnettes dans l'angle nord-ouest de la première travée (soit près de la pile nord-est du clocher). L'une des colonnettes reçoit le rouleau supérieur du doubleau vers la croisée, l'autre une ogive, et la troisième est sans fonction. C'est elle qui était réservé au formeret septentrional. Celui-ci était, comme ses homologues du carré du transept et à l'est du croisillon sud, en plein cintre. Ce recours assez arbitraire au plein cintre peut surprendre à la période de construction suggérée par Louis Régnier ; on le constatera encore au sud de la deuxième travée. Le formeret en question a été remplacé par une arcade à arêtes vives du même profil, qui est dépourvue de supports, mais retombe à l'ouest sur un imposte au même profil que les tailloirs des chapiteaux. Ce détail a déjà été observé à propos des doubleaux orientaux des croisillons. Les trois autres formerets ont été substitués à des arcades d'un profil prismatique. Leur rang de claveaux supérieur se compose d'une arête saillante et d'une gorge délimitée inférieurement par un filet. Il s'apparente aux formerets usuels dans le Vexin à la période flamboyante. Distancé d'un bref intervalle, le rang de claveaux inférieur accuse deux gorges inégales de chaque côté, et son étroit intrados est méplat. C'est le profil le plus simple pour les grandes arcades utilisé dans le Vexin. Il concerne souvent des arcades retaillées ou ouvertes après coup, comme à Saint-Clair-sur-Epte et Vétheuil.
Malgré la réfection des formerets et de la reprise en sous-œuvre de la moitié des piliers, les deux voûtes du chœur sont toujours celles des années 1170. Elles sont séparées par un doubleau au profil assez curieux d'un gros tore, du même diamètre que les gros fûts des doubleaux autour du carré du transept. C'est encore un archaïsme au même titre que les arcs d'inscription en plein cintre des voûtes en plusieurs endroits, leur forme bombée, l'ancien portail secondaire en plein cintre, sans négliger la ressemblance des chapiteaux avec des monuments des années 1130-1150. Les ogives sont du même profil que dans le transept. Les clés de voûte étaient sans doute de petites rosaces, mais ont été sacrifiées par le percement de trous permettant l'accrochage de lustres, qui ne subsistent plus à ce jour. C'est au niveau des supports que les travaux à la période flamboyante ont eu le plus d'impact sur le chœur. Le seul faisceau de colonnettes encore complète est celui déjà signalé, dans l'angle nord-ouest de la première travée. En face au sud, le fût du formeret manque. À l'intersection des deux travées du côté nord, l'on dénombre encore trois fûts. Un massif de maçonnerie a été substitué au fût du formeret dans l'angle nord-est de la première travée. L'existence ancienne de ce fût est prouvé par la subsistance du chapiteau, sans emploi. En face au sud, le pilier intermédiaire est un pilier ondulé à quatre renflements sur plan losangé. C'est, selon Monique Richard-Rivoire, le type de pilier flamboyant le plus simple que l'on puisse trouver dans le Vexin français. Elle le date de la fin du XVe siècle. Ce sont en fait quatre colonnes engagées réunies par une courbe concave. Des piliers similaires se trouvent à Pressagny-l'Orgueilleux et Vétheuil. Le piédroit occidental du doubleau méridional de la première travée et les deux piédroits du doubleau septentrional de la deuxième travée ont été refaits selon le même principe. Un peu différent est le piédroit oriental du doubleau en face. Le problème de ce type de pilier, dans le contexte donné, est d'être conçu pour des nervures de voûte pénétrantes, et d'avoir obligé l'architecte de faire retomber les nervures du XIIe siècle sur des culots difformes. Dans l'angle sud-ouest de la deuxième travée, le culot de l'ogive est sculpté d'oves, motif de la Renaissance qui témoigne d'une réparation vers le milieu ou pendant la seconde moitié du XVIe siècle.
C'est probablement lors de la démolition du chevet primitif en 1791 que les piliers engagés des angles nord-est et sud-est ont été repris en sous-œuvre pour une seconde fois, cette fois-ci partiellement. Sont concernés les segments des piliers correspondant aux ogives, qui sont substitués à des massifs de maçonnerie en quart-de-cercle, reliés au piédroit flamboyant et aux murs latéraux de l'abside par des pans droits. Ces massifs sont pourvus de tailloirs moulurés, ce qui permet aisément de les distinguer des parties flamboyantes. À l'intersection des massifs des deux périodes, des niches à statues parfaitement frustes ont été ménagées dans l'épaisseur des piliers. Elles ne sont pas du meilleur effet. Le formeret oriental du chœur a été supprimé. En arrière de son emplacement, un doubleau en plein cintre ouvre sur l'abside terminée en 1792. Il est dépourvu de supports, et adopte un profil méplat. Son caractère néo-classique se traduit uniquement à travers les fines moulures qui adoucissent les angles. L'abside elle-même « ne présente à l'intérieur aucun intérêt architectural » (Louis Régnier). Ses deux pans droits et ses deux pans obliques sont percés de fenêtres en plein cintre toutes simples, et le pan d'axe, d'un oculus entouré de moulures,. La fausse voûte d'ogives en bois non plâtré des alentours de 1860 est une rareté dans la région, où l'on ne peut guère citer la nef Clermont avant son revoûtement néo-gothique, et Nemours.

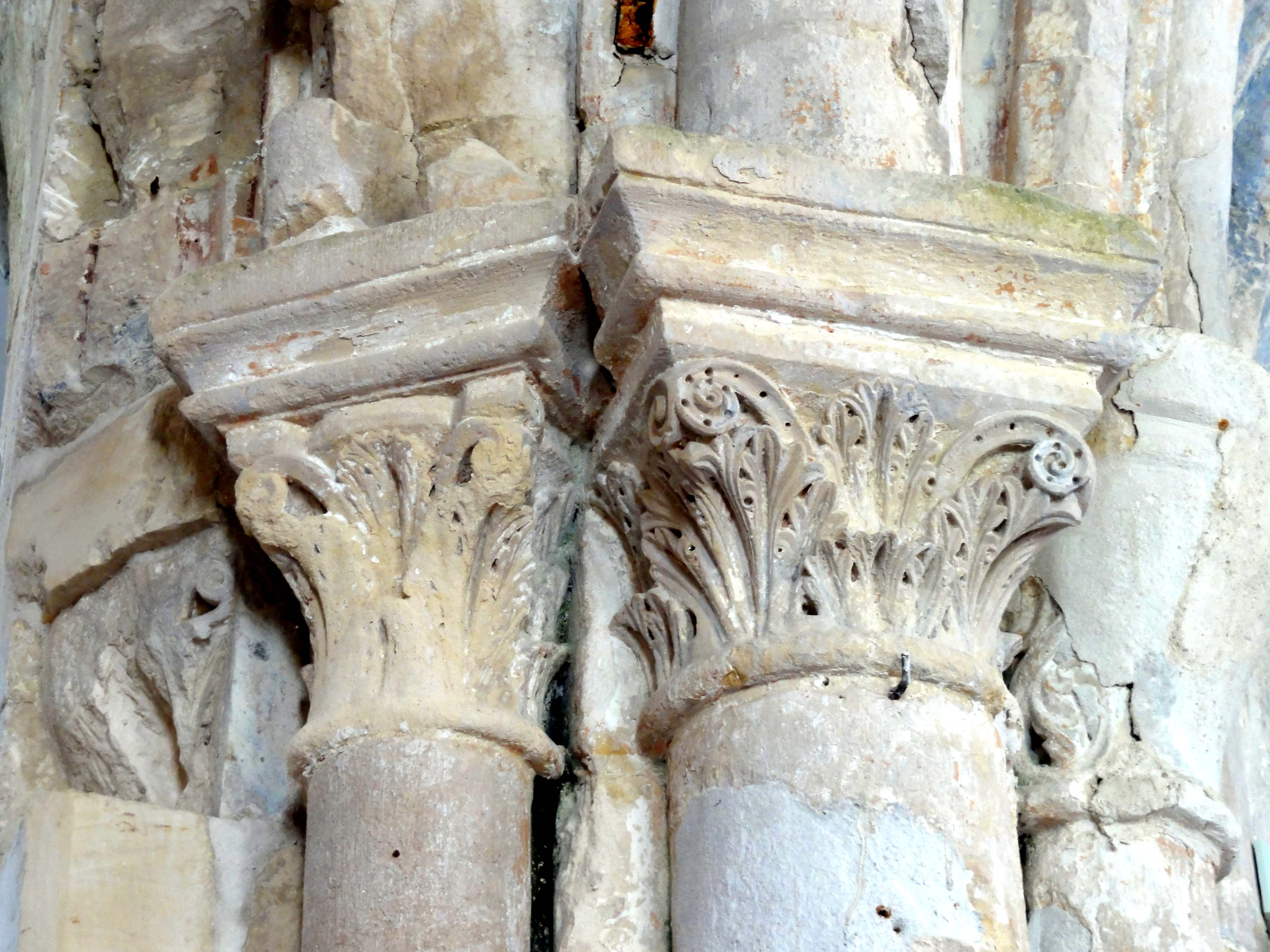
Chapiteaux au nord.
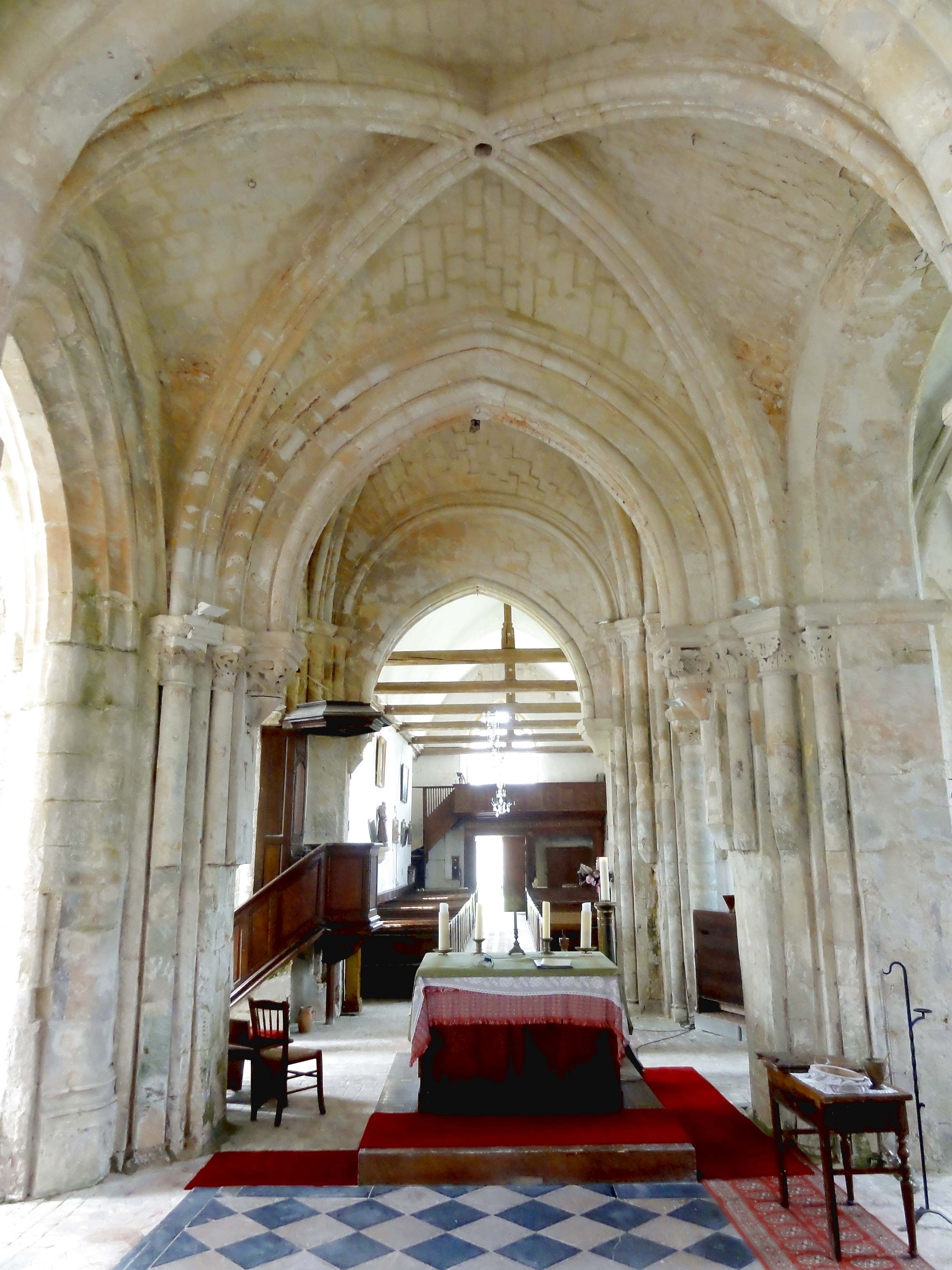
Vue vers l'ouest.
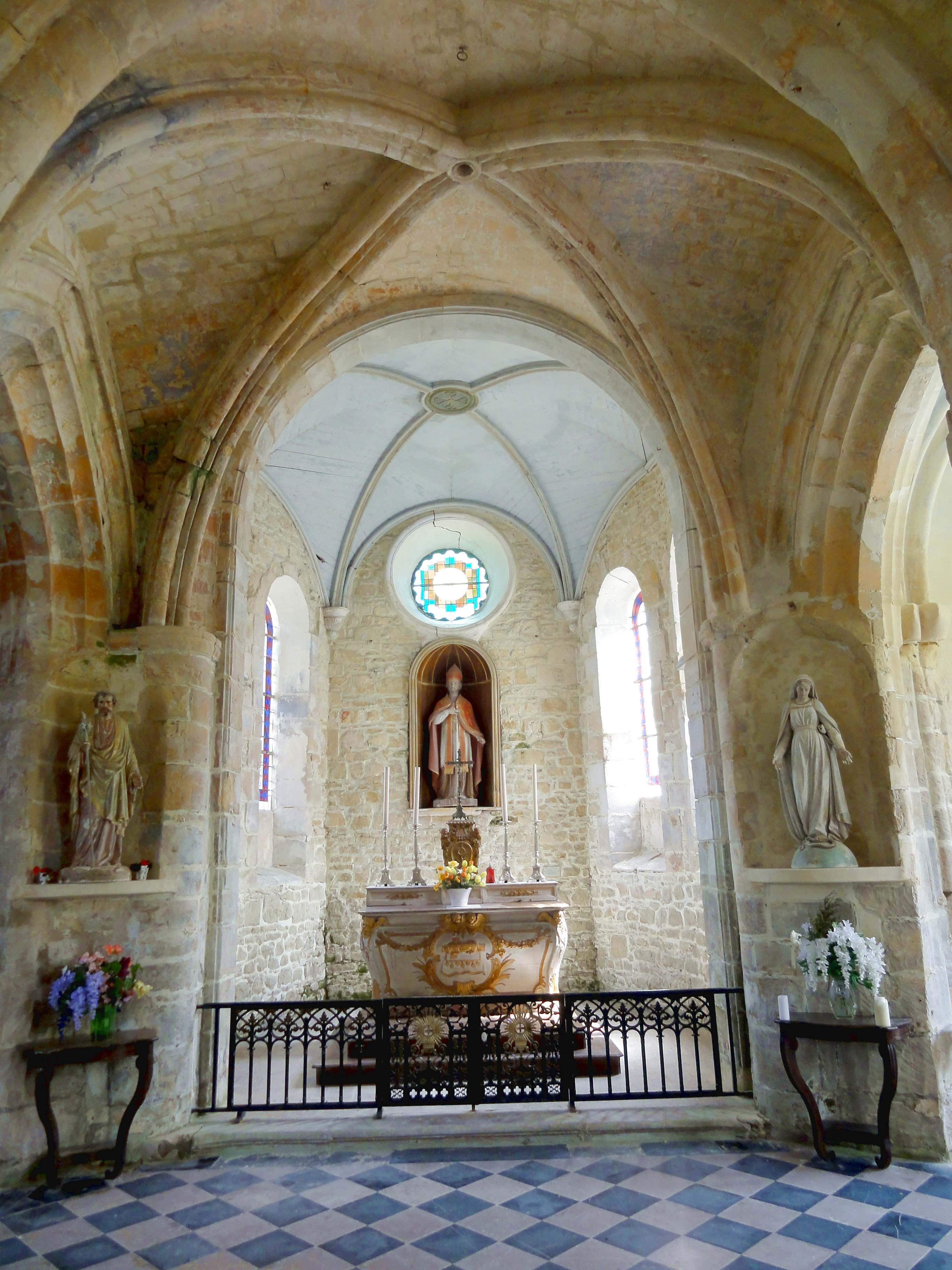
Vue vers l'est.
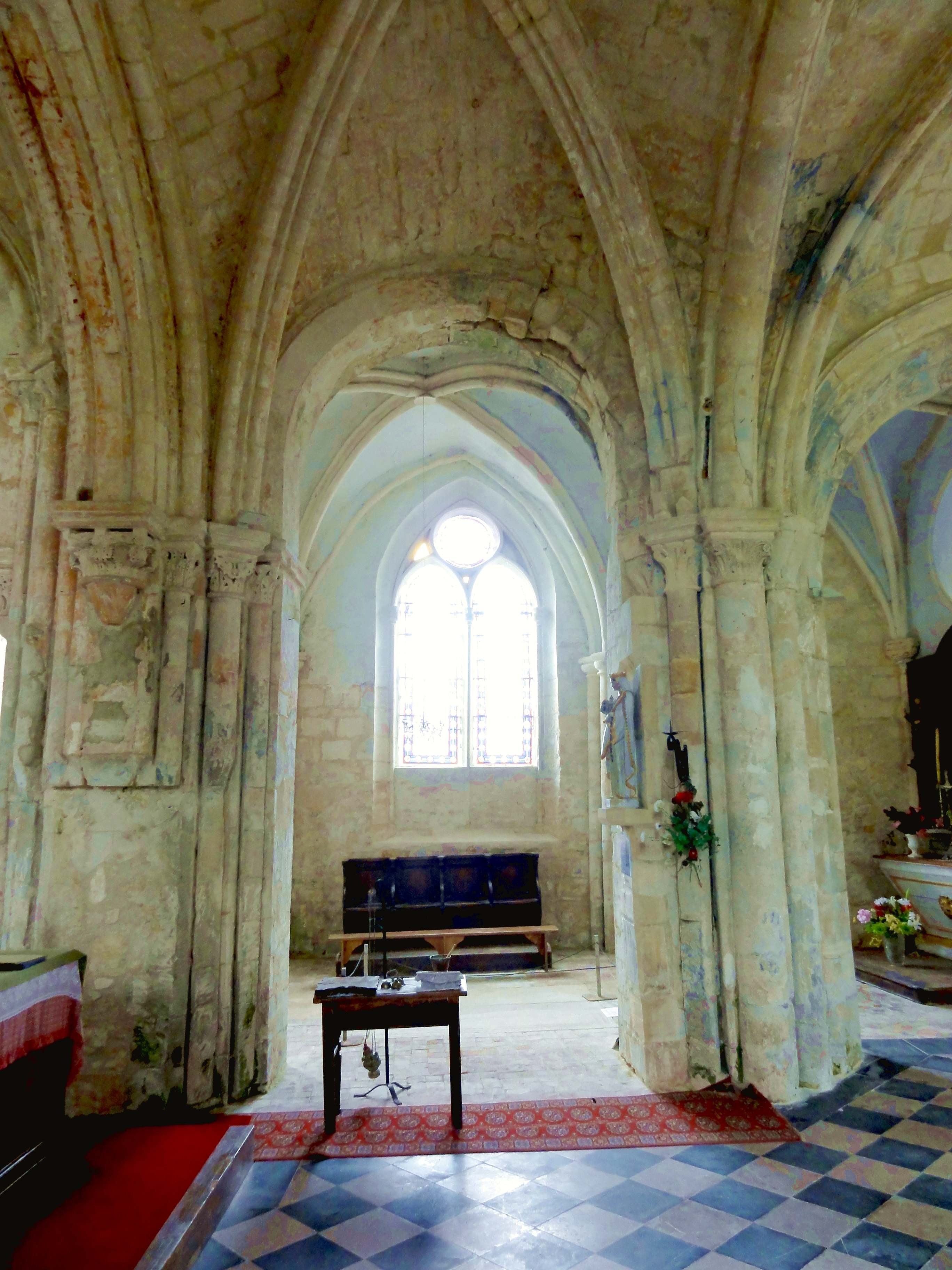
1re travée, vue vers le nord.
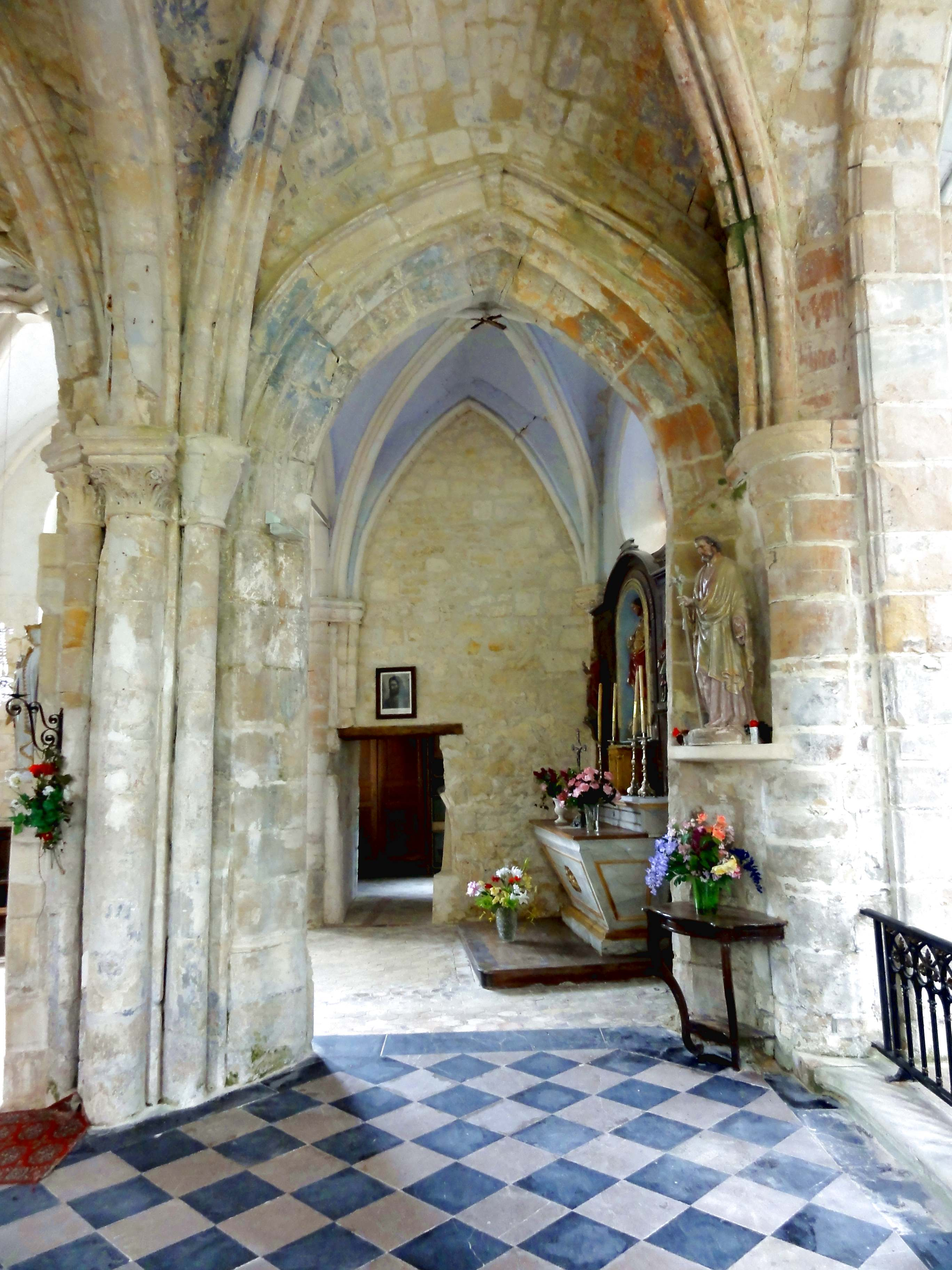
2e travée, vue vers le nord.
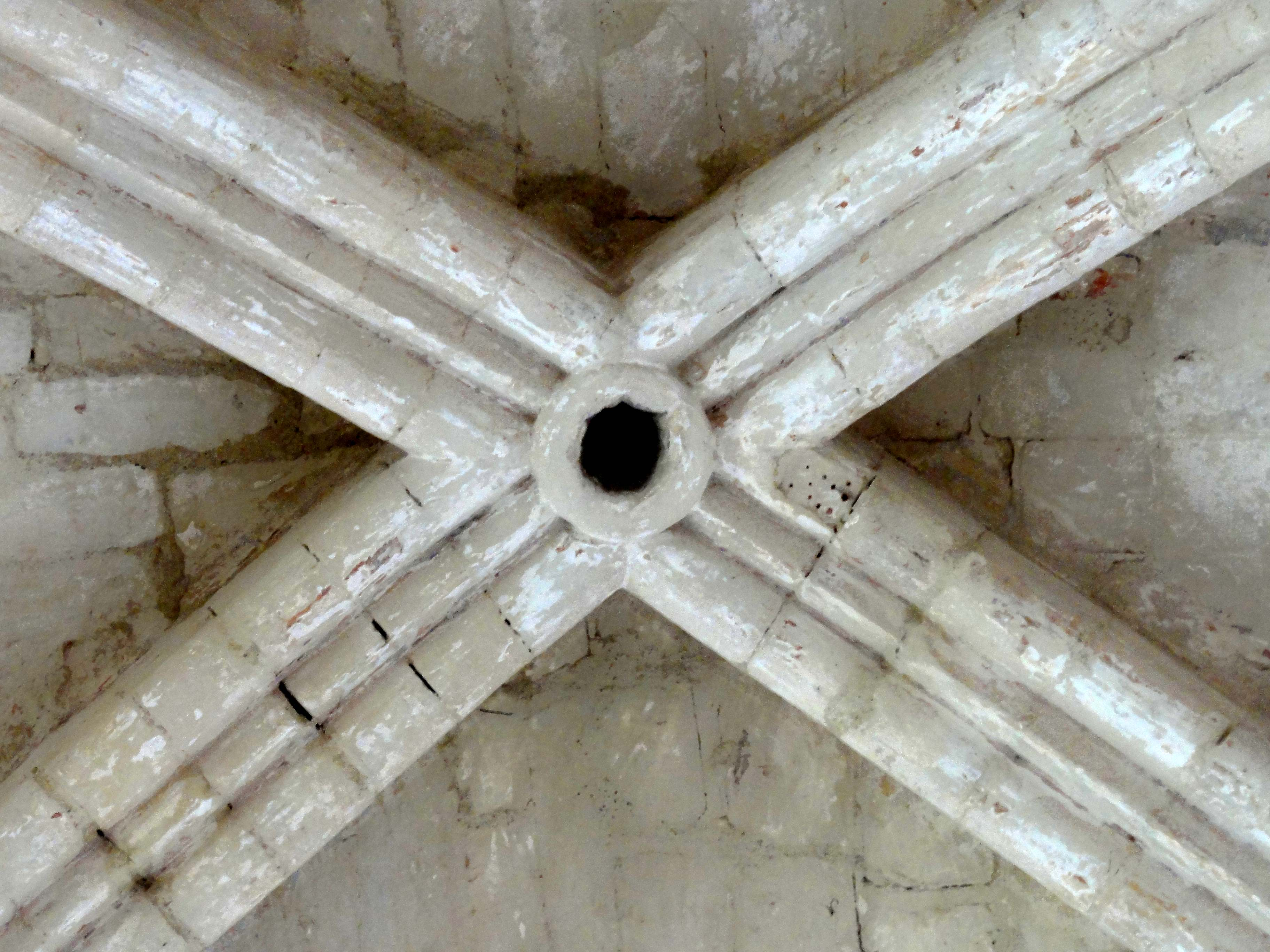
1re travée, clé de voûte.

#### Chapelles latérales

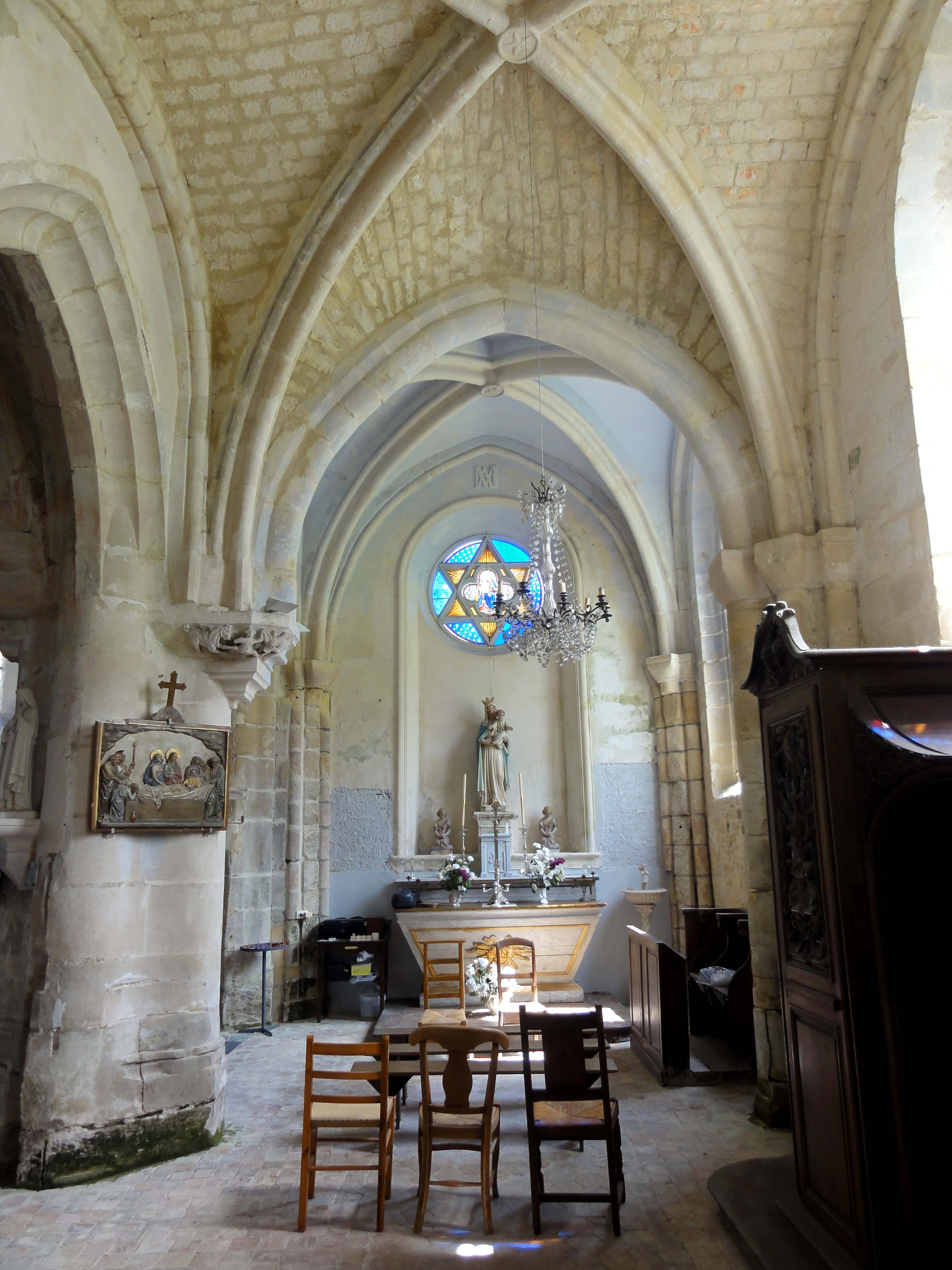
Chapelle sud, 1re travée, vue vers l'est.

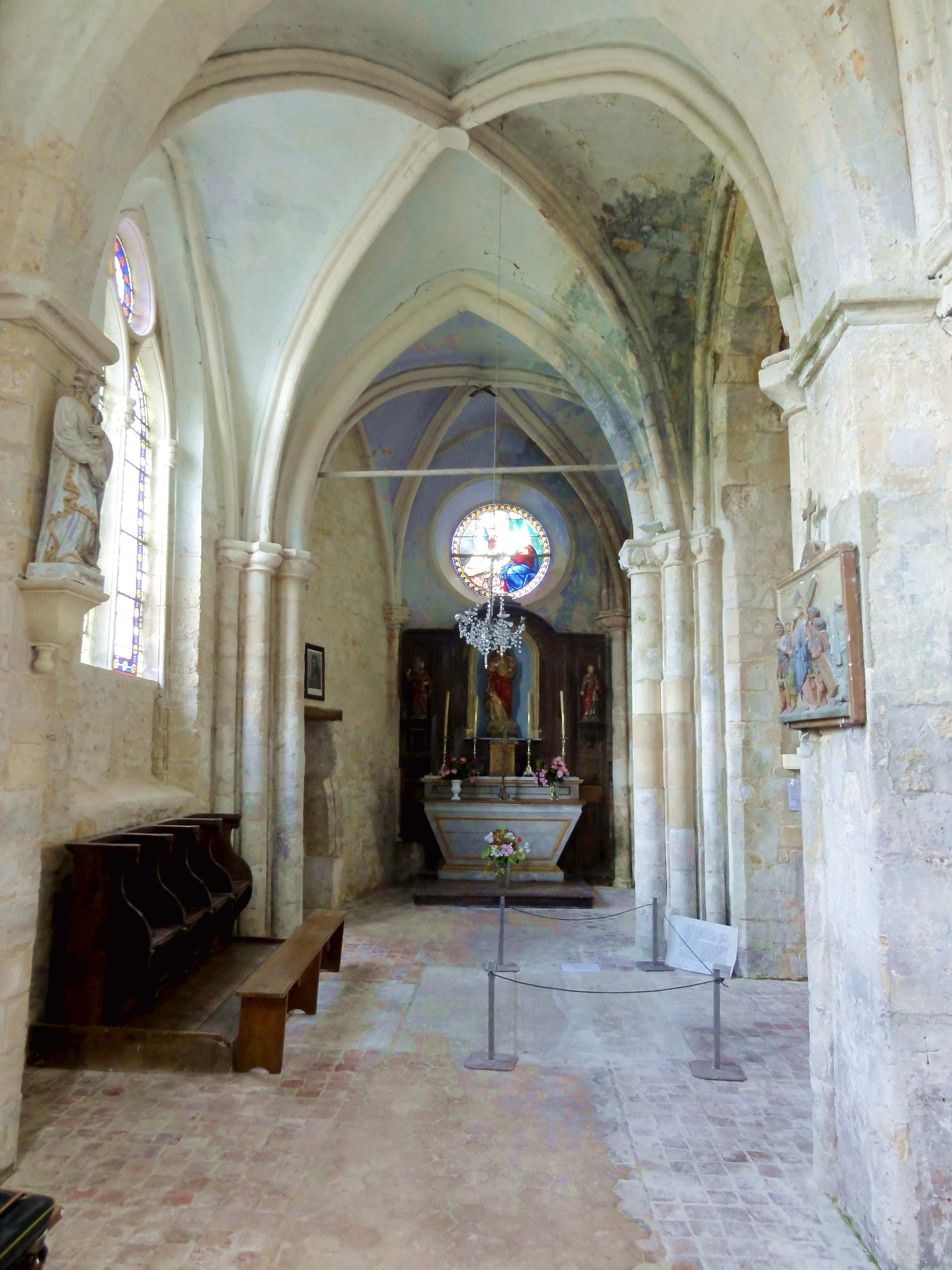
Chapelle nord, vue vers l'est depuis le croisillon.

Dans le Vexin et dans le Beauvaisis, pratiquement toutes les églises de plan cruciforme à un seul niveau d'élévation et au chevet plat assistent à une extension des parties orientales par l'adjonction de deux collatéraux, notamment quand le chœur comporte au moins deux travées à l'est du carré du transept : Ableiges, Belle-Église, Bornel, Cergy, Haravilliers, Livilliers, Mogneville, Nucourt, Saint-Gervais, etc. Cette tendance n'épargne pas les églises à abside polygonale d'allure modeste, telles que Hérouville, mais les églises au chœur peu profond ne sont généralement pas concernées, comme le montrent Cléry-en-Vexin, Commeny, Puiseux-Pontoise. Le plan cruciforme se voit ainsi transformé en plan rectangulaire à trois vaisseaux. La datation de cette transformation du début du XIVe siècle est sujet à caution, car les supports des voûtes n'ont rien du style gothique rayonnant alors en vigueur : les fûts sont beaucoup trop épais, et l'ordonnancement se rapproche beaucoup trop du chœur du XIIe siècle. En raison de la reprise de trois doubleaux latéraux du chœur, de trois piliers et de la plupart des piédroits des piliers d'origine, les collatéraux ne se ressemblent pas, mais elles présentent aussi des différences dont les motifs se trouvent ailleurs.
La première travée de la chapelle de la Vierge, à l'est du croisillon sud, est éclairée par une lancette simple en arc brisé, qui indique plutôt la première période gothique. La voûte est légèrement bombée, et a des arcs d'inscription en plein cintre, sauf à l'est. Dans la deuxième travée, seul l'arc d'inscription au-dessus du doubleau septentrional est en plein cintre, mais le formeret a été refait maladroitement, et le voûtain peut-être aussi, sans doute à la Renaissance (le culot d'une ogive du chœur au revers du même doubleau est sculpté d'oves). Depuis le sud, le jour entre par une fenêtre au remplage rayonnant, qui correspond bien au début du XIVe siècle. Il se compose de deux lancettes surmontées d'un oculus entre deux écoinçons ajourés. Les meneaux sont garnis de tores, qui fusionnent aux points de contact, et portent de curieux chapiteaux sculptés de deux rangs de billettes. Le pourtour est mouluré d'une gorge. La baie orientale devait être analogue, comme le montre son ébrasement extérieur mouluré de la même façon. Mais cette baie a été bouchée, et remplacé par un oculus, dont le remplage dessine une étoile de David. Les voûtes des deux chapelles sont munies de formerets toriques (avec l'exception déjà signalé), et sont séparées par un doubleau assez semblable à celui du chœur. Mais ce profil concorde avec le style rayonnant. Les ogives accuse un tore relié à deux baguettes par des gorges. Les clés de voûte sont décorées d'un petit disque affichant une étoile à cinq branches, comme dans le croisillon sud. Cette analogie pourrait trahir qu'aucune de ces clés ne soit authentique. À l'intersection des deux travées, la retombée s'effectue sur un faisceau de cinq colonnettes, et dans les angles près du chevet, sur des faisceaux de trois colonnettes. Il n'y a plus qu'une seule colonnette dans les angles près du croisillon, mais l'on voit encore l'arrachement d'une colonnette supplémentaire dans l'angle nord-ouest. Elle était réservée au formeret. L'ensemble des chapiteaux et tailloirs est mutilé et recouvert d'une couche de plâtre. L'on peut seulement voir que les tailloirs sont carrés, alors qu'ils sont systématiquement polygonaux ou circulaires à la période rayonnante. Autour du pilier flamboyant à l'intersection des deux travées, côté chœur, les supports gothiques ne subsistent plus. À côté d'un cul-de-lampe mouluré, un fragment de chapiteau que Louis Régnier dit du XIIe siècle a été réemployé. Il représente un ange et un autre personnage, nus tous les deux, qui tiennent une colombe par les ailes. Un quadrupède ailé essaie d'attraper l'autre personnage avec l'une de ses pattes. La scène représentée est probablement un ange s'efforçant de soustraire une âme au démon avide de s'en emparer.
La chapelle du nord, dédiée au Sacré-Cœur, est voûtée de la même manière que la chapelle de la Vierge, au sud. Les deux voûtes sont ici entièrement en tiers-point, et les supports restent homogènes. Des groupes de deux colonnettes sont logés dans les angles près du croisillon, ce qui devait être la disposition primitive au sud. Ainsi, le principe de l'équivalence du nombre des éléments à supporter et du nombre des supports trouve son application sur l'ensemble de l'église. Dans les quatre angles, les tailloirs sont profilés d'un filet et d'une baguette, et à l'intersection des deux travées, d'un tore. Ici, le tailloir au nord du doubleau est, à titre d'exception, polygonal. Les corbeilles des chapiteaux sont de faible hauteur, et généralement non sculptées, sauf à l'intersection des deux travées, du côté sud. Ici, elles affichent des formes grossières, ce qui veut sans doute dire que la sculpture n'a pas été exécutée. Généralement, ce n'est qu'à la Renaissance que l'on ne sculpte les blocs de pierre qu'une fois montés, mais une exécution peu soignée est courante au XIVe siècle. La première travée prend le jour par une fenêtre au remplage rayonnant du même type que dans la deuxième travée du collatéral sud. Pour des raisons que l'on ignore, la deuxième travée se rétrécit vers le chevet, et son mur latéral est aveugle. Le chevet est éclairé par un oculus identique à celui de l'abside. Il daterait donc de 1792. Globalement, le début du XIVe siècle s'applique bien aux voûtes des deux chapelles, sauf la voûte de la première travée du sud pour la forme des voûtains, à une partie des chapiteaux, et à trois de leurs fenêtres, mais moins bien à la configuration et à l'épaisseur des supports. Il reste à déterminer si ces incohérences sont seulement le reflet d'une architecture rustique, où résultent d'une construction des chapelles en deux temps.

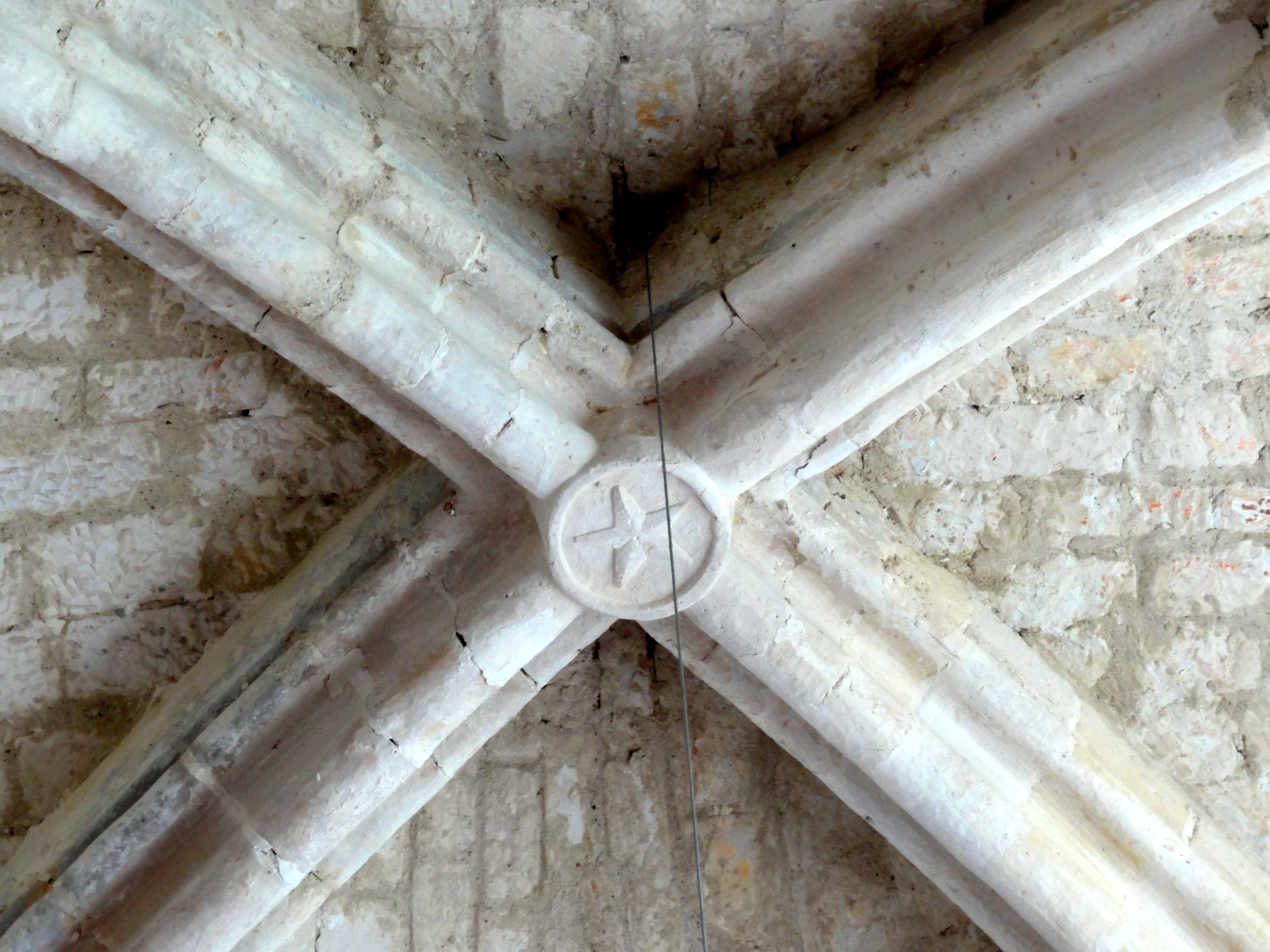
Clé de voûte.
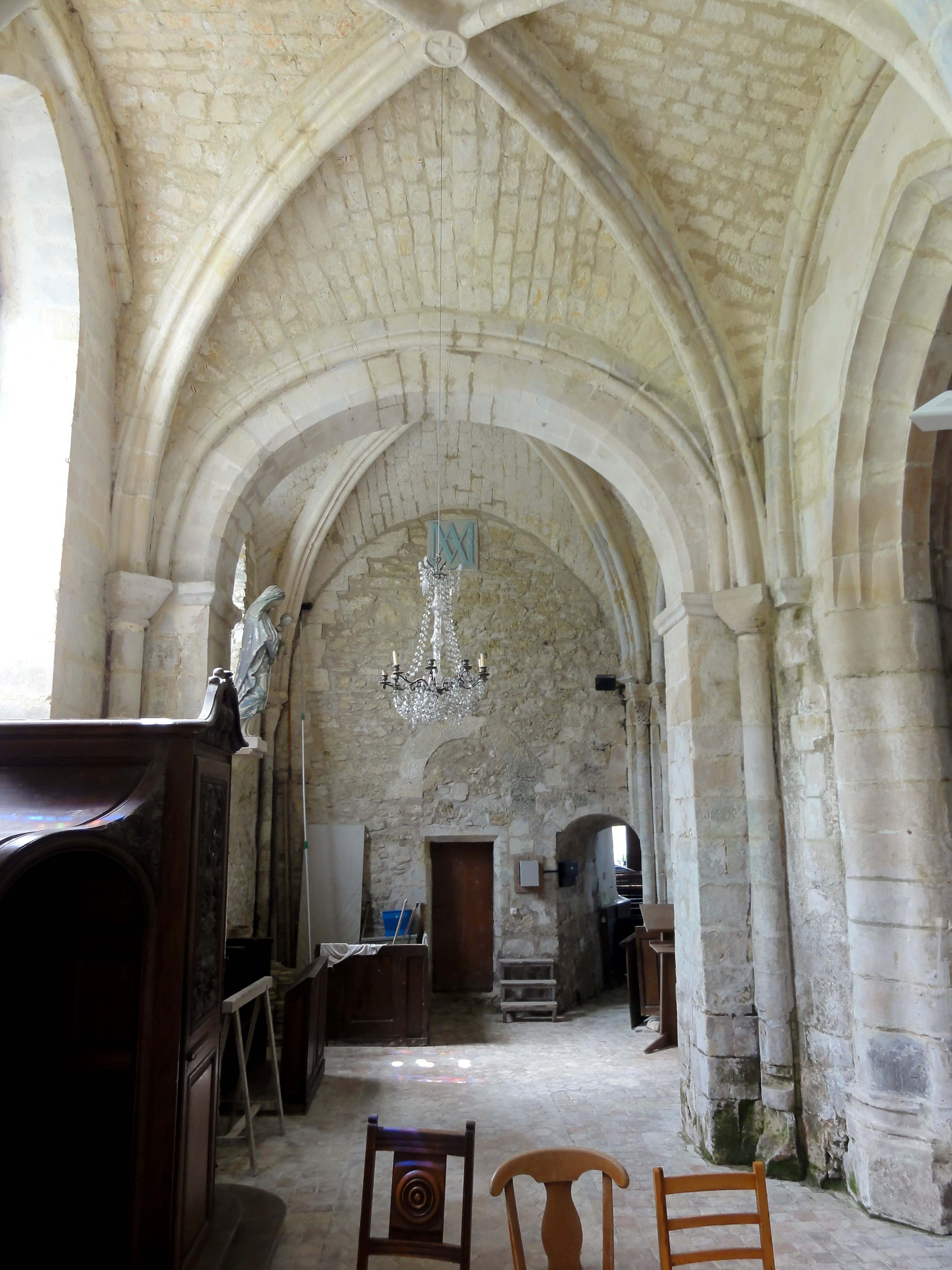
Chapelle sud, vue vers l'ouest.
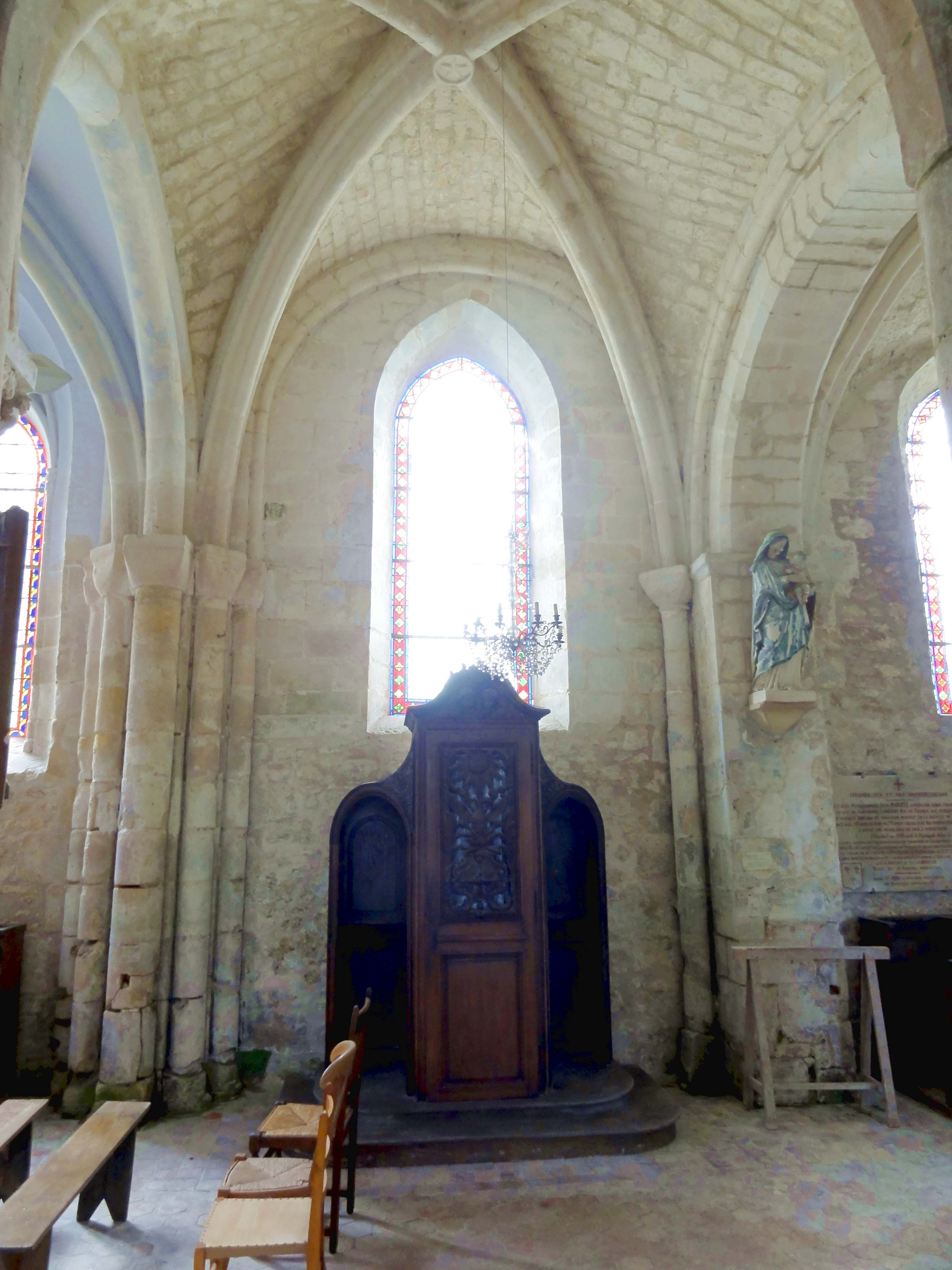
Chapelle sud, 1re travée, vue vers le sud.
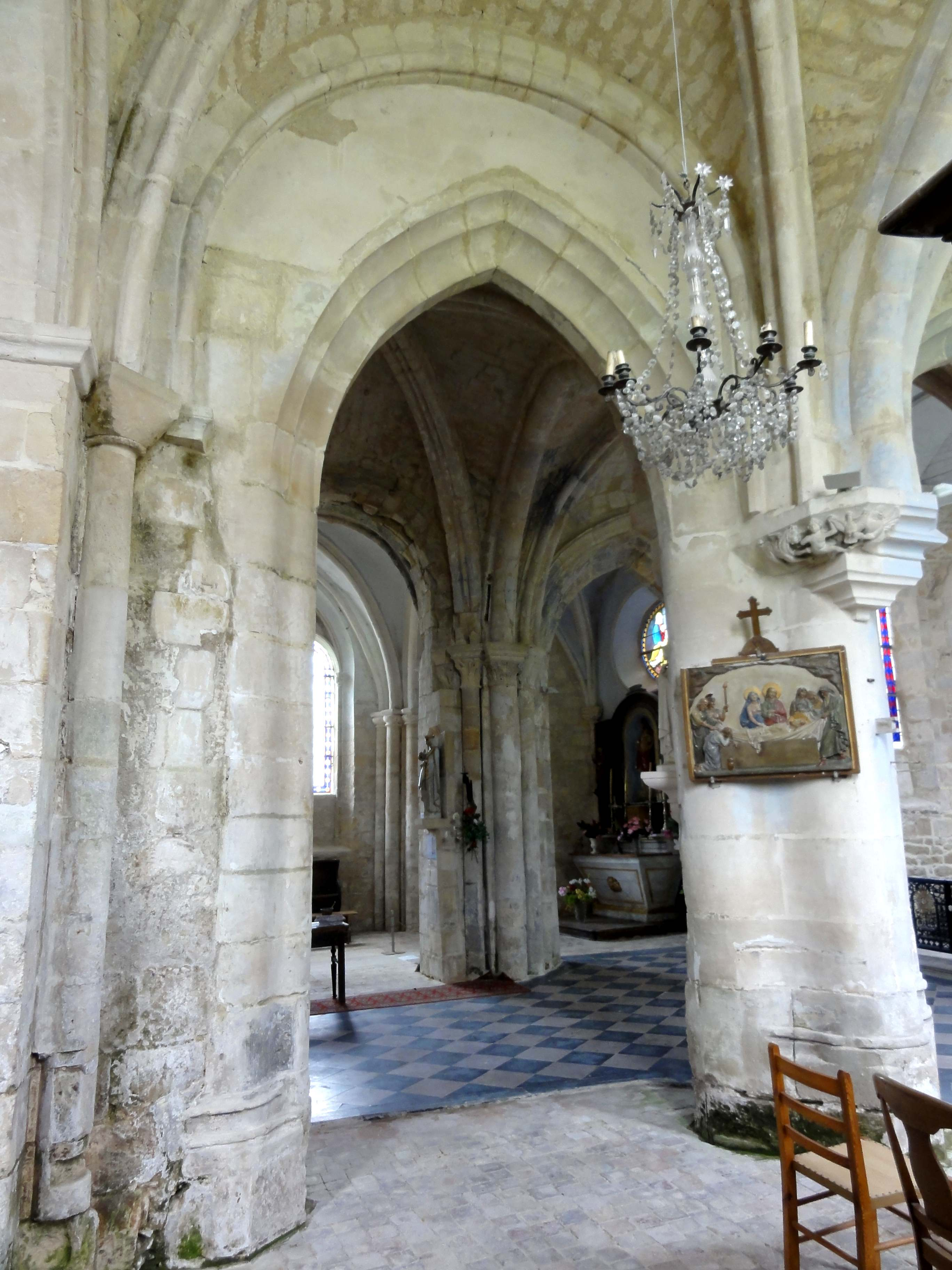
Chapelle sud, 1re travée, vue vers le nord.
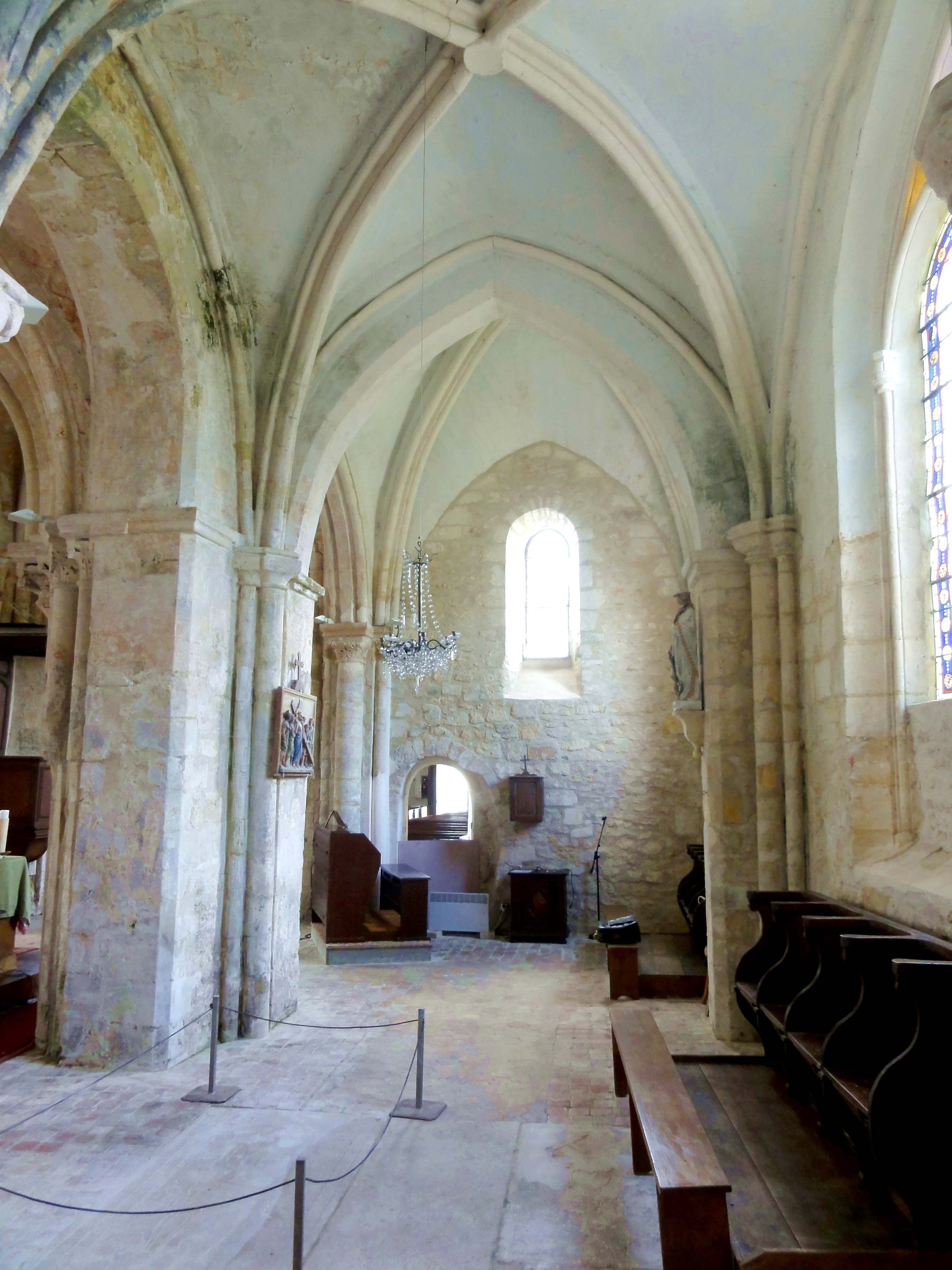
Chapelle nord, vue vers l'ouest.
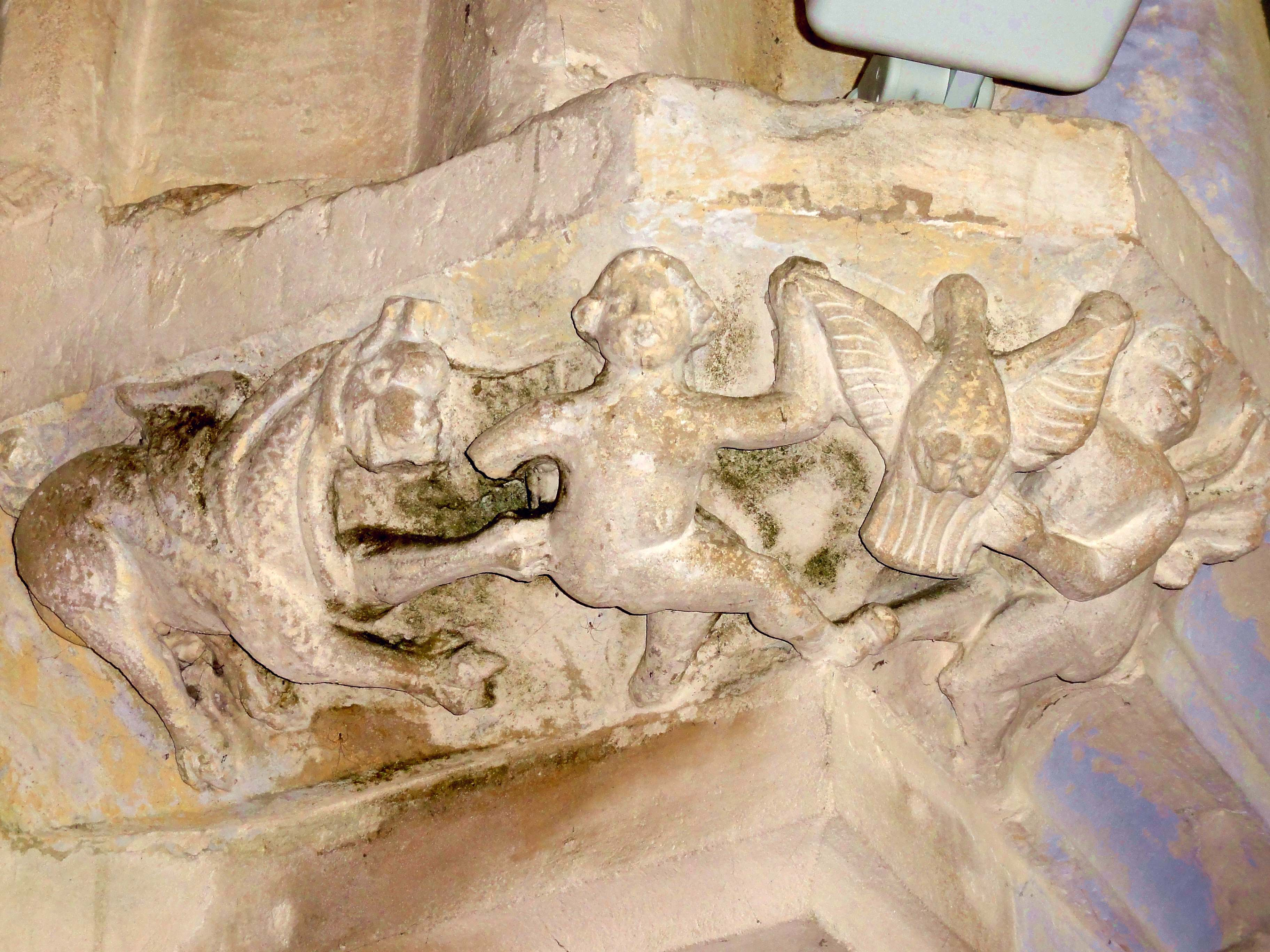
Chapelle sud, bloc sculpté du XIIe siècle réemployé.

### Extérieur

#### Façade occidentale et élévations latérales de la nef

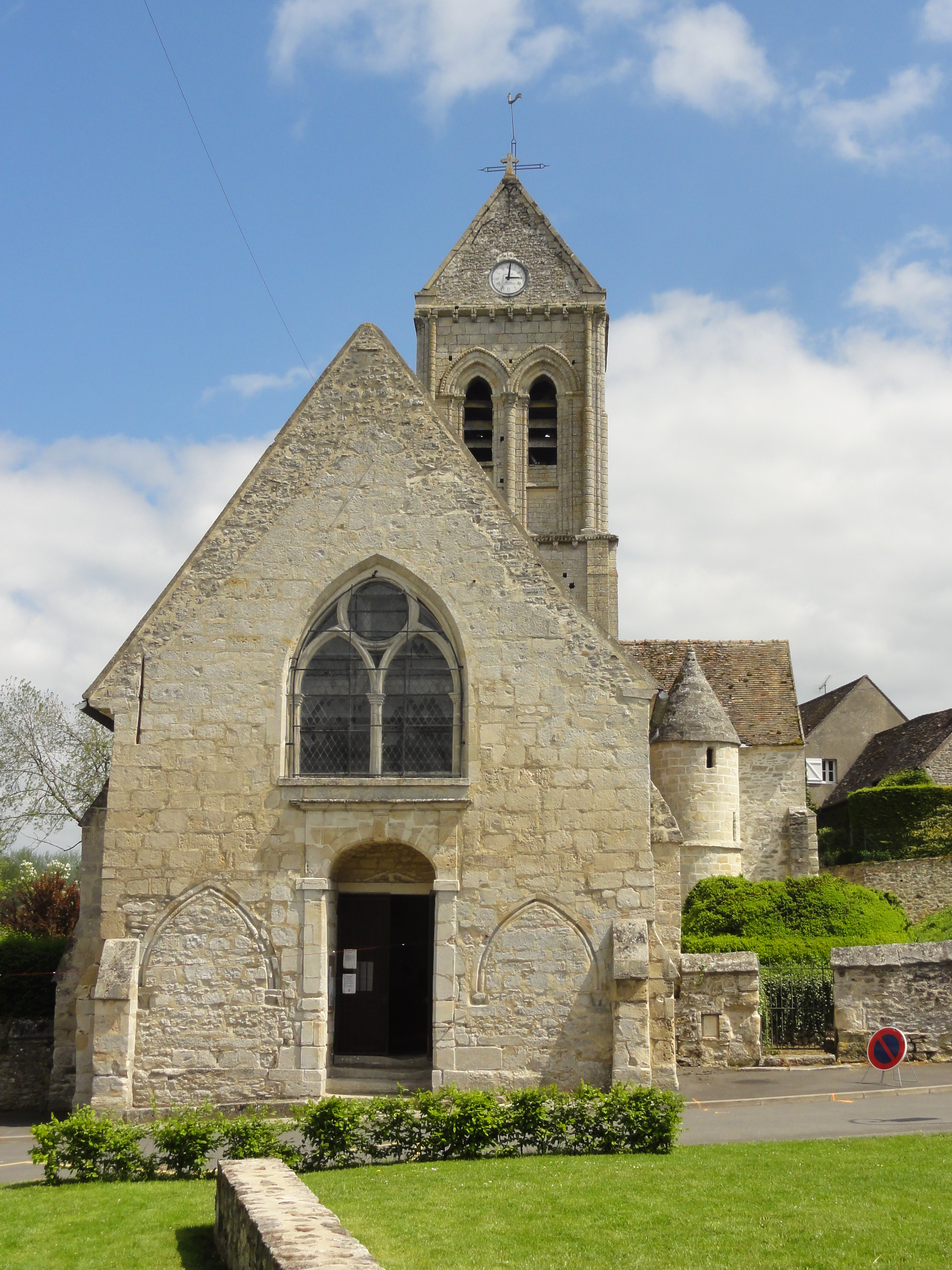
Façade occidentale.

La façade occidentale a été défigurée par la condamnation du porche gothique au XVIIIe siècle. Elle est bâtie en pierre de moyen appareil contrairement au reste de la nef. En bas, le renfoncement du portail s'ouvre entre deux pilastres lisses et sous un arc en cintre surbaissé, dont la clé d'arc est proéminente. Une corniche moulurée court au-dessus, et un bandeau plat sert d'imposte. Il est également visible à l'intérieur du renfoncement, qui est voûté en berceau. La porte est surmontée d'un fronton triangulaire miniaturisé. Sa partie inférieure a été sacrifiée à un linteau en béton, et son décor sculpté est méconnaissable. De part et d'autre du renfoncement, le mur englobe les vestiges de deux arcades de 1,80 m de largeur et de 3 m de hauteur, en l'occurrence les archivoltes toriques et les chapiteaux de crochets. Il y a une arcade semblable au sud, et une autre au nord. Elles sont toutes bouchées par un appareil irrégulier. Au nord, un bas-relief provenant d'un retable de la Passion a été encastré dans le mur. Il représente le Christ en croix. Deux contreforts orthogonaux de seulement 2,50 cm de hauteur et amortis par un glacis formant larmier, épaulent les angles de la façade. Un seul de ces glacis date encore d'origine. En l'absence de voûtement, sauf peut-être pour l'intérieur du porche, des contreforts plus élevés ne furent pas jugés nécessaires. La façade ne présente aucun élément de scansion horizontale, ce qui est sans doute une autre marque d'économie. Elle est ajourée, dans sa partie supérieure, d'une baie dont le remplage gothique est assez similaire aux réseaux rayonnants des collatéraux du chœur. Cependant, le pourtour de la baie n'est pas mouluré, et comme déjà évoqué, les meneaux et les chapiteaux ont été refaits à l'époque de la création du portail actuel et de la condamnation du porche. Pour l'exhaussement du pignon au XVIe siècle, des petits moellons ont été employés. Les élévations latérales de la nef n'appellent que peu de remarques. Au sud, l'unique contrefort, qui se situe à l'intersection des deux premières travées, est moderne. Au nord, il y a un contrefort qui lui fait pendant, et deux autres entre la troisième et la cinquième travée. Ils ne sont pas tous de la même envergure, mais présentent tous une retraite moyennant un court glacis formant larmier à mi-hauteur, et dateraient du XIIIe siècle.

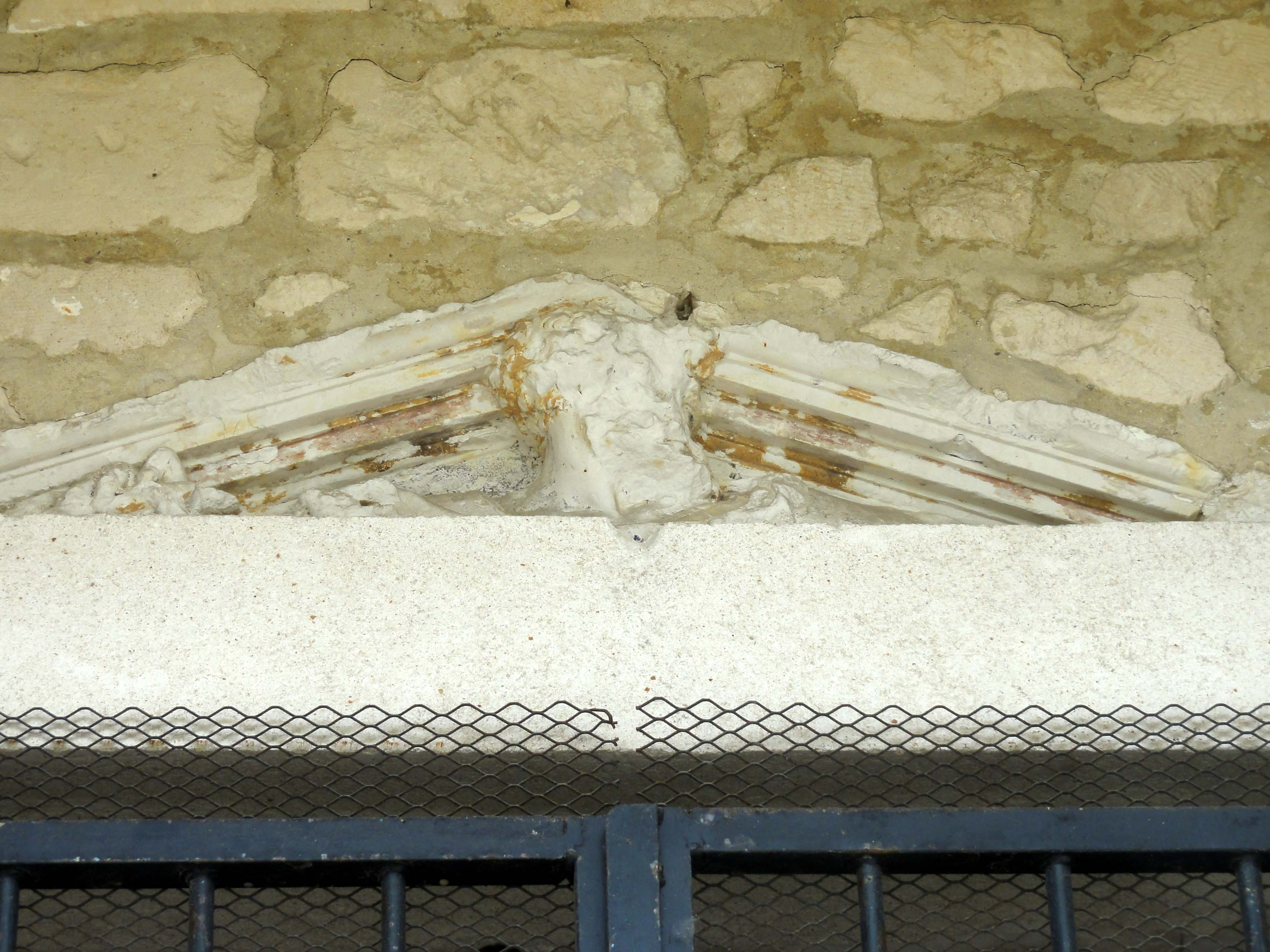
Fronton du portail.
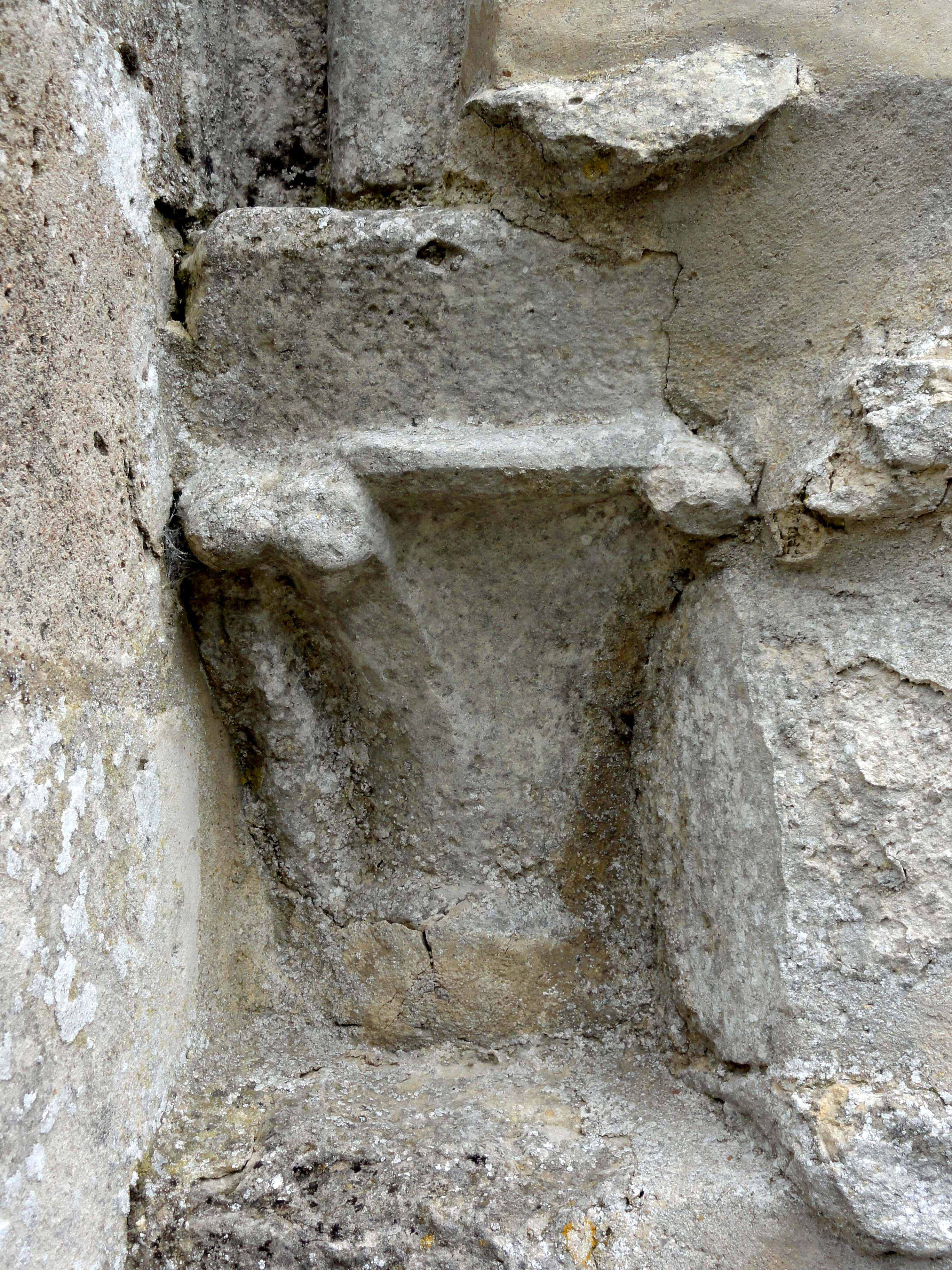
Chapiteau du porche.
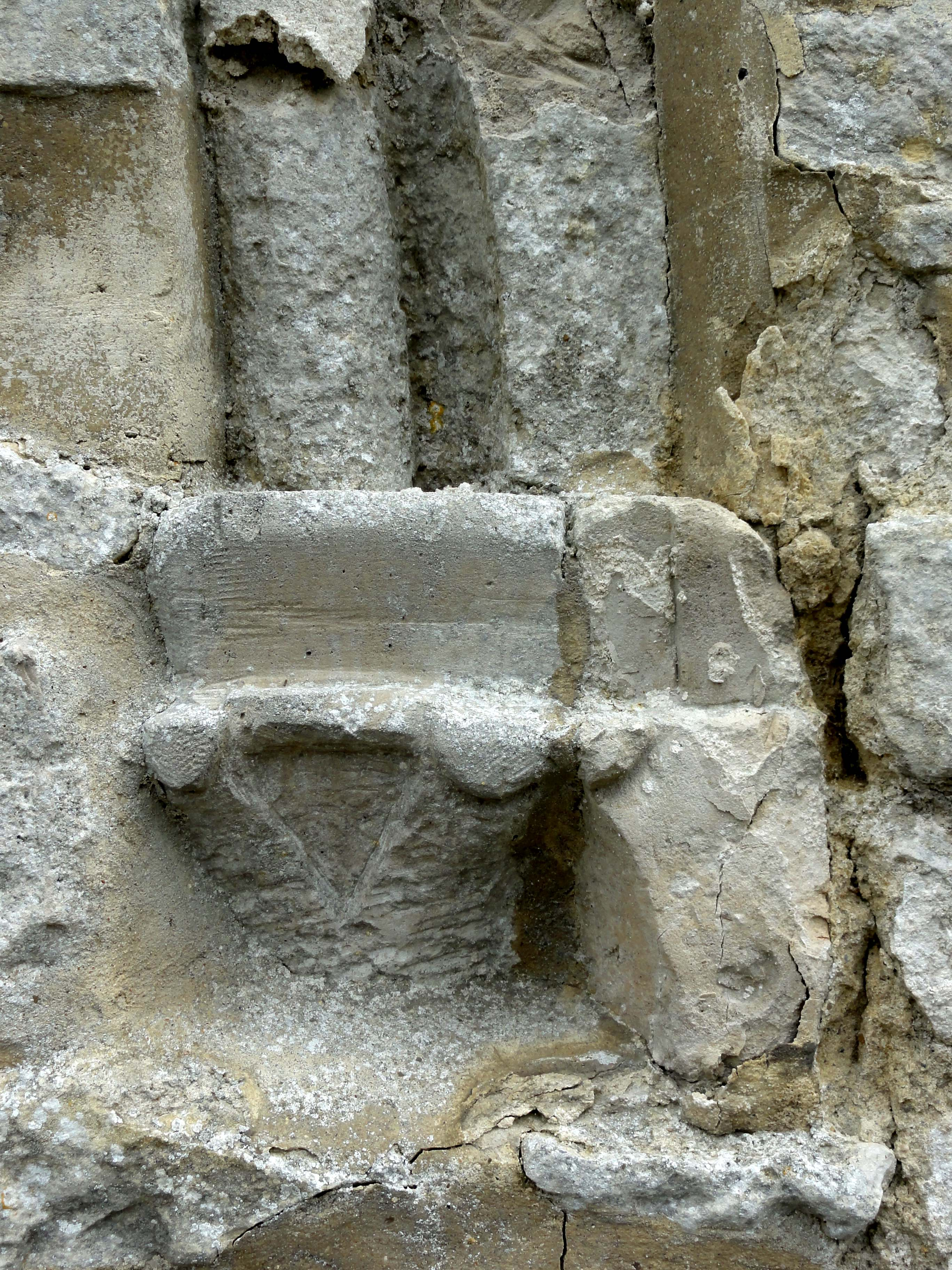
Chapiteau du porche.
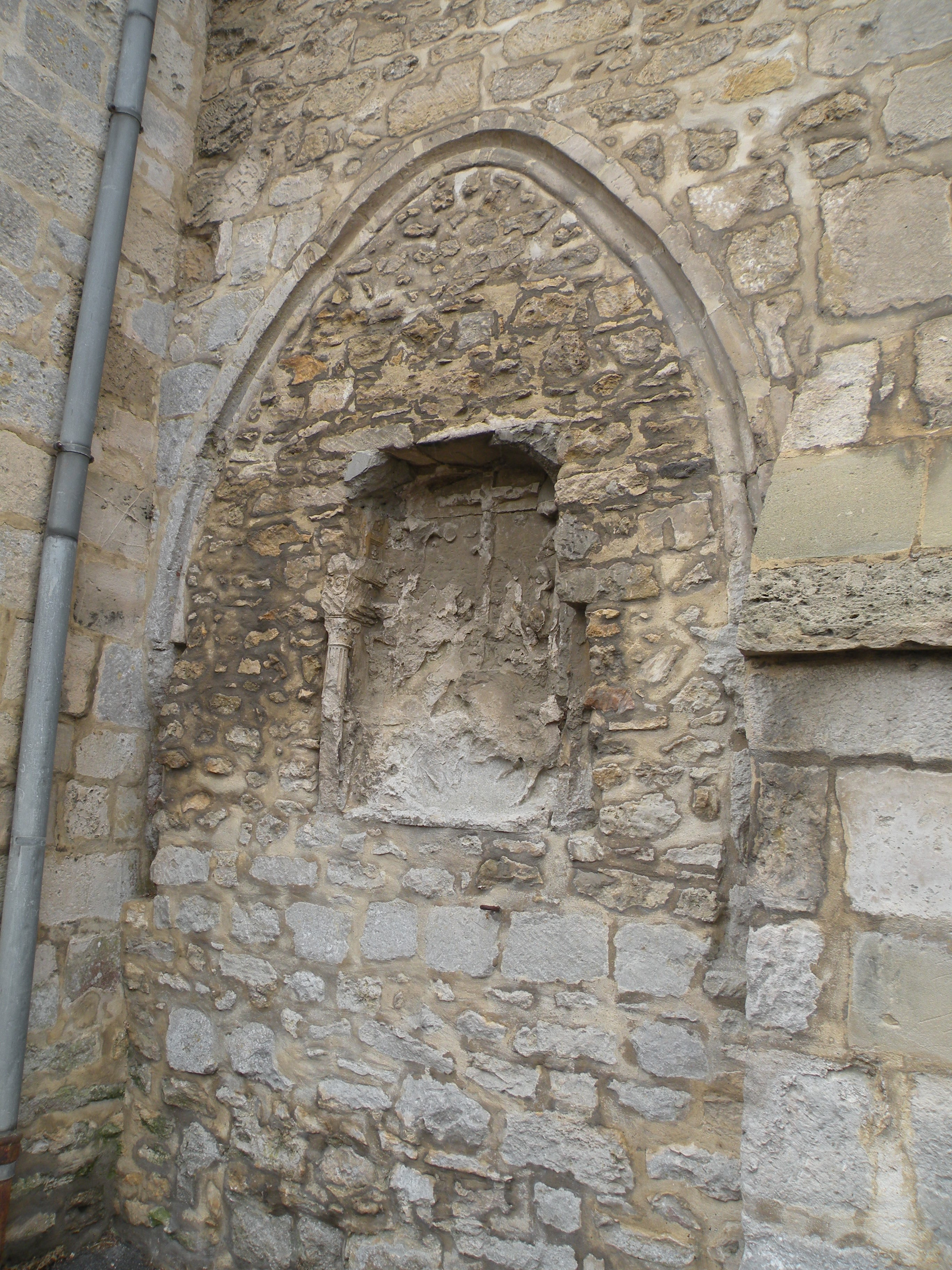
Arcade du porche, au nord.
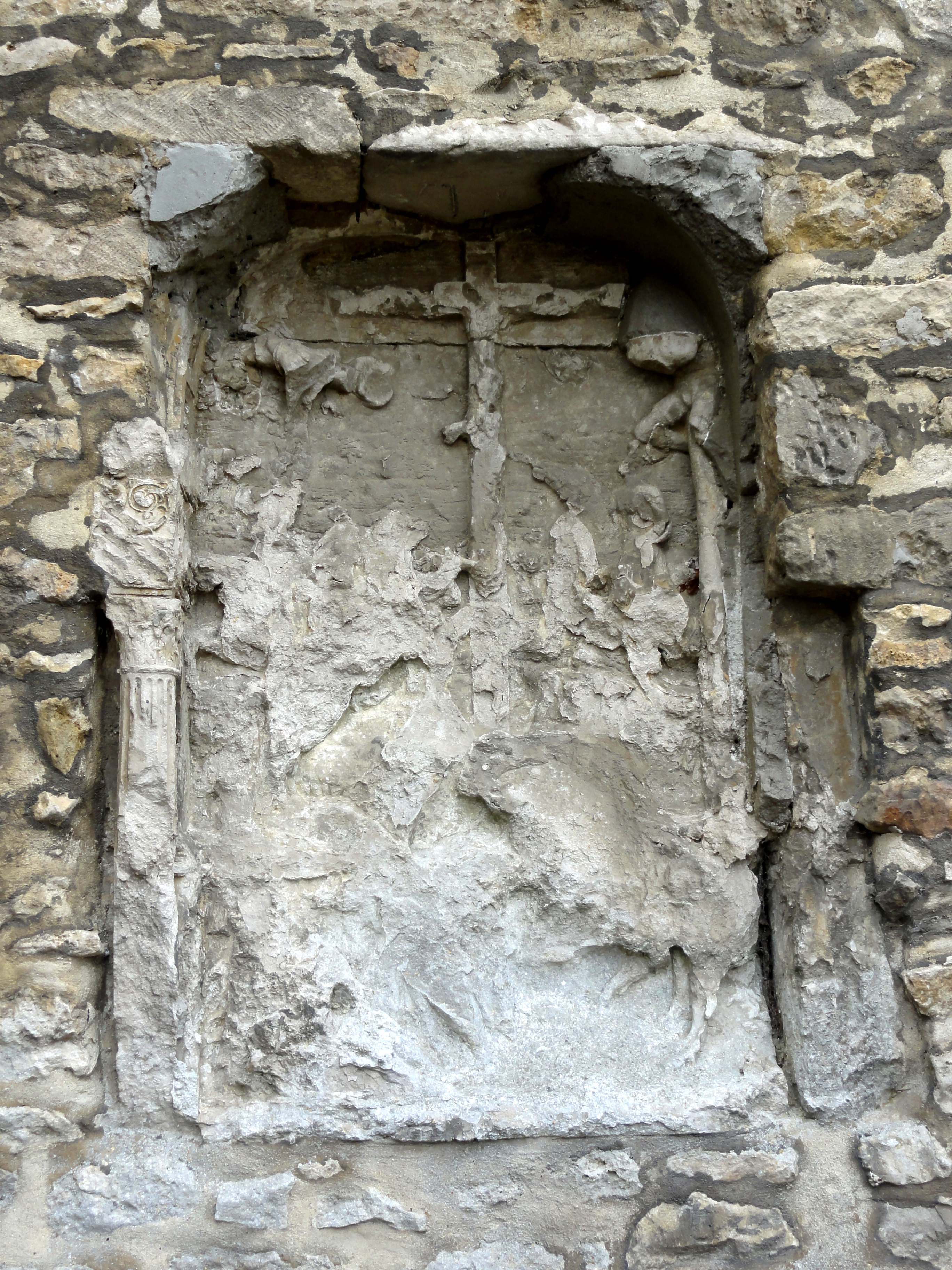
Bas-relief - la Crucifixion.
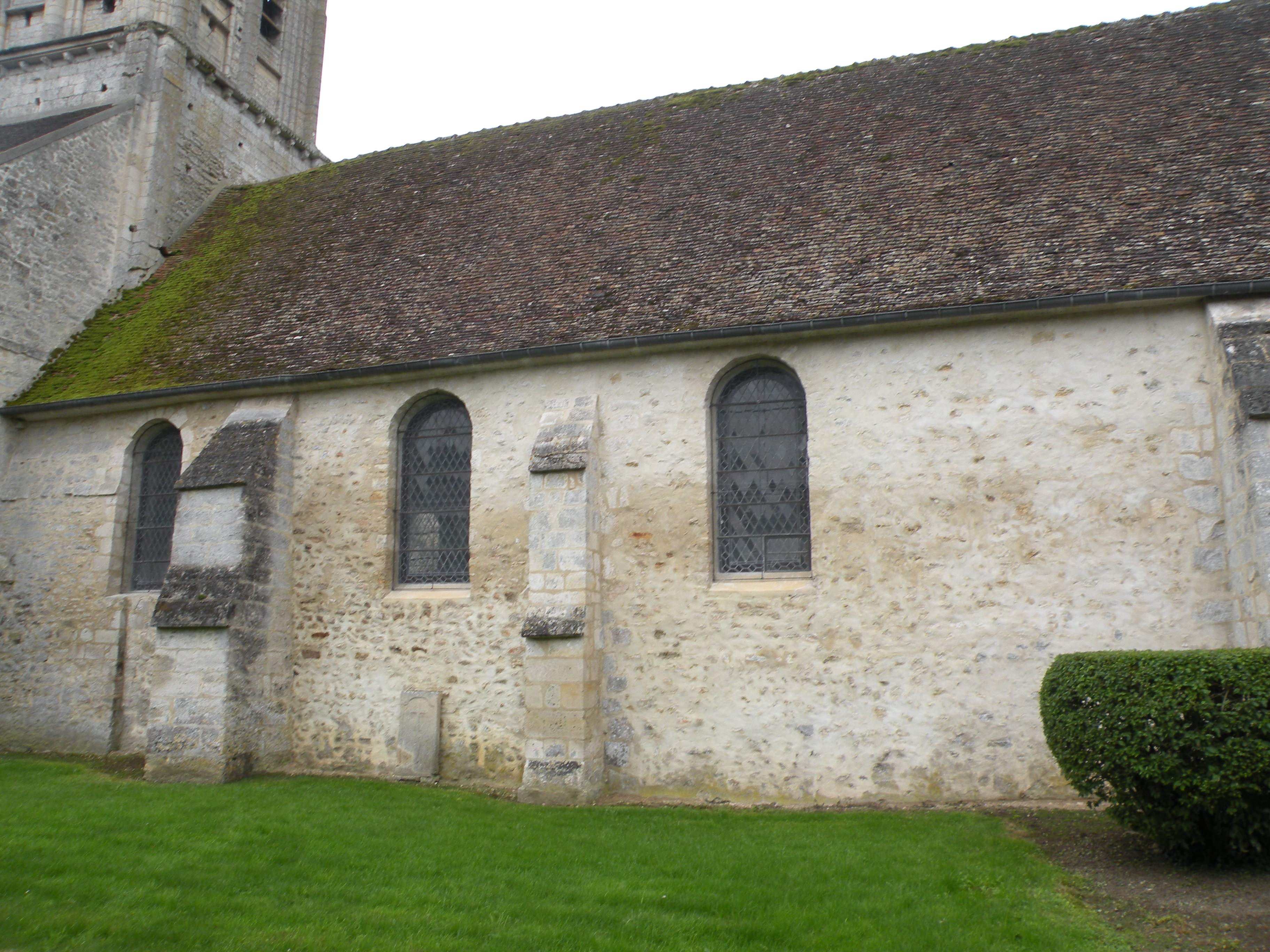
Mur gouttereau nord.

#### Parties orientales

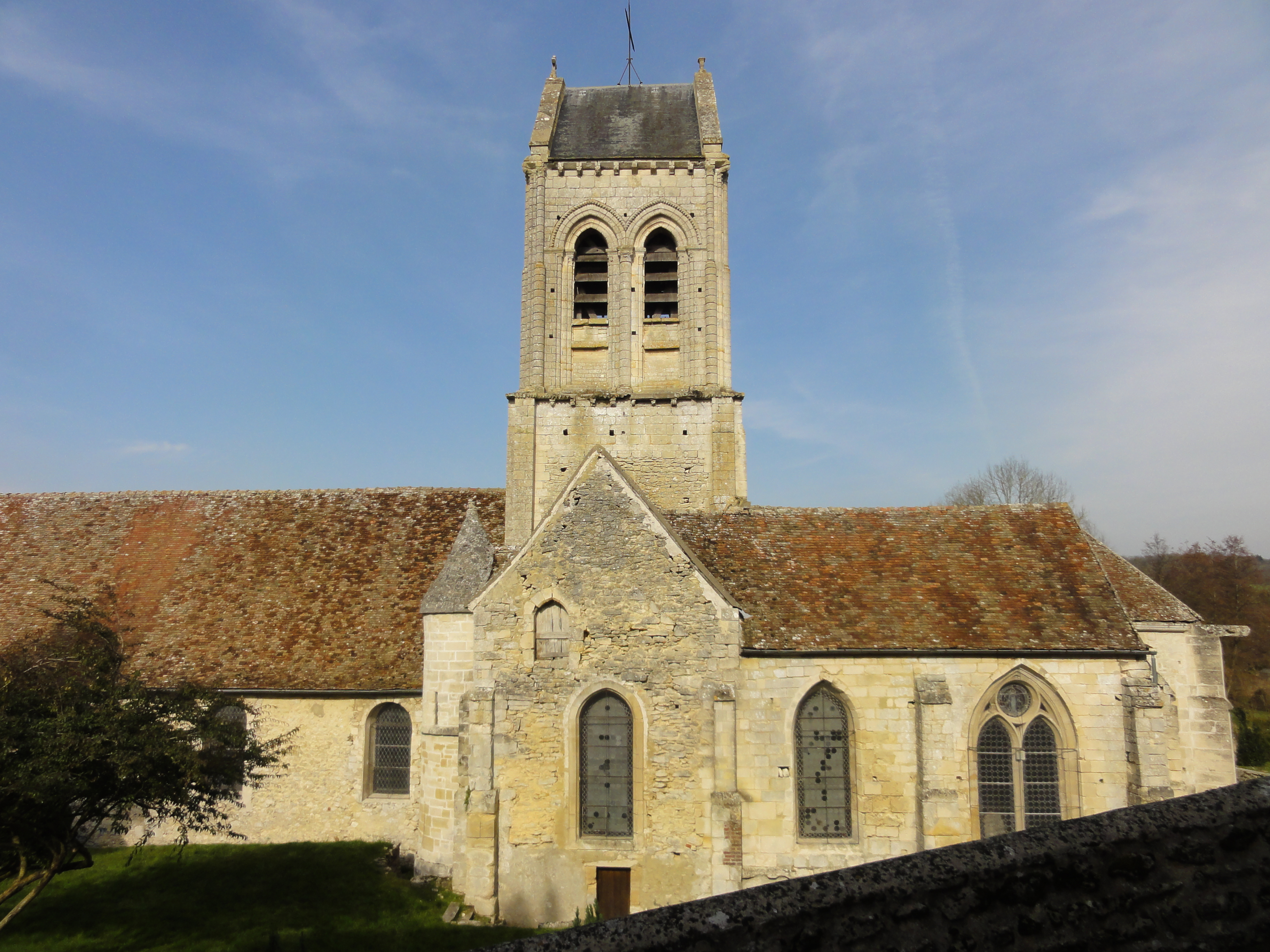
Vue partielle depuis le sud.

Généralement, les églises sont appareillées en pierre de taille dès l'approche du milieu du XIIe siècle et jusqu'à la fin du XIIIe siècle au moins, période marquée par une grande prospérité. Ce n'est pas le cas du transept de Delincourt, dont seulement les contreforts et les pourtours des fenêtres sont en pierre de taille. Le croisillon nord conserve trois de ses contreforts d'origine, dont un à l'ouest et deux au nord. Ils se retraitent par un fruit à un tiers de leur hauteur, et par un court glacis à deux tiers de leur hauteur, puis s'achèvent par un long glacis sans larmier. La baie occidentale, la seule que le transept conserve du XIIe siècle, est munie d'un ébrasement extérieur. À la naissance du demi-pignon occidental, une tablette aujourd'hui interrompue rappelle que cette élévation était primitivement un mur gouttereau. L'avantage évident du demi-pignon est de consolider le clocher, même si l'esthétique en pâtit. Le croisillon sud conserve son pignon méridional primitif, qui souligne que le transept constitue un vaisseau perpendiculaire au vaisseau central. Ce pignon est percé d'une porte en plein cintre désaxée vers la gauche, qui pouvait servir à monter des charges à l'occasion de réparations : les cages des escaliers en colimaçon sont bien trop exigus pour emporter autre chose que les outils de travail. Le tiers supérieur des contreforts a apparemment été refait, car il est plus mince que d'habitude. La fenêtre méridionale est du XVIIIe siècle, et la porte dans son soubassement est également moderne. À l'ouest, la tourelle d'escalier cylindrique que Louis Régnier date du XIVe siècle est bâtie en pierre de taille, et a belle allure. Elle est coiffée d'un cône en pierre. L'emploi de la pierre de taille est une caractéristique partagée avec le collatéral sud, mais pas le collatéral nord. Le premier est flanqué de contreforts analogues au croisillon nord, ce qui soulève une fois de plus la question si cette partie de l'église date réellement du XIVe siècle dans son intégralité, et ne serait pas en partie nettement antérieure. En plus des fenêtres, qui ont déjà été décrites dans le contexte de l'intérieur de l'église, les chapelles latérales n'offre aucun détail qui attire l'attention, d'autant plus que la deuxième travée de la chapelle du nord est entourée par la sacristie, et non visible extérieurement. Quant à l'abside, elle se présente, avec ses contreforts à larmiers et glacis, comme une construction néo-gothique avant l'heure. Un larmier scande les allèges aux deux tiers de leur hauteur. Seulement la corniche trahit la période néo-classique. Les deux contreforts du chevet vont jusqu'à la corniche, et portent des gargouilles.

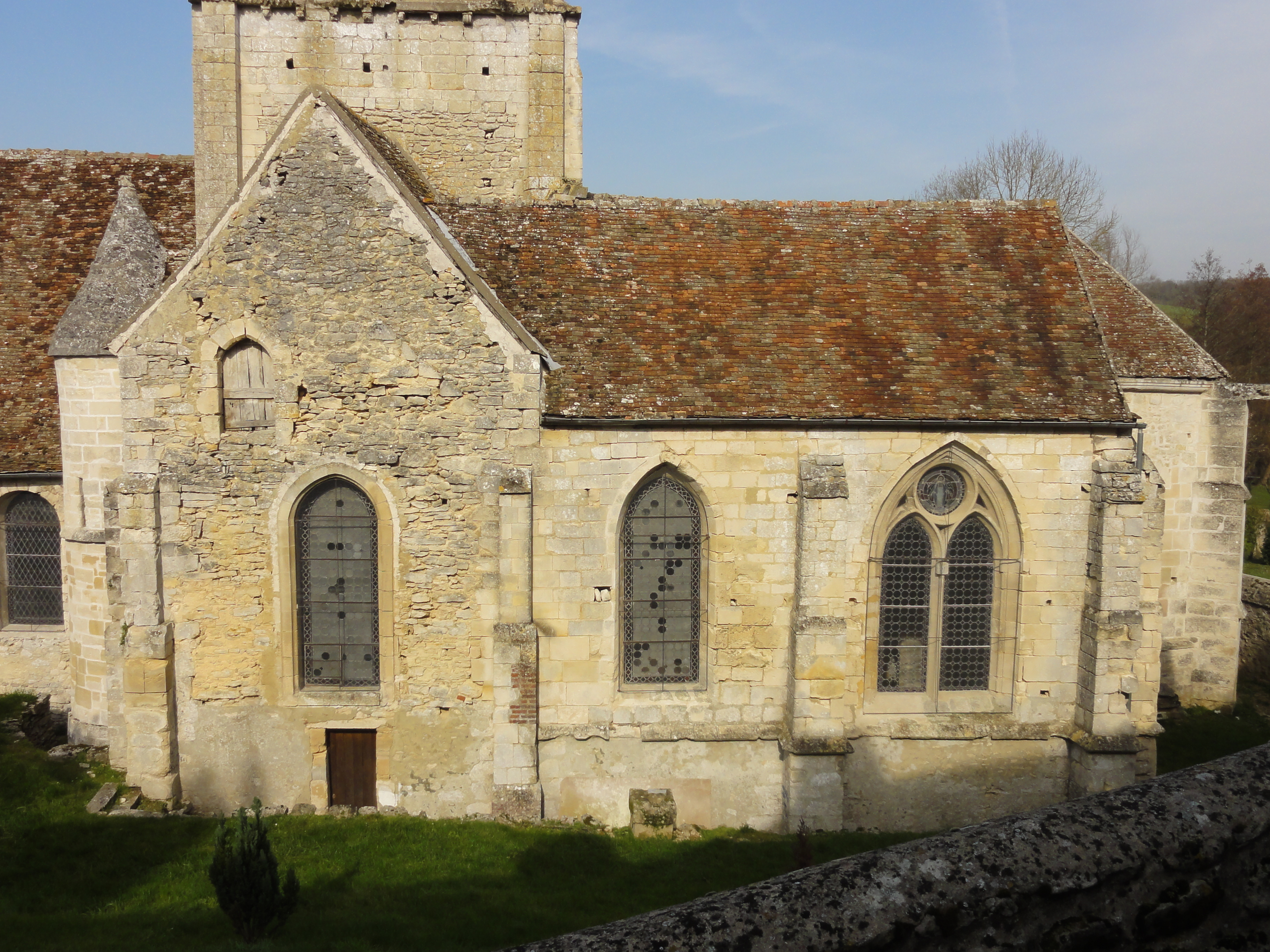
Croisillon et chapelle sud.
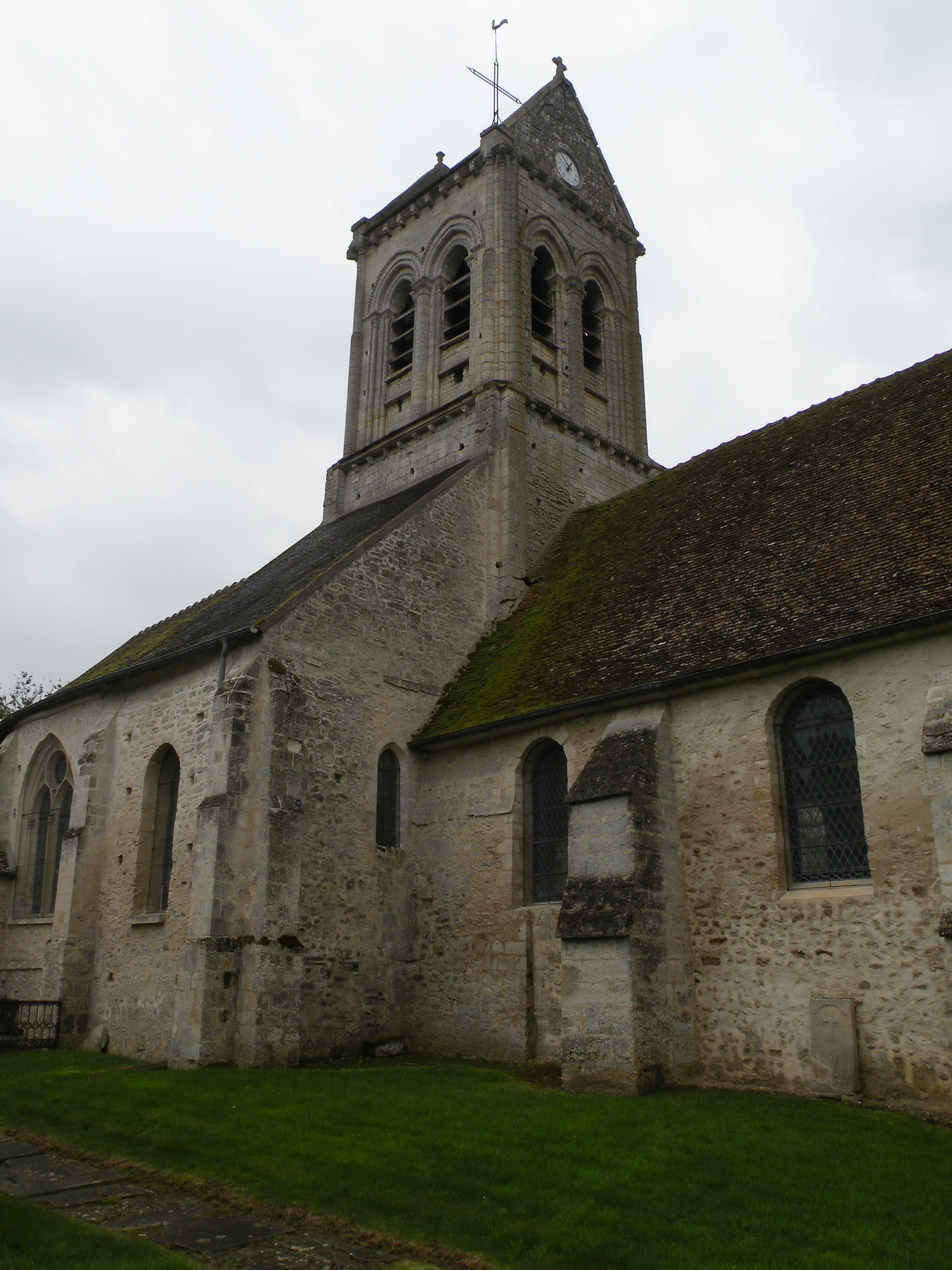
Croisillon nord et clocher.
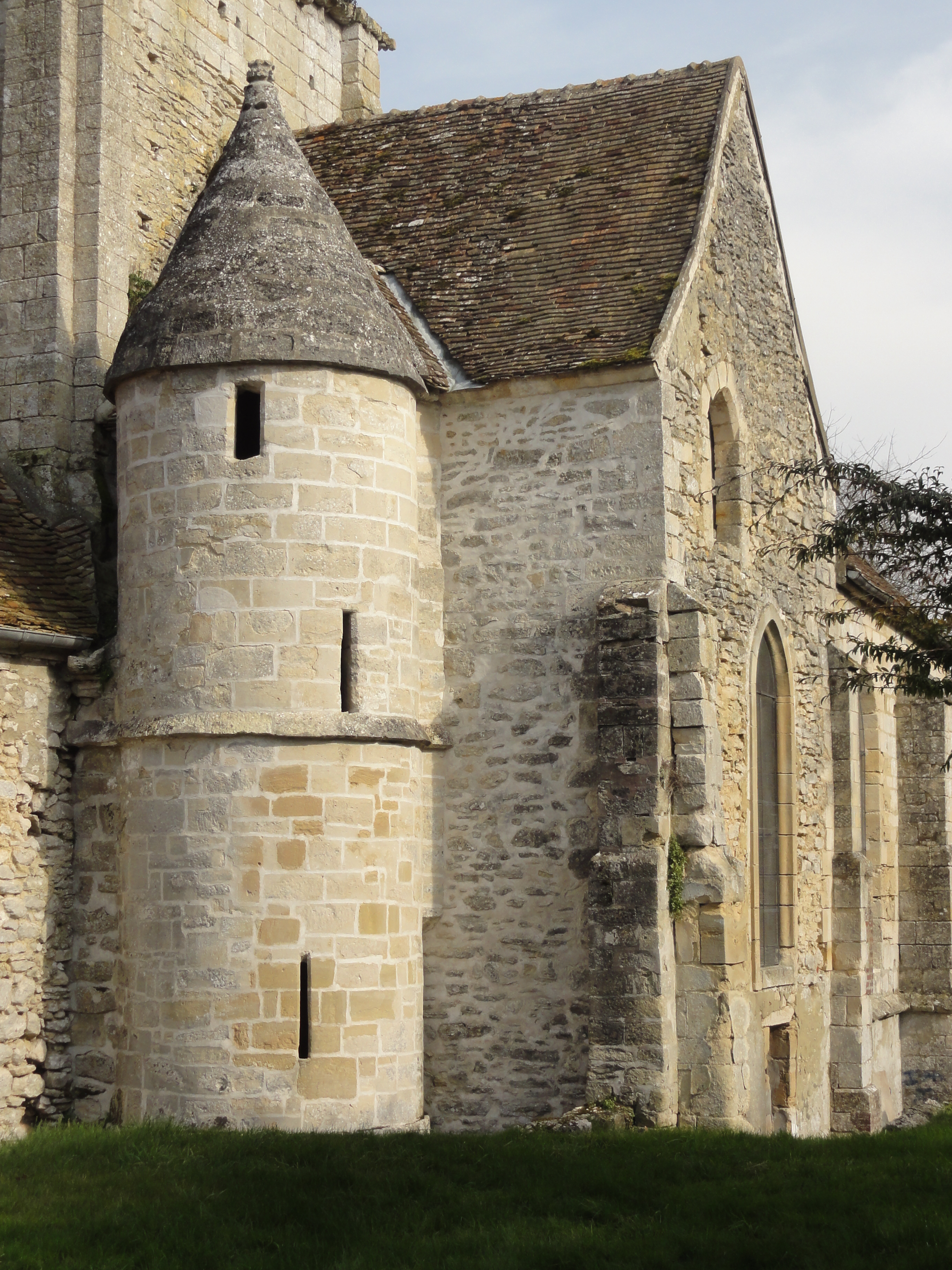
Tourelle d'escalier.
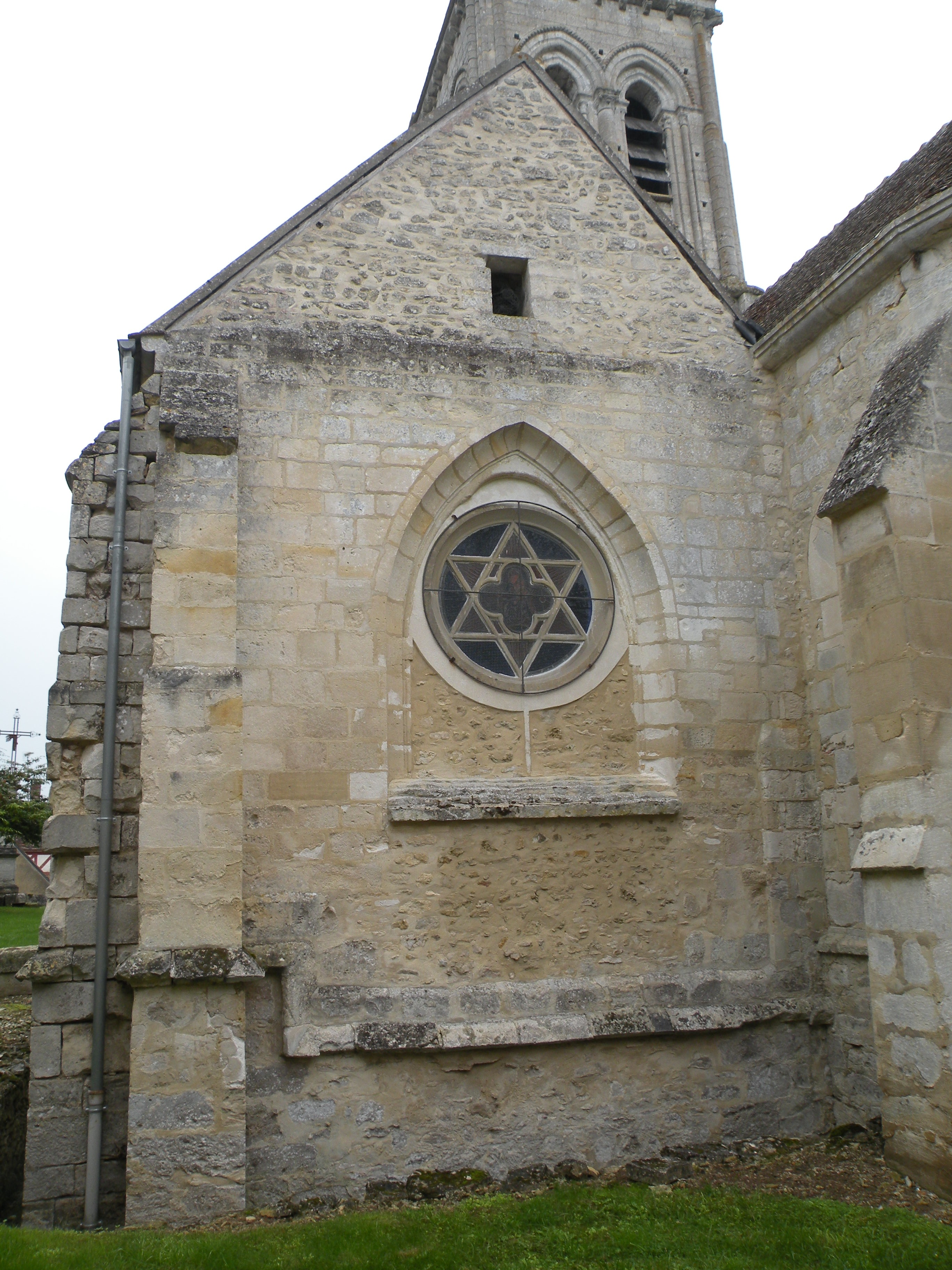
Chapelle sud, chevet.
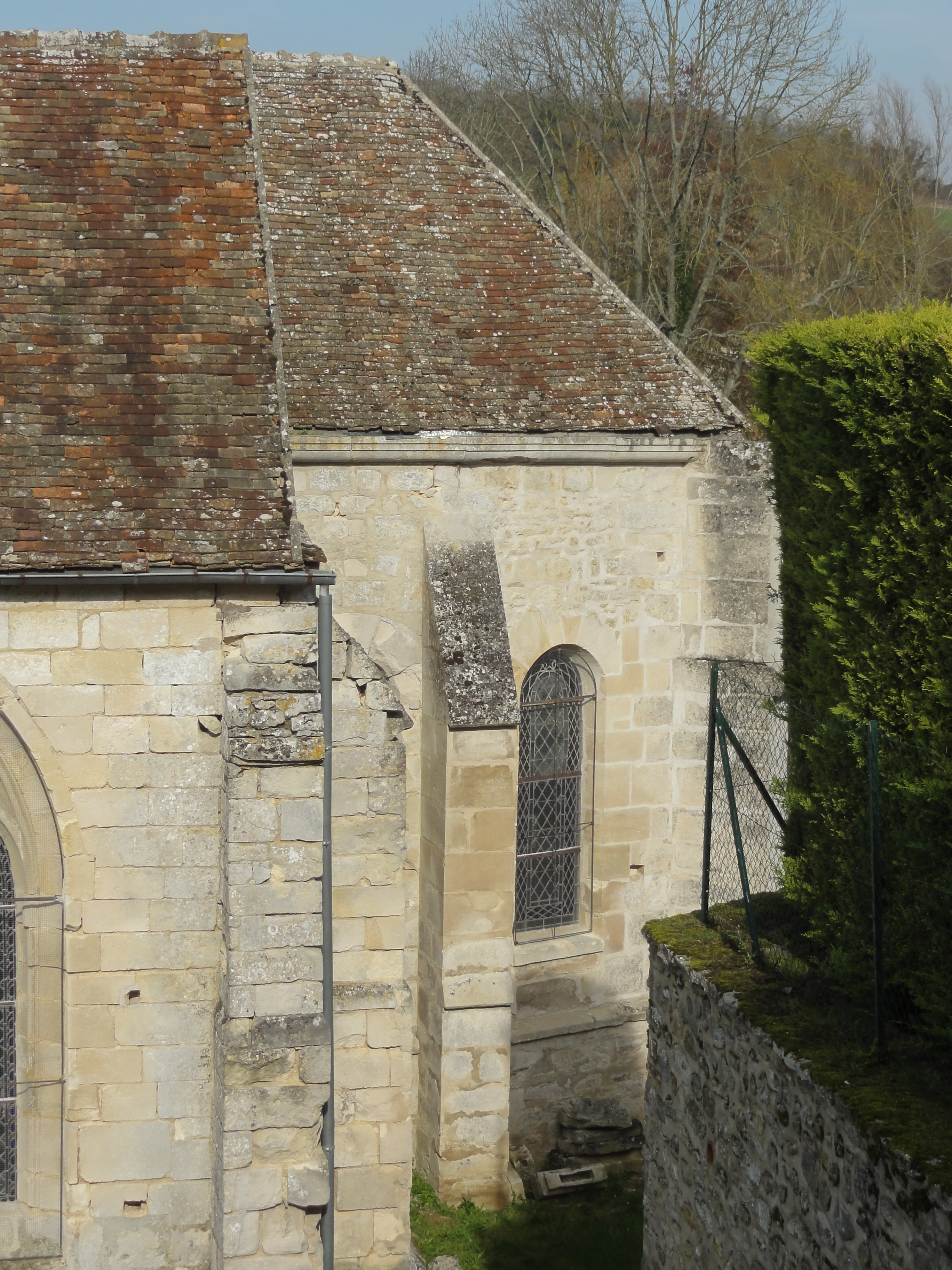
Abside, côté sud.
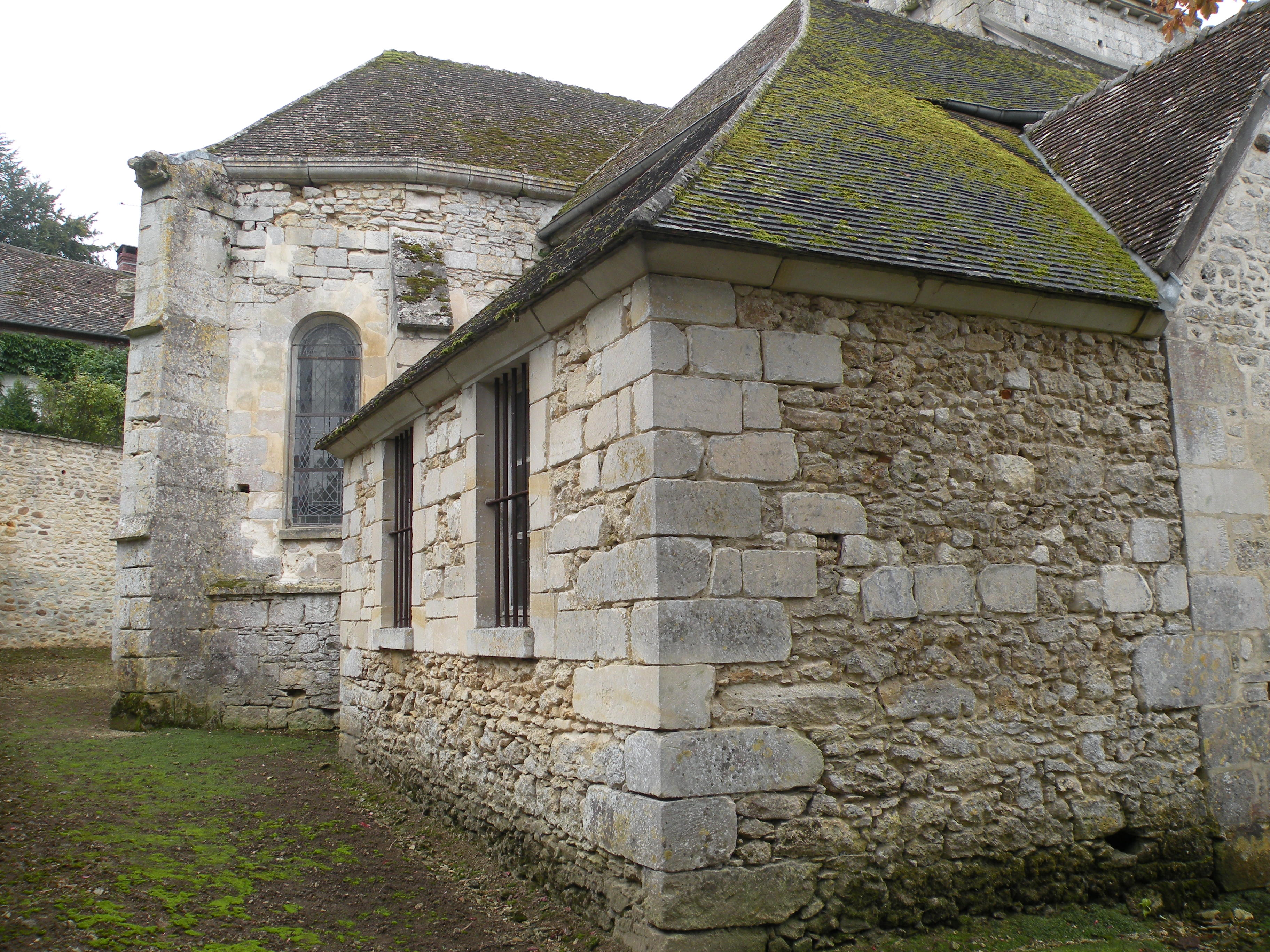
Sacristie et abside.

#### Clocher

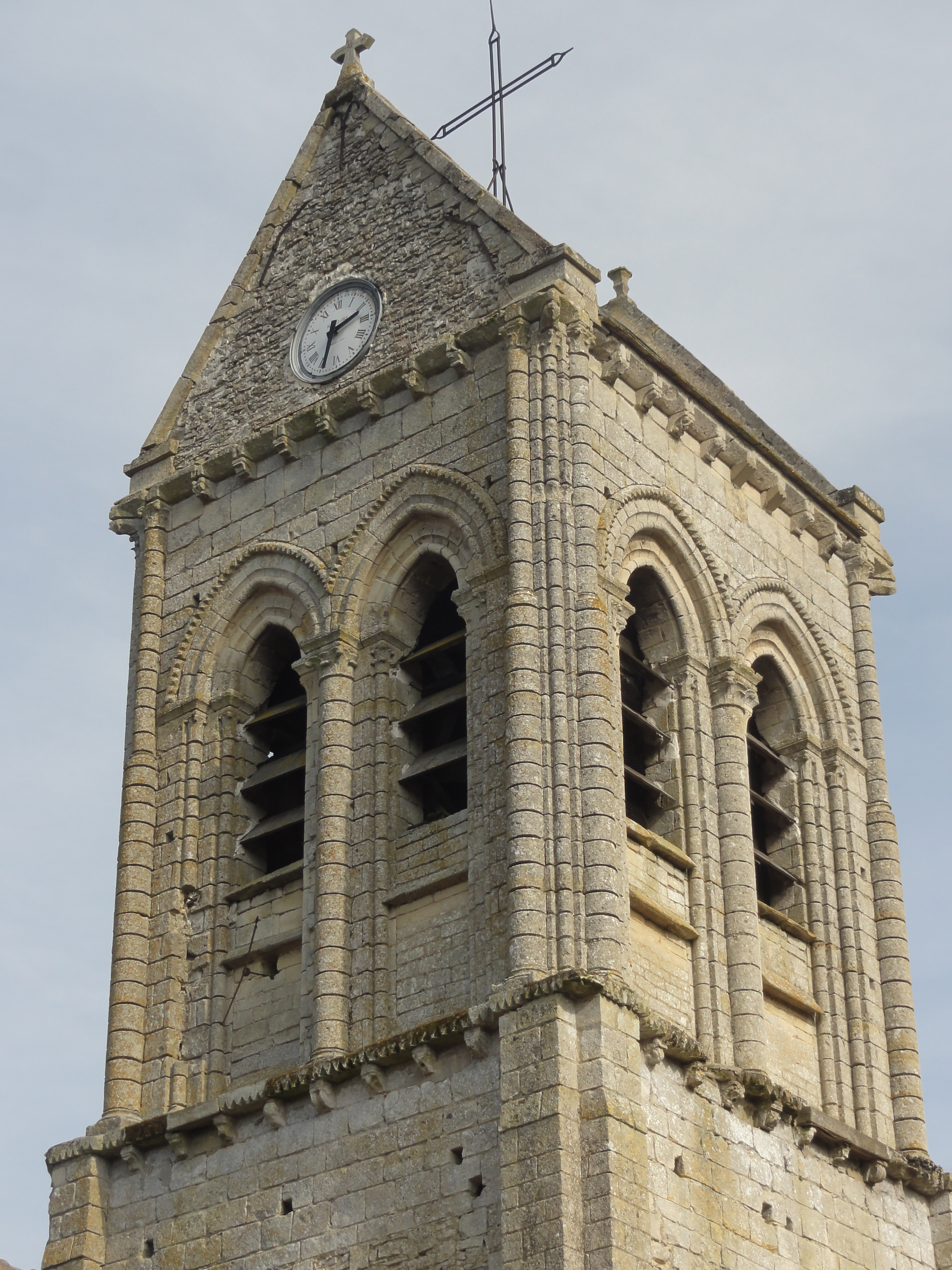
Vue depuis le sud-ouest.

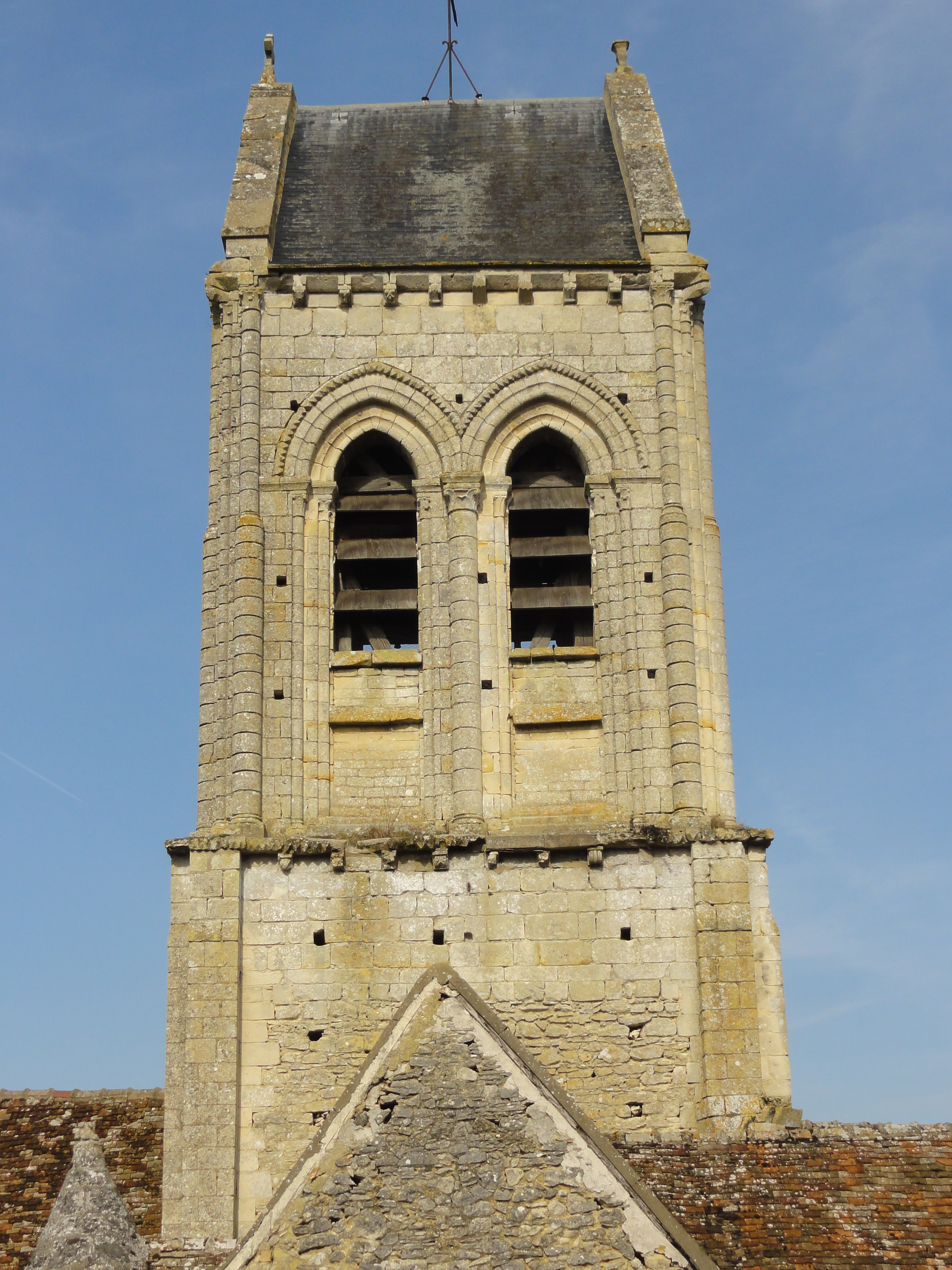
Vue depuis le sud.

Le clocher est remarquablement bien proportionné, et domine nettement les toitures. Il se compose de trois niveaux, soit la base, en même temps croisée du transept ; le discret étage intermédiaire ; et l'étage de beffroi largement ajouré. Le premier étage émerge seulement en partie des toitures, et paraît aveugle, mais est en réalité percé d'une baie en plein cintre par face. Ces baies sont dissimulées dans les combles, et ne mesurent que 33 cm de largeur à l'ouverture, mais leur ébrasement intérieur est très marqué. Quoi qu'il en soit, elles sont bien trop étroites pour bien remplir leur mission de faciliter la circulation entre les différentes parties des combles, et l'ébrasement n'a aucun sens pour des baies qui n'éclairent rien. Comme très fréquemment à la période romane, mais moins souvent à la période gothique, les contreforts s'arrêtent en haut de ce premier étage, puis cèdent la place à des colonnettes d'angle. Ils sont encore plats, et ne se retraitent qu'une seule fois par un fruit à peine perceptible. Hormis les contreforts, la pierre de taille ne règne qu'à partir du tiers supérieur de l'étage intermédiaire, soit sur ses parties les plus exposées à la vue et aux intempéries. Les pignons sont toutefois en moellons. Le millésime de 1866 se lit sur l'acrotère du pignon occidental, ce qui donne à penser que les deux pignons ne datent que de cette année. Sur les deux étages, l'on note les nombreux trous de boulin, disposés en trois rangs de trois trous par étage. Le premier étage se termine par une corniche de têtes de clous, qui repose sur les contreforts et sur huit modillons par face. La plupart des modillons sont sculptés de motifs abstraits simples.
L'étage de beffroi est dérivé des clochers romans du type d'Hardricourt, Jouy-le-Moutier, Lavilletertre, Limay, Nesles-la-Vallée, Santeuil (premier étage de beffroi). Avec Limay, il partage notamment le motif des têtes de clous. Par ses baies en arc brisé et son toit en bâtière, le clocher de Delincourt se rattache toutefois à la série des clochers gothiques primitifs du Vexin, qui comporte notamment Auvers-sur-Oise, Cléry-en-Vexin, Fay-les-Étangs, Grisy-les-Plâtres, Nucourt (clocher central), Oinville-sur-Montcient, Osny, Saint-Ouen-l'Aumône, Vaudancourt et Vétheuil. L'ordonnancement, très classique pour la région, comporte deux baies en arc brisé à double archivolte par face, et une colonnette appareillée entre deux colonnes engagées à chaque angle. Ces colonnes et colonnettes sont munies de bases flanquées encore de griffes, qui tombent en désuétude bientôt après le début du XIIIe siècle jusqu'à revenir à la Renaissance, et couronnées par des chapiteaux de crochets. Comme particularité, à partir des 60 % de leur hauteur, les colonnes se rajeunissent et deviennent aussi minces que les colonnettes. Les archivoltes sont surmontées d'un cordon de têtes de clous, et moulurées d'un tore chacune. Le rang de claveaux inférieur retombe sur de fines colonnettes appareillées, et le rang de claveaux supéérieur, sur une colonnette identique près du contrefort, et sur une colonne engagée dans le trumeau au milieu. Ces colonnes et colonnettes portent des chapiteaux de crochets, et ont pour tailloir une tablette continue au profil d'un méplat et d'un cavet. La moitié inférieure des baies est bouchée, et l'on note ici les abat-son simulés en pierre. L'étage se termine par une corniche de modillons. Comme à l'accoutumée, le toit en bâtière est établi dans l'axe de l'édifice.

## Mobilier

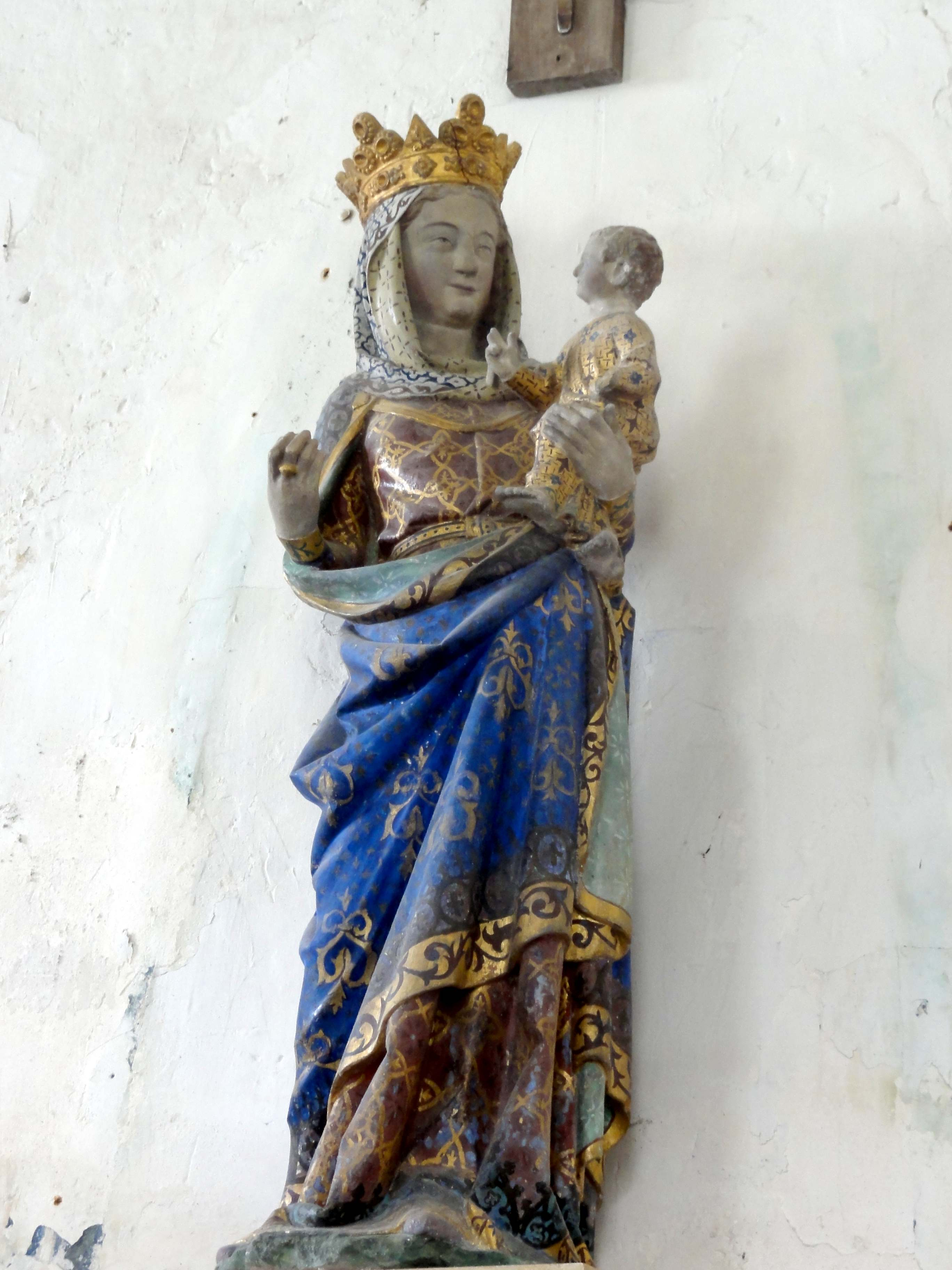
Vierge à l'Enfant du XIVe siècle.

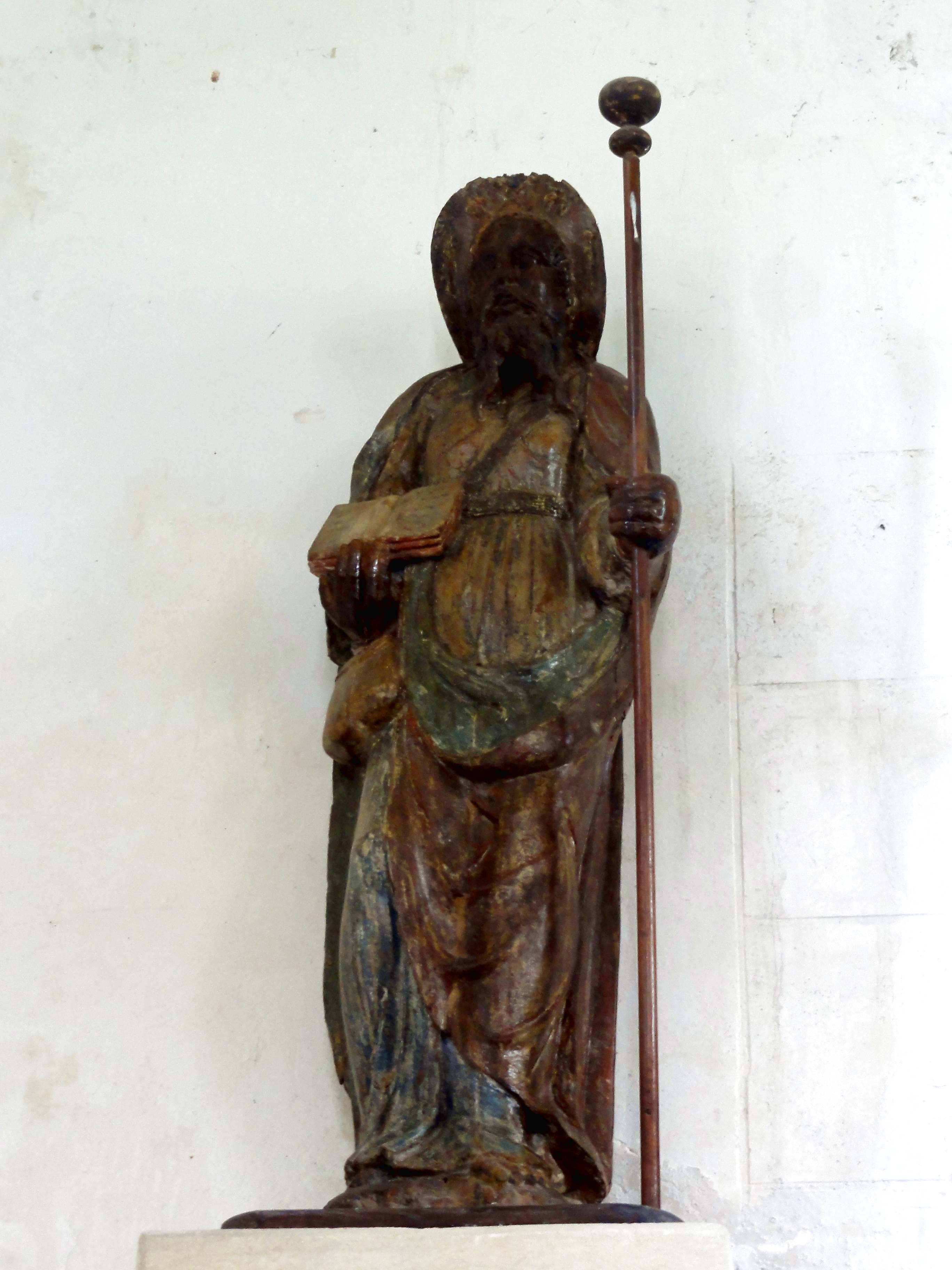
Saint Jacques le Majeur.

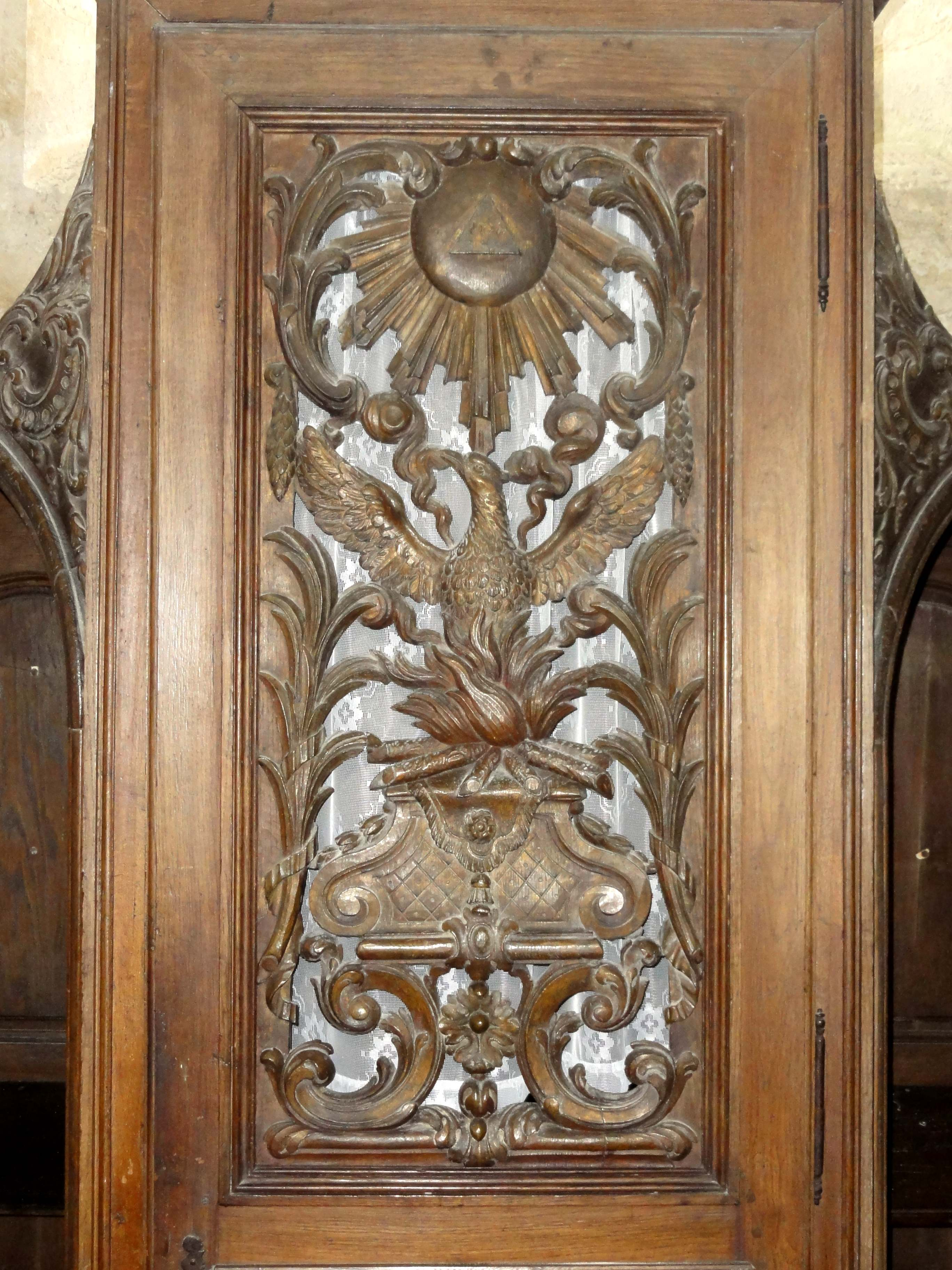
Porte ajourée du confessionnal.

Parmi le mobilier de l'église, sept éléments sont classés ou inscrits monuments historiques au titre objet (sans compter les chapiteaux qui sont immeubles par destination).
- Les deux bénitiers en pierre près de l'entrée ont la forme de balustres, et datent du XVIIIe siècle. Ils sont de toute évidence contemporains du portail. Leur inscription est intervenue en août 1989[33].
- Le tableau peint à l'huile sur toile représentant des scènes se rapportant à la légende de Notre-Dame de Liesse mesure 121 cm de largeur pour 100 cm de hauteur sans le cadre, et date de la fin du XVIe ou du début du XVIIe siècle. Il a certainement été exécuté à l'issue d'un vœu formulé lors d'un pèlerinage à Liesse-Notre-Dame. Le tableau se compose de sept compartiments, dont le compartiment central occupe presque la moitié de la superficie de la toile, et représente la Vierge à l'Enfant sous une arcade en plein cintre, où est portée l'inscription NOTRE-DAME DE LIESSE. À ses pieds sont agenouillés un homme et une femme vêtus de noir, à la mode du temps de Henri IV, et leurs trois garçons et trois filles. Ce sont les donateurs. Les petits compartiments sont étagés sur deux colonnes, une à gauche et à droite, et représentent des scènes annotées par de brèves légendes. Le sens de la lecture est du bas vers le haut, à gauche, puis du haut vers le bas, à droite : « Com[m]e[nt]les trois chevaliers furent mis en la prison ; Com[m]e[nt] ismerie bailla bois et outilz au [sic] trois chevalliers pour faire l'image nostre dame de liesse ; Com[m]e[nt] l'ange apporta l'image estans les trois chevalliers endormis ; Com[m]e[nt] la pucelle ismerie et les trois chevalliers adorent limage de nostre dame de liesse en la prison ; Com[m]e[nt] ismerie la pucelle delivra les trois chevalliers de la prison pour venir en France ; Com[m]e[nt] la pucelle et les chevalliers se trouverent en la foret pres liess ». Ce tableau a été acquis pour l'église de Delincourt par M. Lalouette, président du conseil de fabrique, lors d'une vente aux enchères publique. Il proviendrait du couvent des Trinitaires de Gisors, ou de la collégiale de Gisors. C'est une œuvre peinte avec une certaine délicatesse, qui a été classée dès novembre 1912, et restaurée par Xavier Huisse et Nathalie Houdelinckx en 1987[34],[35].
- La Vierge à l'Enfant dans la nef est en pierre polychrome. Elle mesure 107 cm de hauteur, et date du XIVe siècle, ce qui ne se voit guère, car elle a été repeinte au XIXe siècle, et son état à l'issue de cette restauration, malencontreuse sur le plan technique, a été reconstitué lors d'une nouvelle restauration par l'entreprise Groux en 1991. La Vierge se tient debout, et porte son Fils sur le bras gauche tout en le regardant. Elle porte un voile sur la tête, et est habillée d'une robe ceinturée à la taille et d'un manteau ramené sous son bras gauche, qui forme des plis à bec. l'Enfant Jésus tourne la tête vers sa Mère et bénit de sa main droite. L'œuvre est classée depuis novembre 1912[36],[37].
- La statue de saint Jacques est en bois polychrome, et date de la fin du XVIe ou du début du XVIIe siècle. L'Apôtre est barbu, coiffé d'un chapeau à large rebord, et tient un bourdon de pèlerin. Son costume est celui d'un pèlerin de Saint-Jacques-de-Compostelle. Delincourt est situé sur l'un des affluents des Chemins de Compostelle, qui prend son origine à Beauvais, et il y avait jadis à Delincourt une confrérie Saint-Jacques, qui était domiciliée dans le collatéral nord du chœur, l'actuelle chapelle du Sacré-Cœur. Saint Jacques présente un livre ouvert dans la main gauche, mais il lui manque un autre attribut habituel, la gourde. La statue est inscrite depuis août 1989[38],[39].
- La statue censée représenter saint Gautier de Pontoise est elle aussi en bois polychrome, et date du XVIe siècle. Elle présente un saint en habit de diacre sans aucun attribut, qui tient les mains devant lui comme dans une attitude d'extase. Saint Gautier est un religieux bénédictin né vers 1030 et mort en 1099, qui fut canonisé en 1153, et inhumé dans l'abbatiale Saint-Martin de Pontoise. Après la démolition de celle-ci à la Révolution, le tombeau fut transféré en l'église Notre-Dame de Pontoise, où il se trouve toujours. Contrairement à ce qu'affirme Jacques Dupâquier, saint Gautier n'est donc pas un évêque, mais l'absence d'attribut ouvre la voie à la confusion avec des saints diacres, dont notamment saint Étienne et saint Vincent[38],[40].

- Le confessionnal en bois de chêne mesure 192 cm de largeur et 300 cm de hauteur, et fait partie d'une série de deux exemplaires confectionnée en 1788 par Dardel, menuisier à Magny-en-Vexin, pour l'église Saint-Josse de Parnes. Le meuble se compose d'une loge centrale surmontée d'un fronton en double doucine et munie d'une porte, dont le panneau supérieur est ajouré, et de deux loges latérales nettement moins élevées, qui s'ouvrent sous des arcs en plein cintre, et dont les faces frontales sont obliques. Le décor sculpté du fronton, des deux écoinçons entre les arcs des loges latérales et les montants de la loge centrale, et du panneau supérieur de la porte est tout à fait remarquable. Sur le fronton, se détache deux têtes de chérubins au-dessus d'un collier d'ailes. Elles surgissent d'une nuée entourée de trois rayons de lumière. Les écoinçons sont décorés de rinceaux en bas-relief. La grille de la porte représente au centre un phénix au-dessus d'un bûcher en flammes, les ailes déployées, le regard tourné vers le ciel. Deux palmes encadrent le bûcher en feu, qui brûle sur un autel. Au-dessus de l'oiseau, l'on voit une sorte de gloire, sous la forme d'un triangle comme symbole de la Sainte-Trinité au milieu d'un cercle entouré de rayons de lumière. Cette gloire est flanquée d'un décor Rocaille, et deux épis y sont suspendus. Un décor Rocaille occupe également la partie inférieure de la composition, en dessous de l'autel. À la demande de Louis Régnier, le curé-doyen Lefebvre a décrypté l'iconographie : « Le phénix dispose sur un lieu élevé un lit de plantes aromatiques, surtout de myrrhe. Quand le soleil est à son midi et que ses rayons échauffent le bûcher, l'oiseau en active l'ardeur par le battement de ses ailes. Le bûcher s'enflamme et dans ses cendres le phénix retrouve une nouvelle vie. L'âme s'élève au-dessus du respect humain et des attaches du péché. Sur l'autel de son cœur, elle fait un bûcher de myrrhe, c'est-à-dire de pénitence. Elle lève les yeux vers l'adorable Trinité, en même temps qu'elle excite en elle-même les sentiments de repentir et d'amour. La grâce de Dieu et la contrition de l'âme consument les péchés : l'âme s'élance dans une vie nouvelle, la vie surnaturelle et divine, qui sera entretenue en elle par la sainte Eucharistie, que symbolisent les épis ». Ce confessionnal a été acheté à la fabrique de Parnes au début du XIXe siècle, et est classé depuis novembre 1912. Il a été restauré en 2007 grâce aux Amis de Delincourt[41],[42],[43].
- La plaque de fondation de Jehan Lhuillier, vicaire perpétuel de Delincourt mort le 6 octobre 1552, mesure 96 cm de largeur et 64 cm de hauteur, et date de l'année de la mort du prêtre. Elle est entièrement gravée d'une longue inscription en caractères gothiques, et n'est pas décorée. Le texte renseigne que messire Lhuillier donne à la fabrique certaines pièces de terre, dont la superficie et l'emplacement sont exactement spécifiés, pour qu'elle fasse célébrer annuellement et à perpétuité les sept heures canoniales et une messe solennelle lors de l'octave de la Fête du Saint-Sacrement (aujourd'hui fête du corps et du sang du Christ), ainsi qu'une semaine plus tard, un service obituaire. La rémunération du prêtre, du diacre et du clerc est stipulée avec exactitude, et comme particularité, un montant à soustraire en cas d'absence du prêtre lors des dits services est également défini. Les termes de la fondation font l'objet d'un contrat passé devant maître Badaire, tabellion à Chaumont-en-Vexin. La plaque est classée depuis novembre 1912[44],[40].

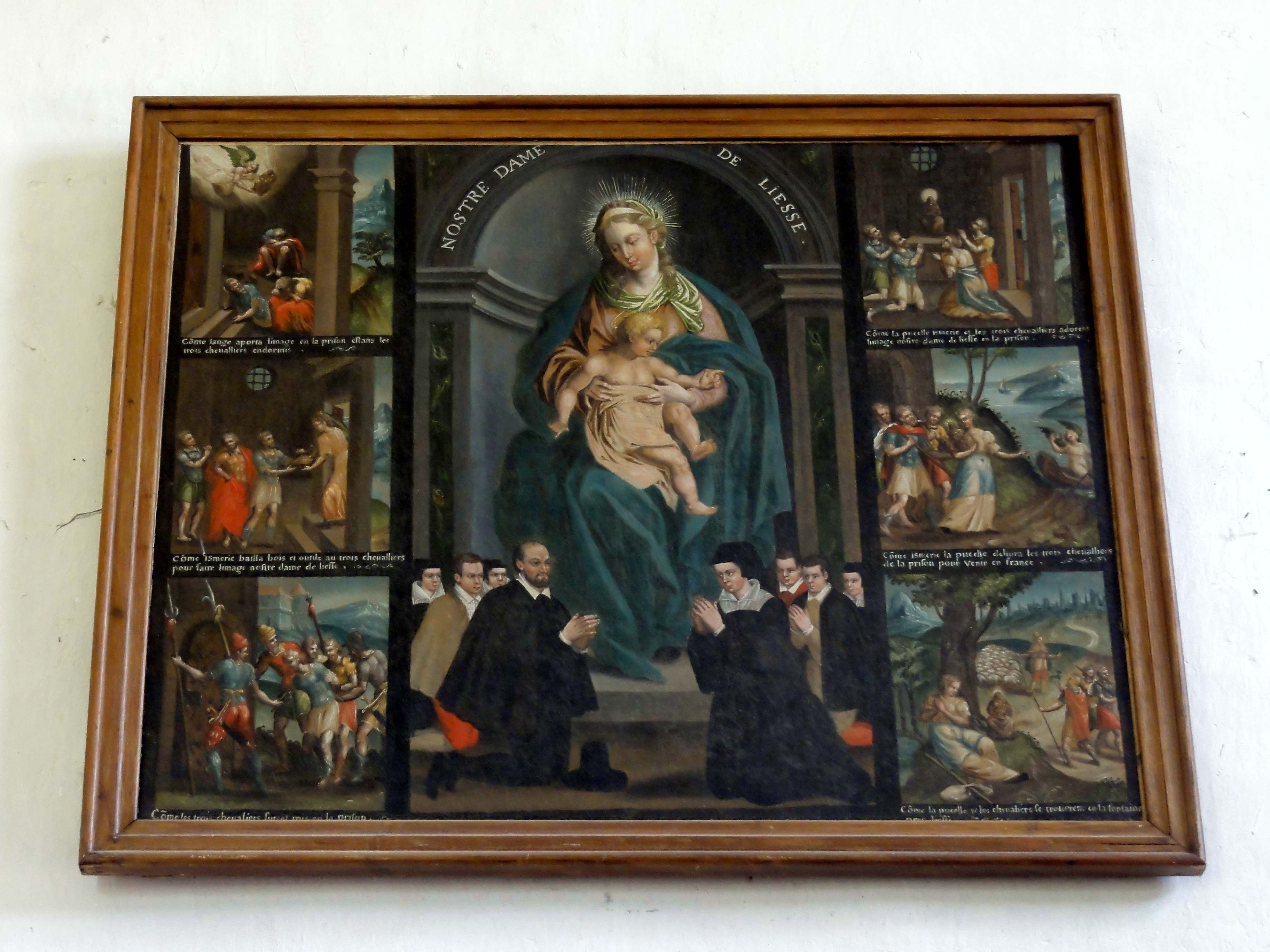
Tableau - Notre-Dame-de Liesse.
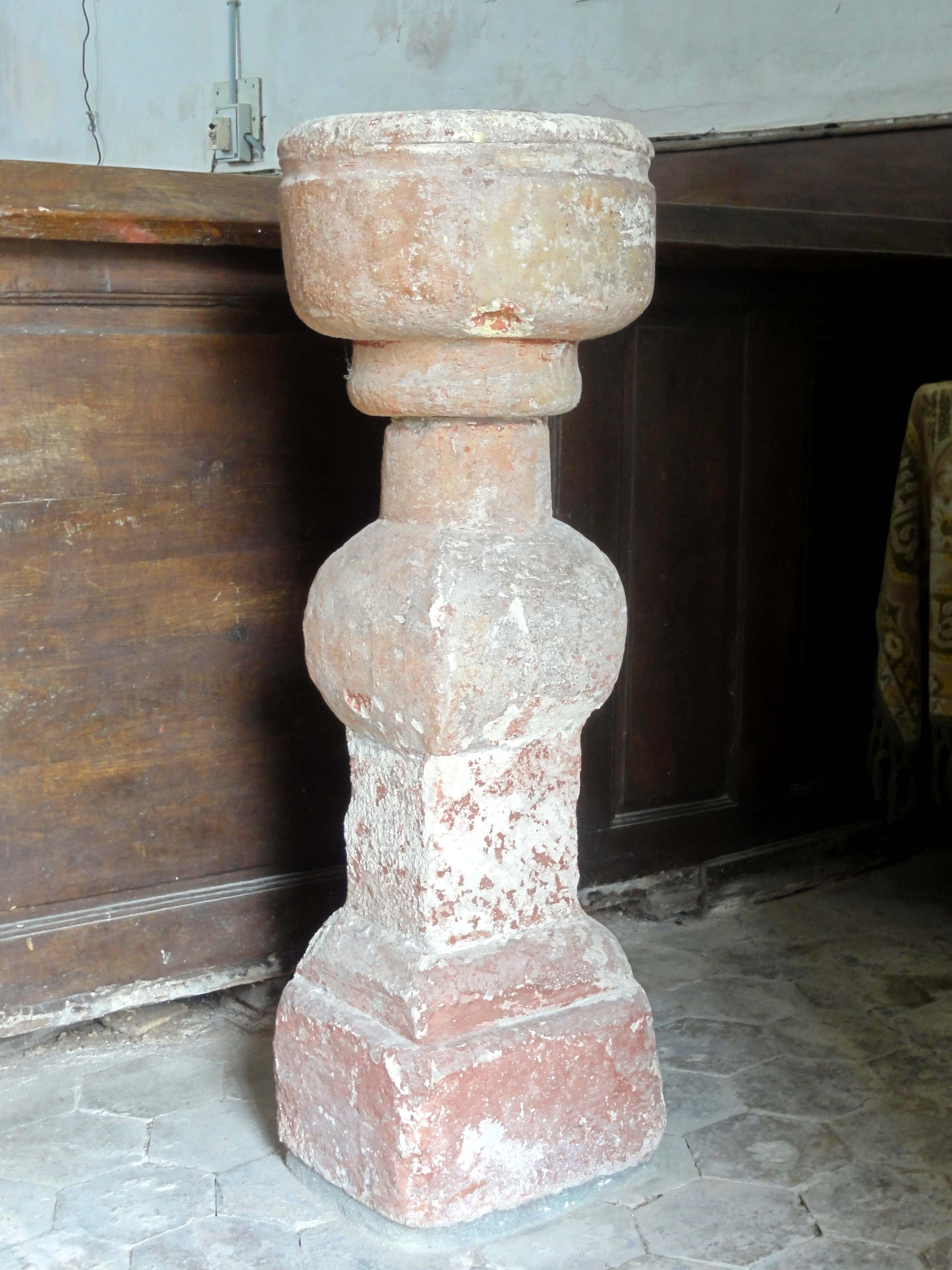
Bénitier à l'entrée de la nef.
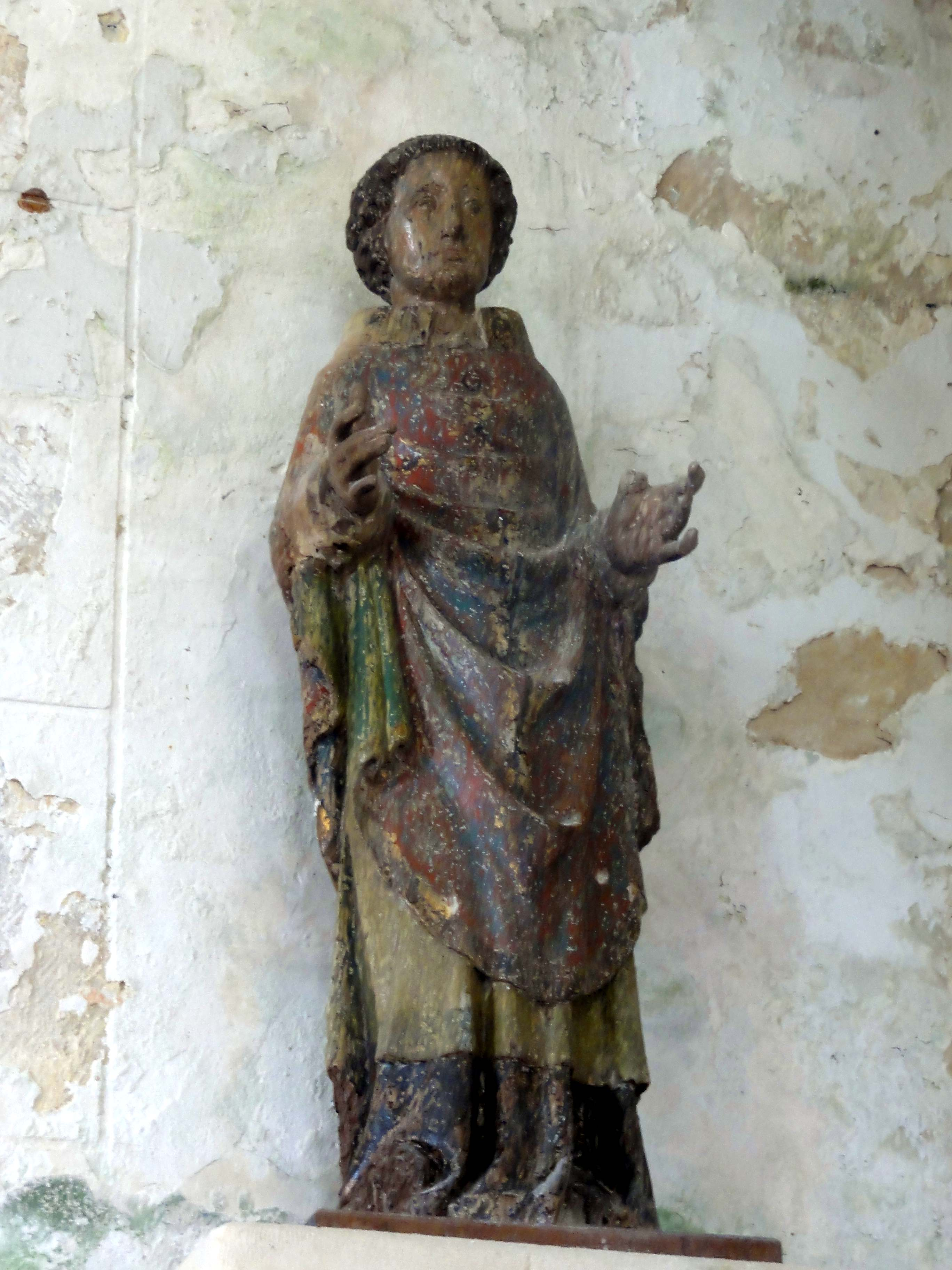
Saint Gautier ou saint diacre martyr.
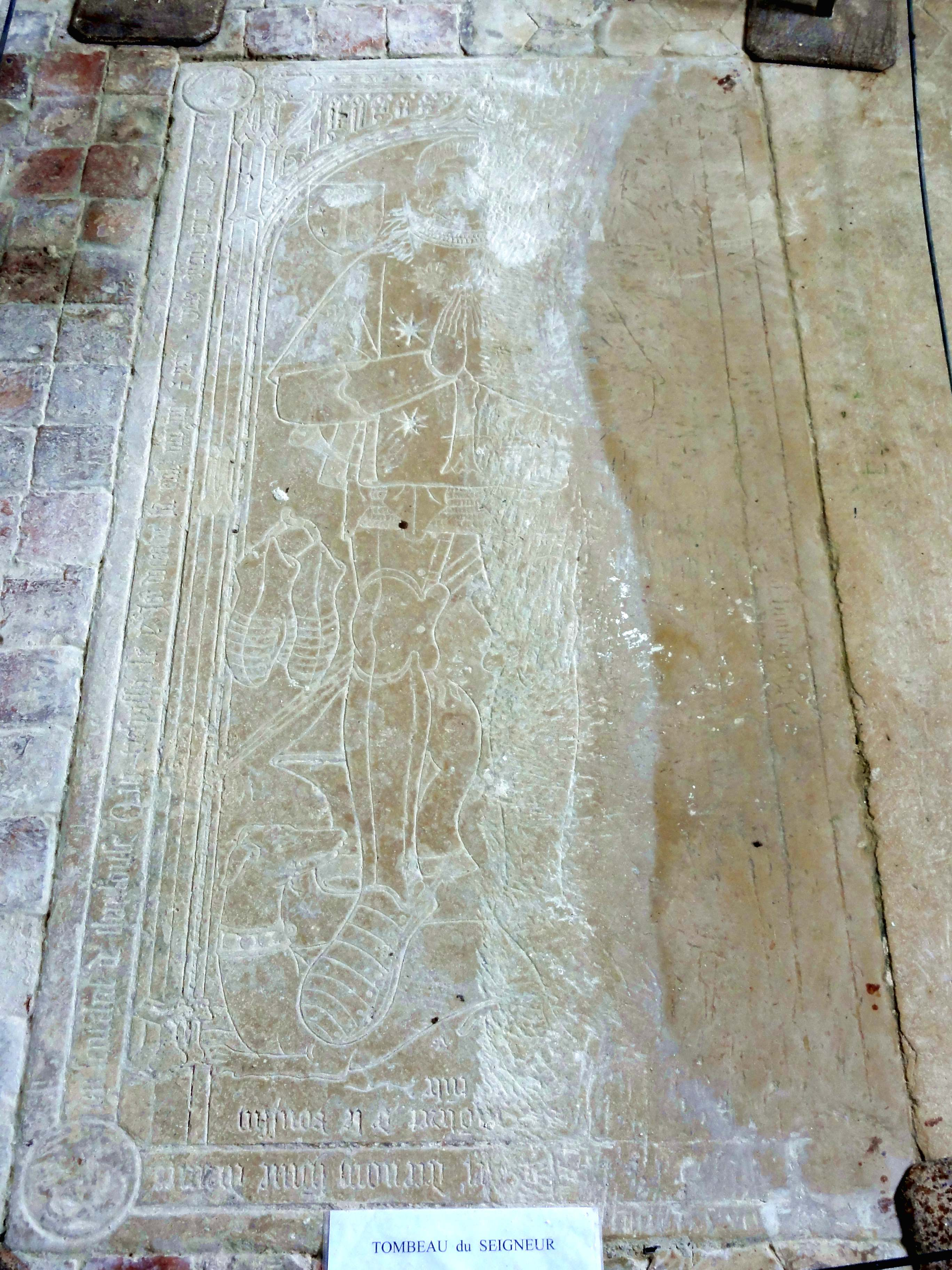
Dalle funéraire à effigie gravée de R. de Montferel.
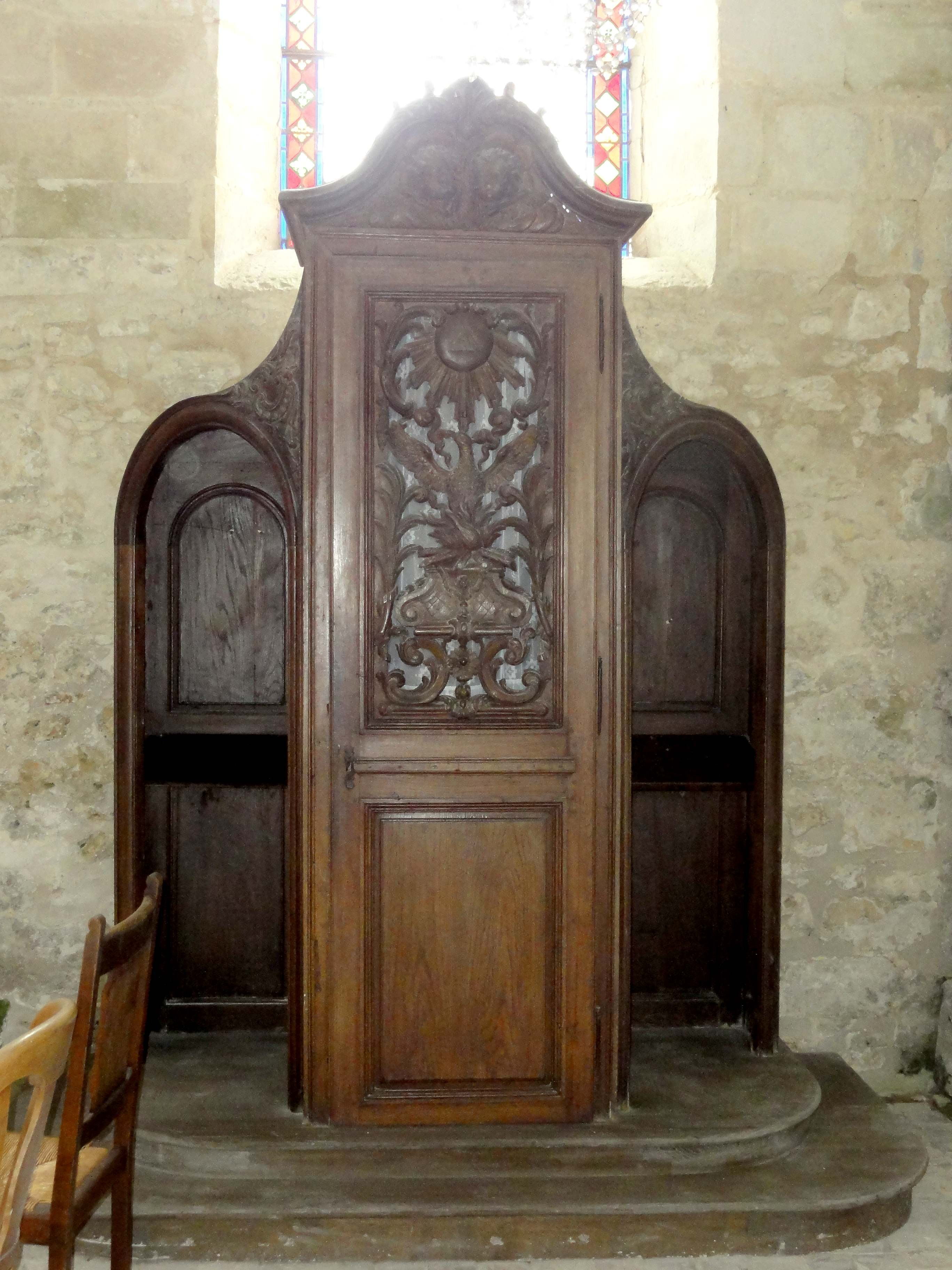
Confessionnal de 1788.
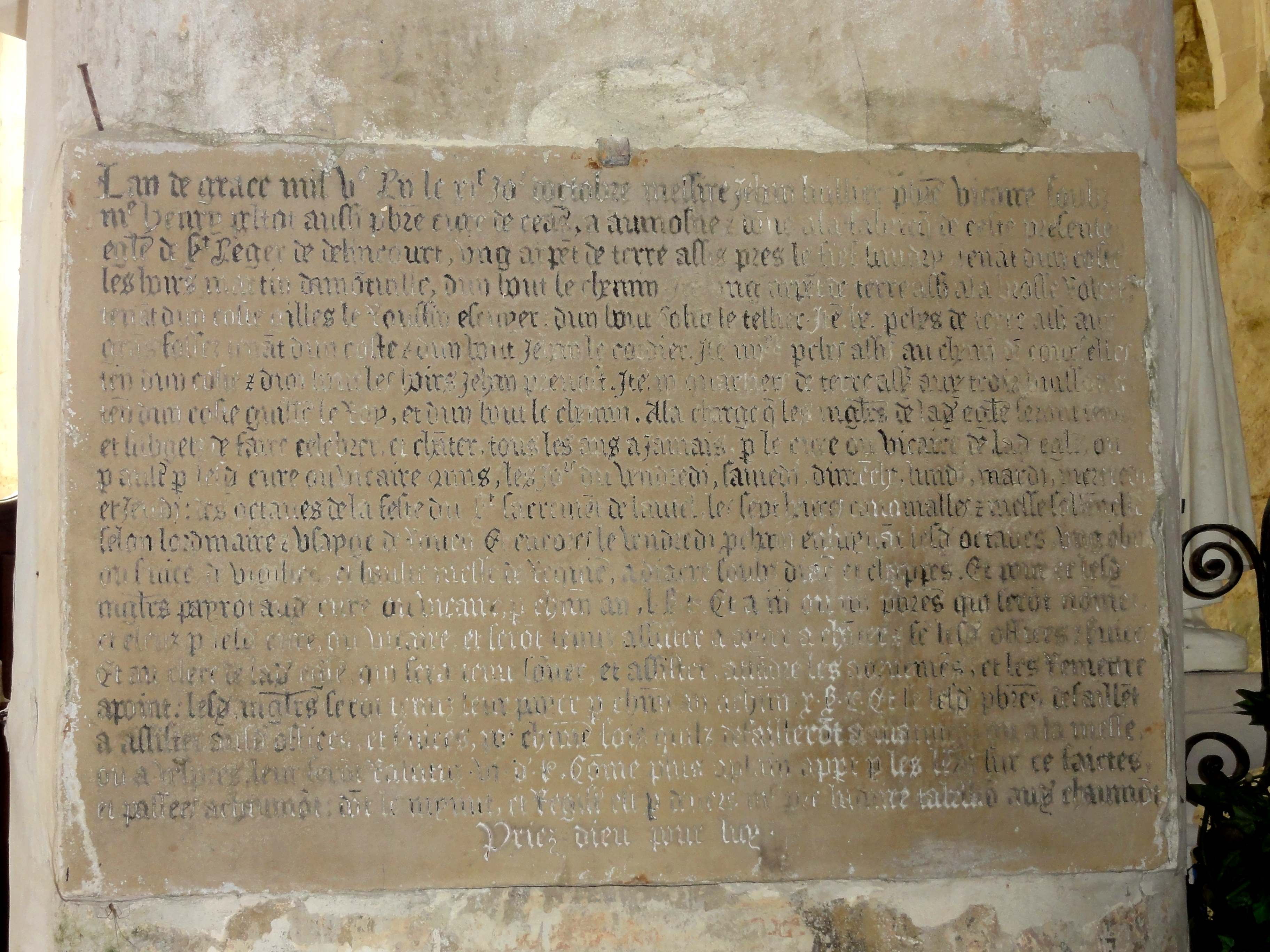
Plaque de fondation de Jehan Lhuillier, 1552.